# Prieuré de Ganagobie

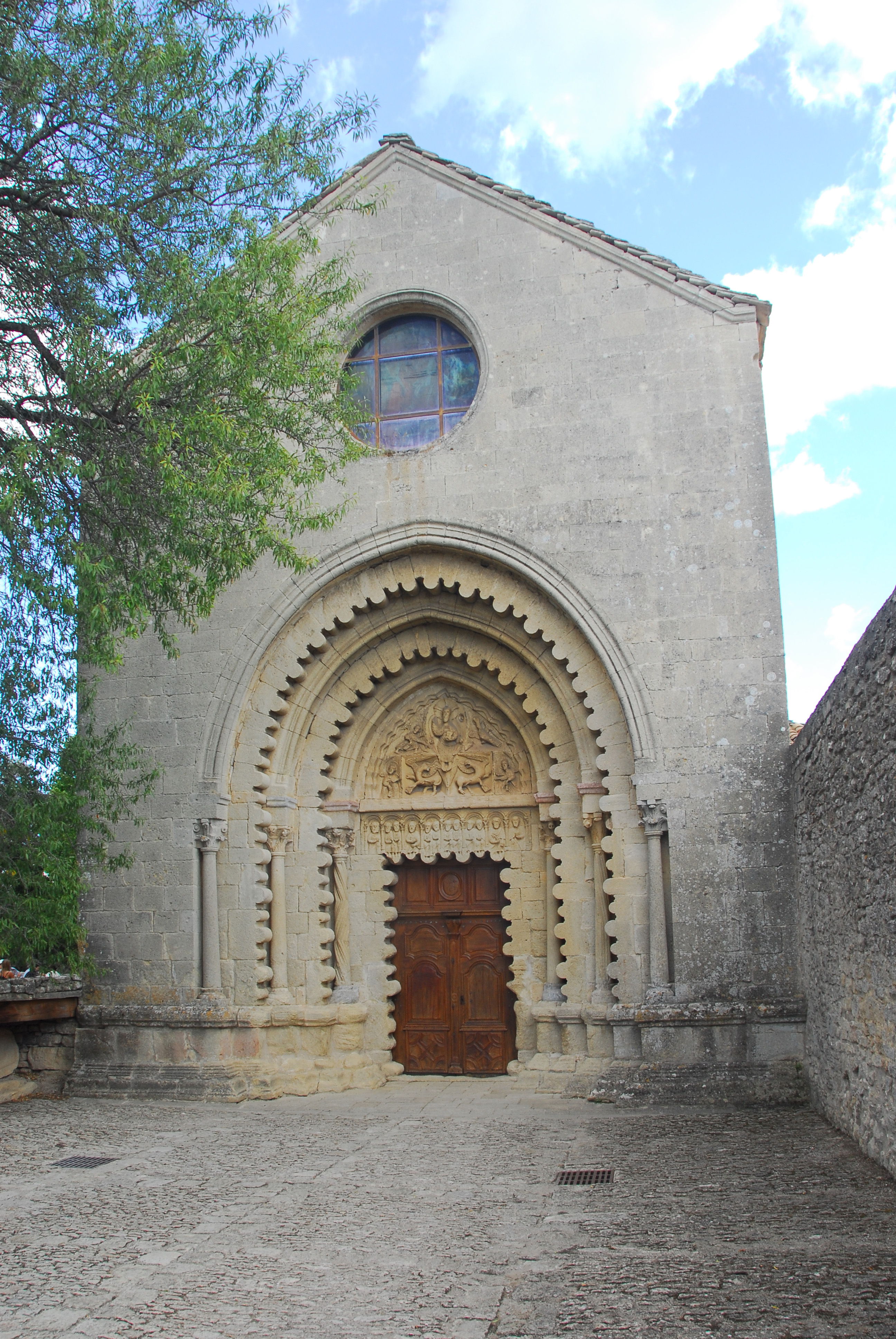
Westfassade der Kirche

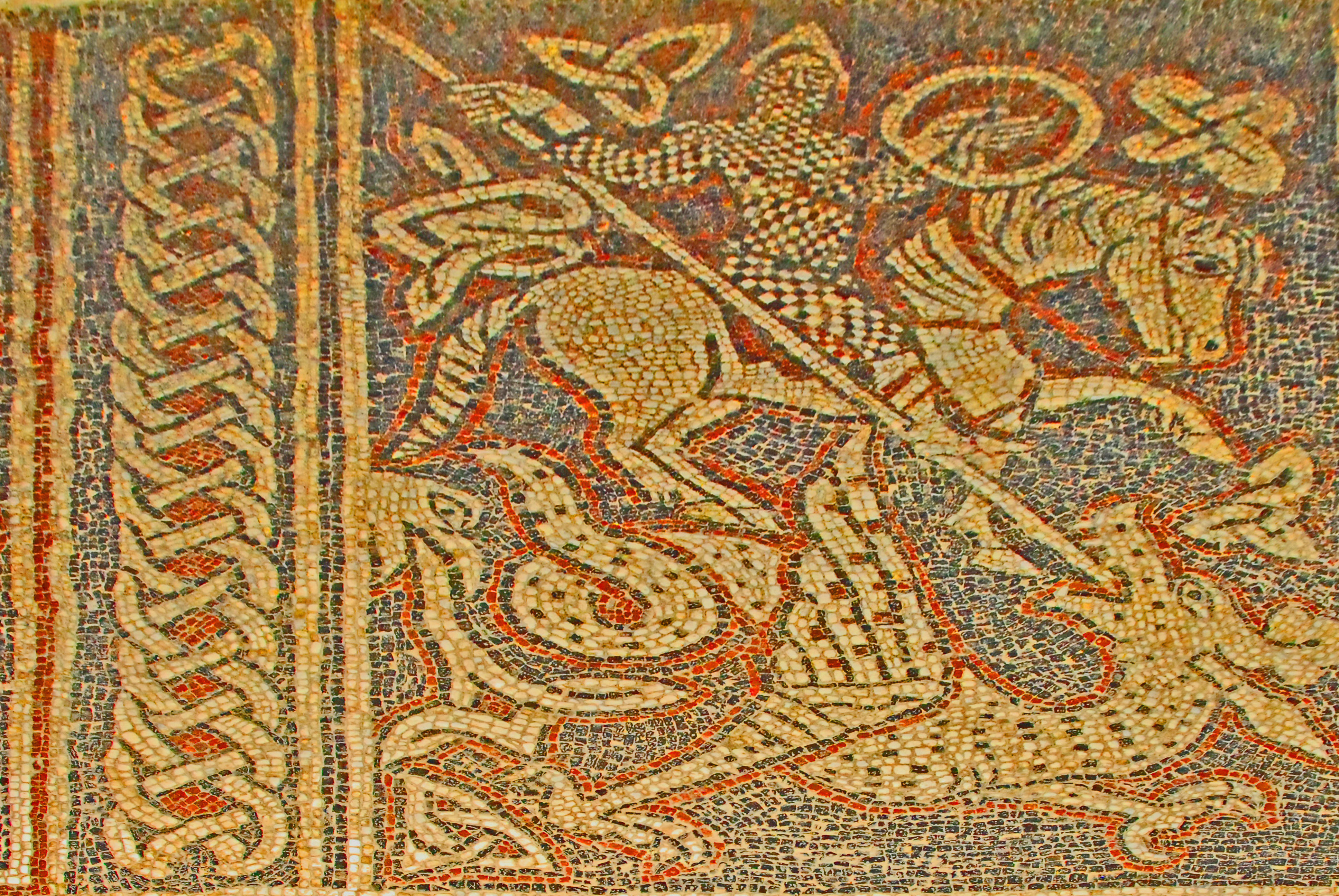
Prieuré de Ganagobie, Mosaik Nr. 13

Das Priorat Notre-Dame de Ganagobie ist heute eine Benediktinerabtei der Kongregation von Solesmes. Es liegt 15 Kilometer nordöstlich von Forcalquier und etwa 30 Kilometer südlich von Sisteron, im französischen Département Alpes-de-Haute-Provence, hoch über dem Ufer der Durance.
Das Priorat ist für seinen farbigen mittelalterlichen Mosaikboden im Westflügel des Klosters bekannt, der auf die Mitte oder das dritte Viertel des 12. Jahrhunderts datiert wird und in Frankreich einzigartig ist.
Ein erstes Kloster wurde im 10. Jahrhundert gegründet, das vom Bischof von Sisteron auf eigenem Land erbaut und dann der Abtei Cluny übertragen wurde.
Das Priorat hat eine allseits geschützte Lage 350 Meter über dem Tal der Durance, auf einem schmalen Plateau, umgeben von steilen Felsklippen. Die Römerstraße Via Domitia führte an der Hochebene vorbei. Sie war im Mittelalter der kürzeste und sicherste Weg zwischen Spanien und Rom (nach Strabon).
Zwischen dem 15. und 20. Jahrhundert blieb das Kloster verlassen. Seit 1987 ist die benediktinische Gemeinschaft von Hautecombe hier untergebracht, die auf die Benediktinerabtei Marseille (1865–1922) zurückging.

## Das Hochplateau

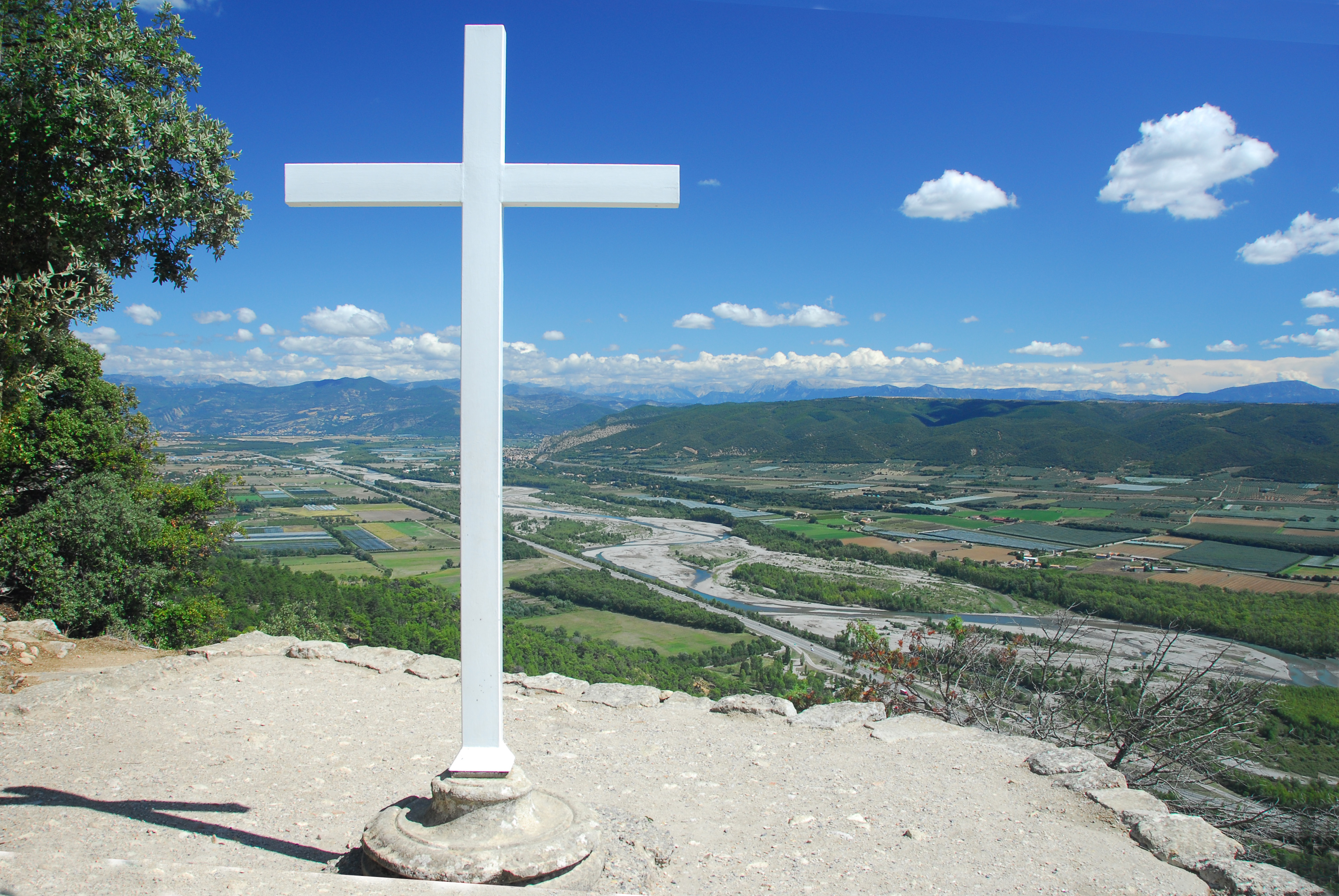
Ganagobie, Blick über das Durancetal nach Norden

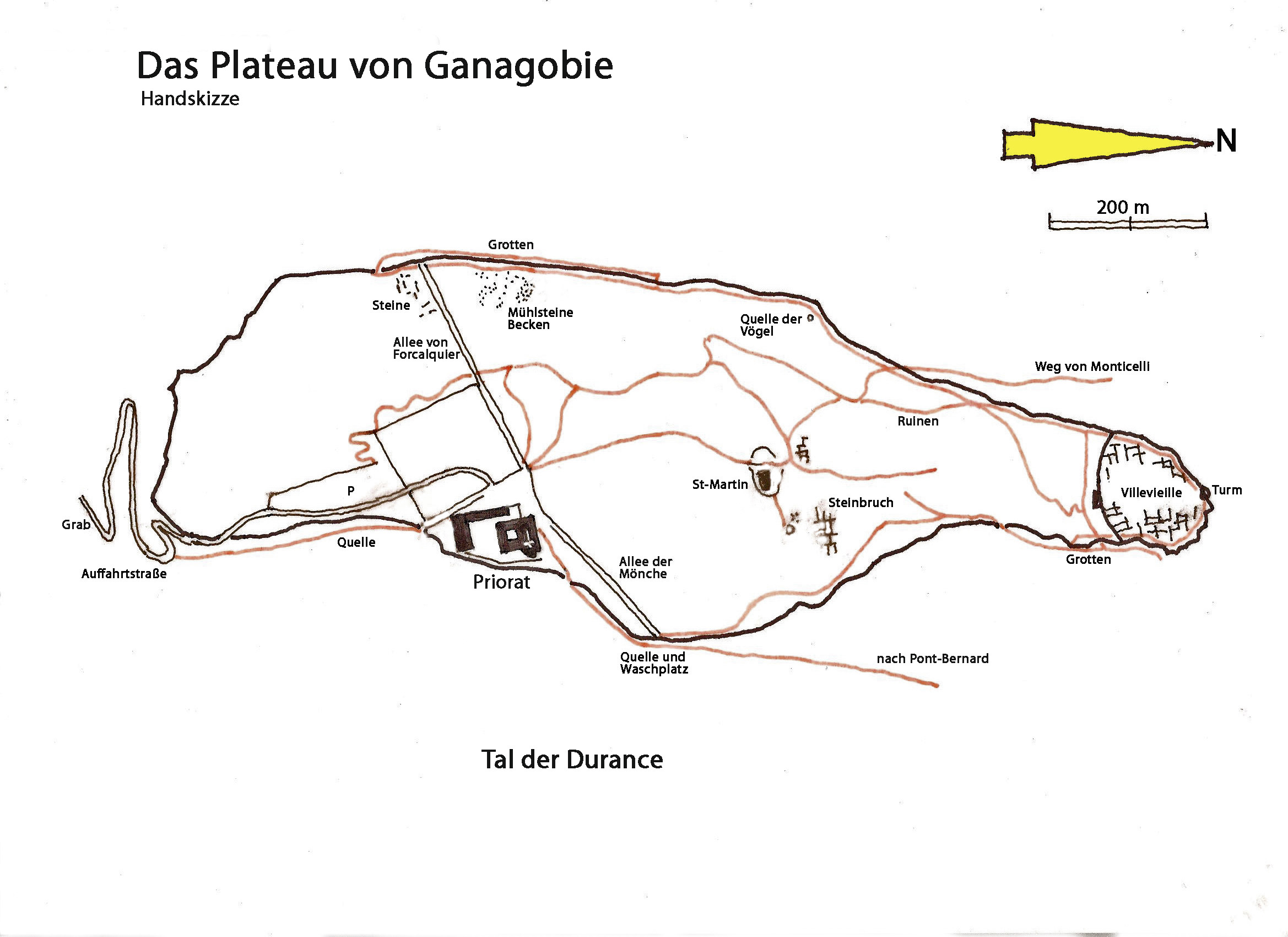
Plateau von Ganagobie, Lageplan

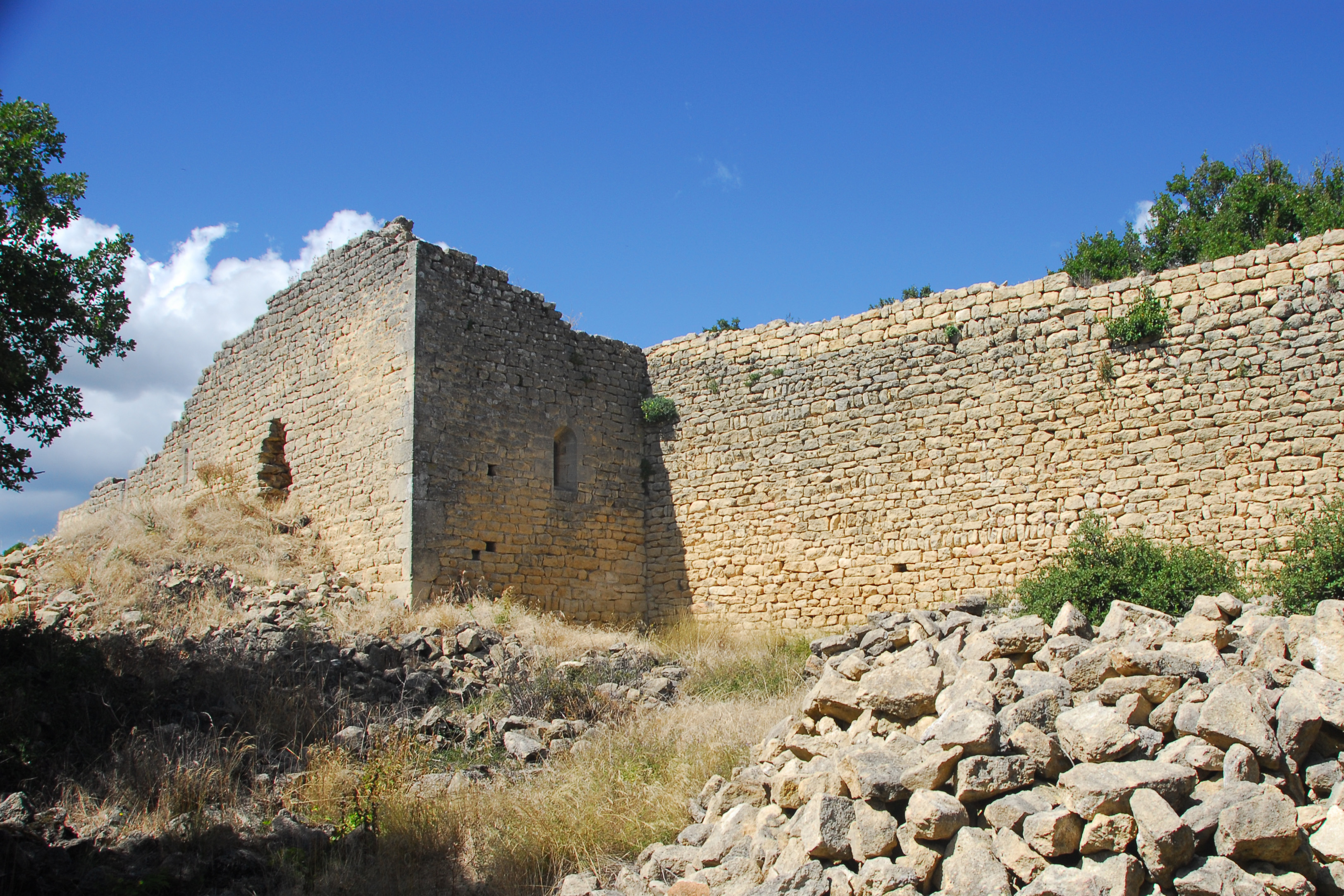
Ganagobie, Villevieille, südliche Wehrmauer mit Turm der Wache

Das Hochplateau von Ganagobie besitzt eine Länge von etwa 1300 Metern und eine Breite von etwa 150 bis 450 Metern. Es ist geologisch der Rest einer Quartärterrasse, die isoliert hinter Sisteron auf dem rechten Ufer der Durance liegt, gegenüber dem weiträumigen Plateau von Valensole. Auf seiner Ostseite folgt das Plateau auf über 350 Meter dem Fluss, der sich an seinem Fuß in einem breiten fruchtbaren Tal entlang windet. Der natürliche Durchgangsweg der Durance verbindet über die vergangenen Zeitepochen hinweg das Rhonedelta mit dem Po, über den Col des Mont Genèvres. In der römischen Antike führte hier auch die Via Domitia hindurch, die an der Grenze zwischen den Ländereien von Lurs und Ganagobie einen Nebenfluss der Durance – den Buès – auf einer einbogigen Brücke überquert. Die gänzlich erhaltene römische Brücke wird heute noch benutzt. Sie ist 30 Meter lang und 10 Meter hoch. Sie wurde vermutlich im 2. Jahrhundert errichtet.

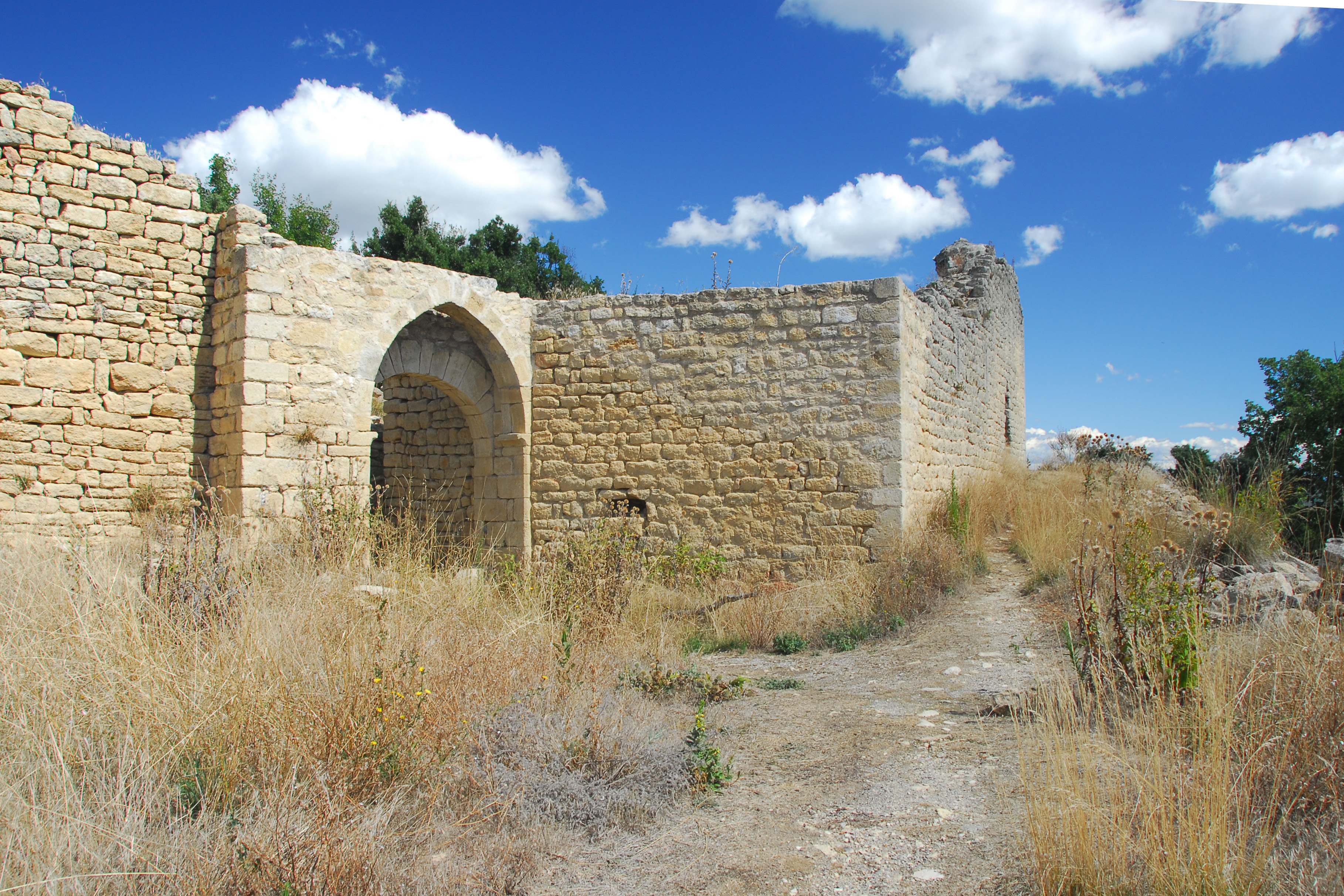
Ganagobie, Villevieille, Wehrmauer mit Portal

Die Mönche von Ganagobie hatten im Mittelalter am Ufer des hier schiffbaren Gewässers ihre fruchtbarsten Felder und beachtliche Einnahmen durch Anlegegebühren (für Schiffe) und Brückenzoll. Nach Westen in Richtung des Lure-Gebirges ändert sich die Landschaft. Lurs, Maontlaux, Sigonce und Auges werden von undurchdringlichen Wäldern eingeschlossen, die nur selten eine Lichtung zulassen.
Die schroff abfallenden Hänge des Plateaus, auf denen im Südosten und Osten wenige Maultierpfade hinaufführen, sind bewachsen von Pinien, alten Eichen, Lavendel, Ginster und Thymian. Seit 1952 gibt es auch eine einspurige, in vielen Serpentinen gewundene und asphaltierte Zufahrtsstraße. Die Hochfläche des Plateaus wird überwuchert von grünen Eichenwaldungen und von einem undurchdringlichen Maquis (italienisch Macchia), das noch von alten Pfaden durchfurcht ist, von denen einige unmittelbar auf dem Felsuntergrund verlaufen.

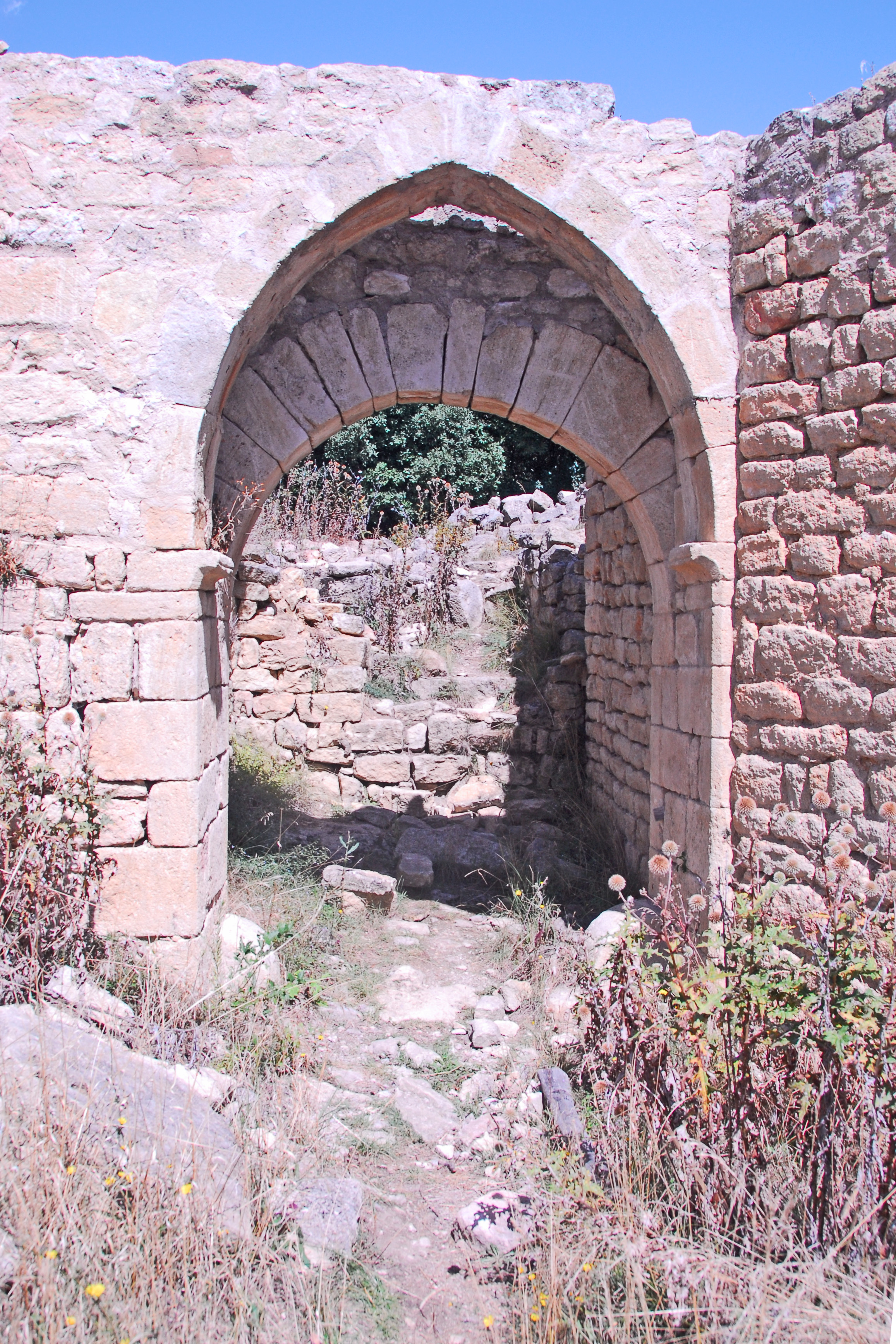
Ganagobie, Villevieille, „Stadttor“

Das Plateau von Ganagobie ist ein hoch gelegener Platz in außergewöhnlicher Lage, von dessen Kanten man weiträumige Ausblicke auf das Tal der Durance genießen kann. Im Nordosten sieht man am Horizont den Berg Ciso und die Gipfel der Trois-Évèches, im Osten und Südosten folgen Serre de Montdenier und Pic d’Aiguines, das Massif de Saint-Baume und der Sainte-Victoire. Im Süden schaut man auf das Luberon, im Westen auf den Mont Ventoux, und letztendlich erstreckt sich im Norden die mächtige und sehr nahe Kette der Berge von Lure.
Ganagobie, eine Insel im Himmel über der Verkehrsader der Durance, ist seit prähistorischen Zeiten bewohnt. Seine Blüte hatte es im Mittelalter, in dem sein nördlicher Vorsprung von einem Dorf mit dem Namen Villevieille (altes Dorf) besiedelt war, von dem heute riesige Steinhaufen und Reste der Festungsruinen erhalten sind. Das Dorf wurde 1206 als villa bezeichnet und 1274 als castrum und war im 13. Jahrhundert stark befestigt. Seine Wehrmauer sperrte den äußersten Bergvorsprung von Westen nach Osten ab, in ihrem Zentrum eine rechteckige Bastion wahrscheinlich ein Wachlokal und ein „Stadttor“, zwischen dessen äußeren spitzbogigen und inneren rundbogigen Öffnung ein Fallgatter heruntergelassen werden konnte. Im Jahr 1474 wurde Villevieille als unbewohnt bezeichnet und auch später nicht wieder besiedelt. Heute besteht es hauptsächlich aus Bergen von mit Strauchwerk überwucherten Mauerwerkstrümmern und Ruinenresten, in denen man den Verlauf von Gassen und die Anlage von Gebäuden und die Grundmauern des Turms am nördlichen Ende der Siedlung nur noch erahnen kann. Die Lage der Kirchenruinen, die ecclesia castri de Podio von 1274, die möglicherweise dem heiligen Johannes, dem Täufer, geweiht war, ist nicht bekannt.
Auf dem Plateau wurden die Spuren verschiedener Epochen entdeckt, so die Reste mehrerer Kirchen, Friedhöfe, Aneinanderreihungen aufrecht gestellter Steinplatten, von kleinen mittelalter- und neuzeitlichen Steinbrüchen (Schleifsteine, Mühlsteine, „meules“), in den Fels gehauener Becken, Zisternen und Quellen, alte Mauern und in den östlichen und westlichen Steilhängen Schutzhütten aus ohne Mörtel aufgeschichteten Steinen, den sogenannten Bories.

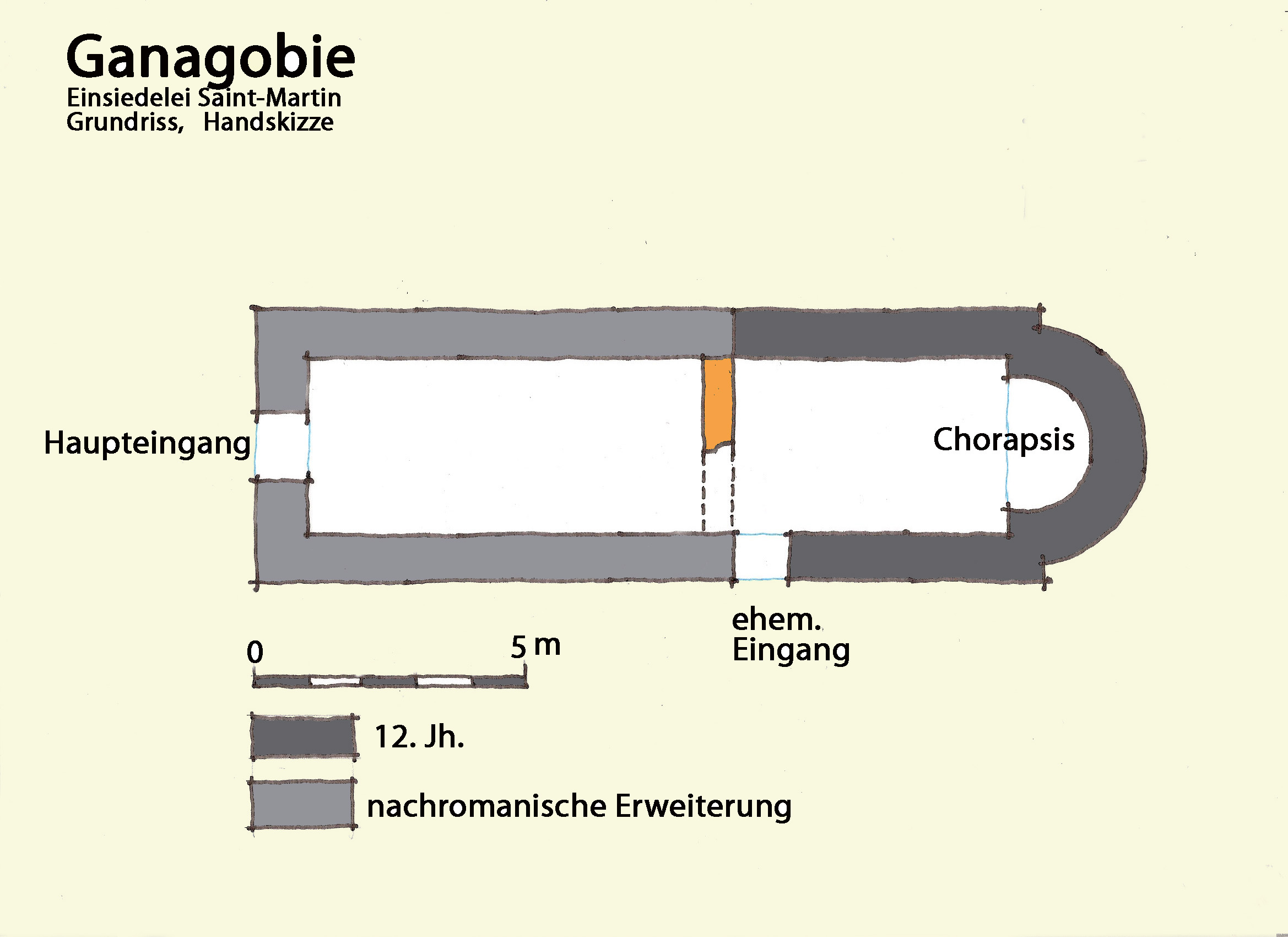
Ganagobie, Saint-Martin, Einsiedelei

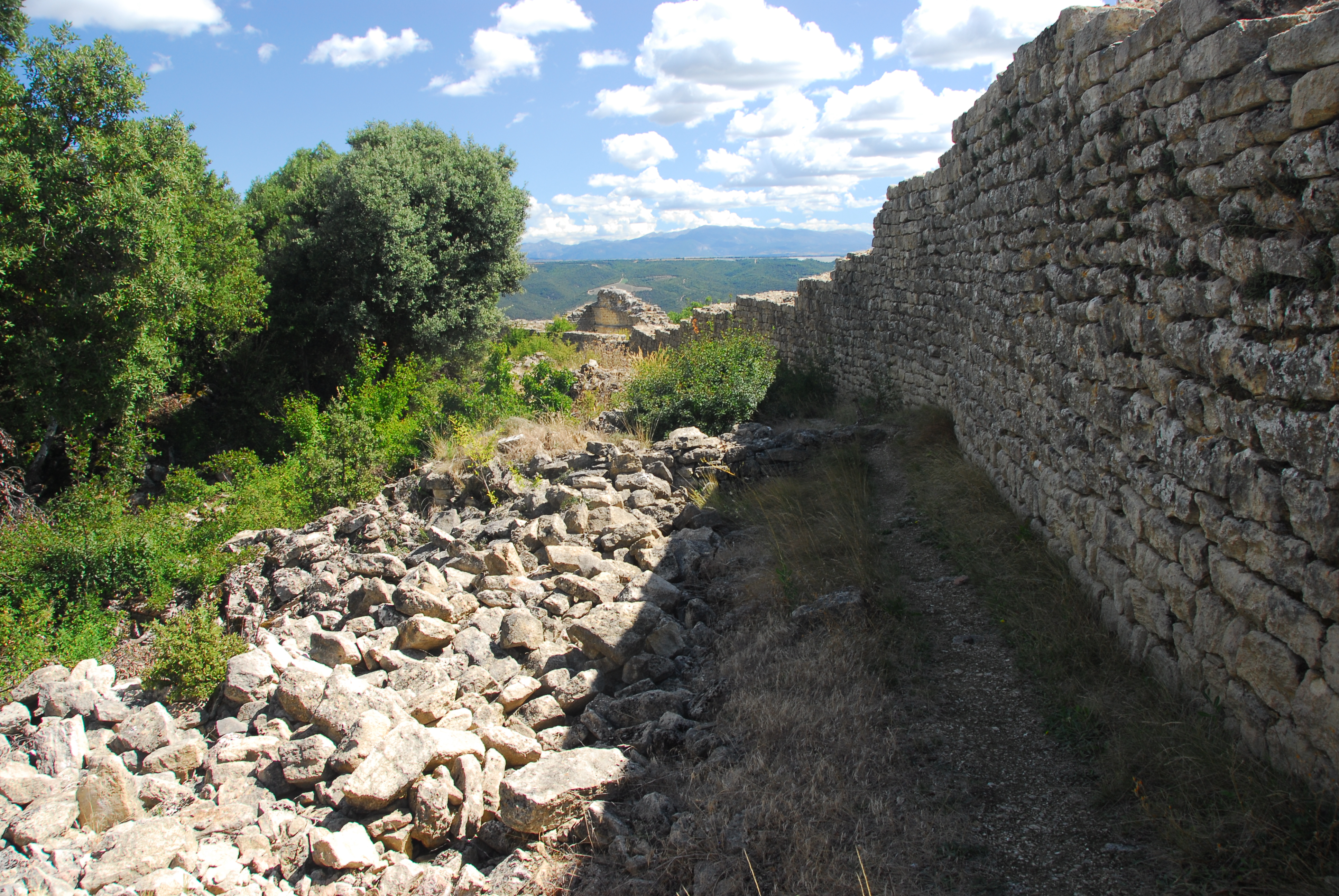
Ganagobie, Viellevieille, Wehrgang und Bauwerkstrümmer hinter Wehrmauer

Zwischen dem Kloster und Villevieille verdienen die Ruinen einer schlichten Kapelle unsere Beachtung, die nach mündlicher Überlieferung „Saint-Martin“ gewidmet ist. Der Ursprungsbau stand auf einem rechteckigen Grundriss (innen 5,20 × 3,20 m), mit einem Eingang an der Südseite und einer halbrunden Apsis im Osten. Die vermauerten Bruchsteine sind nach romanischer Art an den Ecken bearbeitet. Das Schiff wurde in einer nicht mehr genau zu bestimmenden Zeit nach Westen hin auf 13,10 Meter verlängert. Von 1951 bis 1954 durchgeführte Grabungen im und um das Gebäude herum brachten etliche mittelalterliche Grabstätten zutage, die mit Kalksteinplatten bedeckt waren. Die Archäologen deuten dieses Bethaus als Einsiedelei.

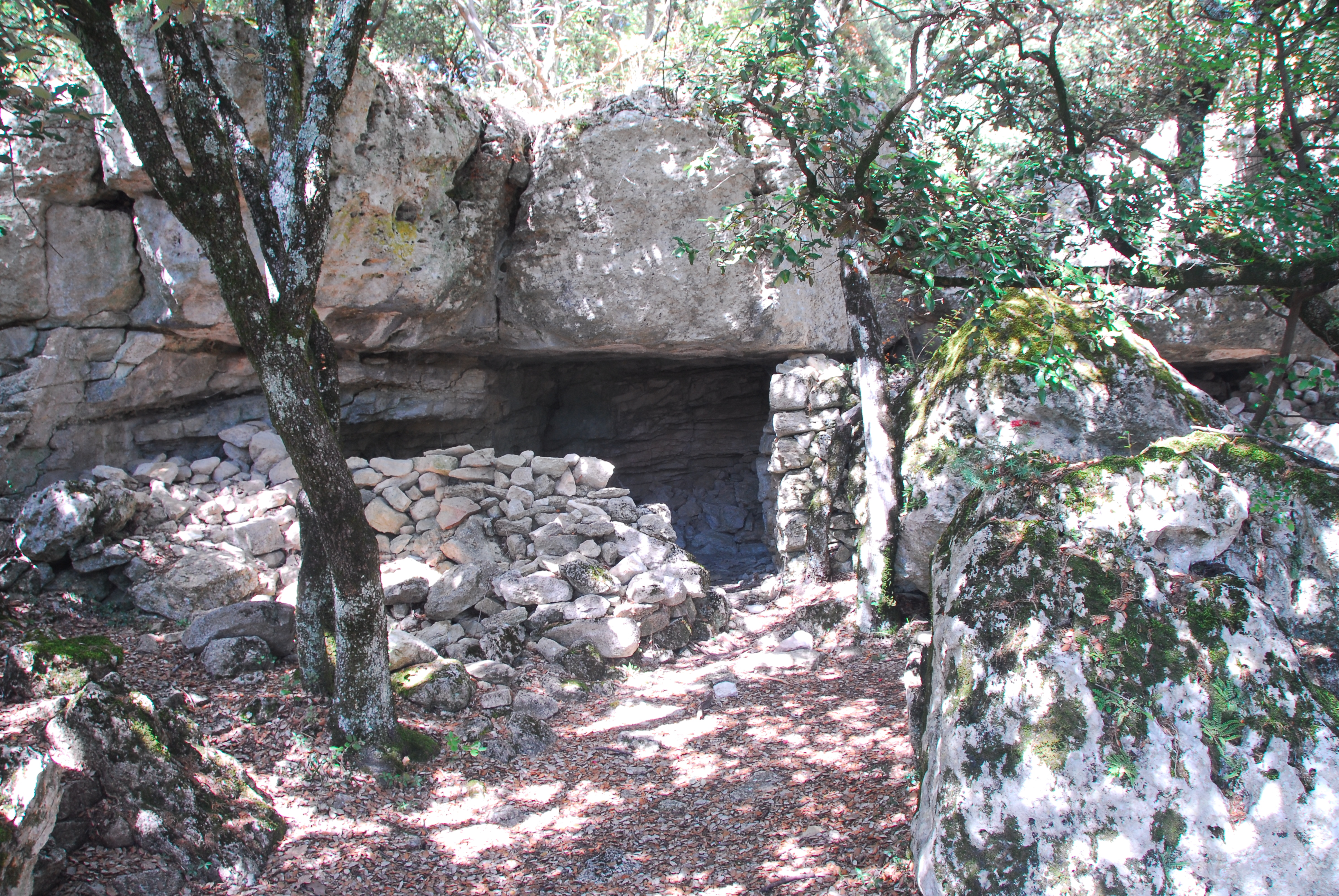
Ganagobie, Grotten am Nordende

Das Kloster Ganagobie ist eine Gründung aus spätkarolingischer Zeit, von dem allerdings nur noch Bauten aus der romanischen Zeit erhalten sind. Es wurde am östlichen Rand der Hochebene errichtet. In besonders natürlich geschützter Lage, an der Kante des etwa 30 Meter hohen Steilhangs, scheint es das Tal der Durance zu beherrschen, an dessen Fuß zwei Quellen entspringen.
Die mittelalterlichen Bauwerke aus Kirche, Kloster und Konventsgebäude bilden gemeinsam ein Viereck mit einer Ausdehnung von 41,00 Metern in Ost-West-Richtung und 44,50 Metern in Nord-Süd-Richtung. Das Ganze ähnelt außenseitig, wenn man sich die später entstandenen Bauten wegdenkt, einer massiven Festung aus starken gering durchfensterten Mauern und mit schwierigem Zugang. Der am sorgfältigsten gestaltete und imposanteste Bauteil ist die unter der Schirmherrschaft von Notre-Dame („Unsere liebe Frau“) stehende Kirche. Der älteste Teil der Kirche ist der Rest eines ursprünglich höheren Turmes im Winkel zwischen der nördlichen Langhauswand und dem nördlichen Querhausarm, der auf das 11. Jahrhundert datiert wird.

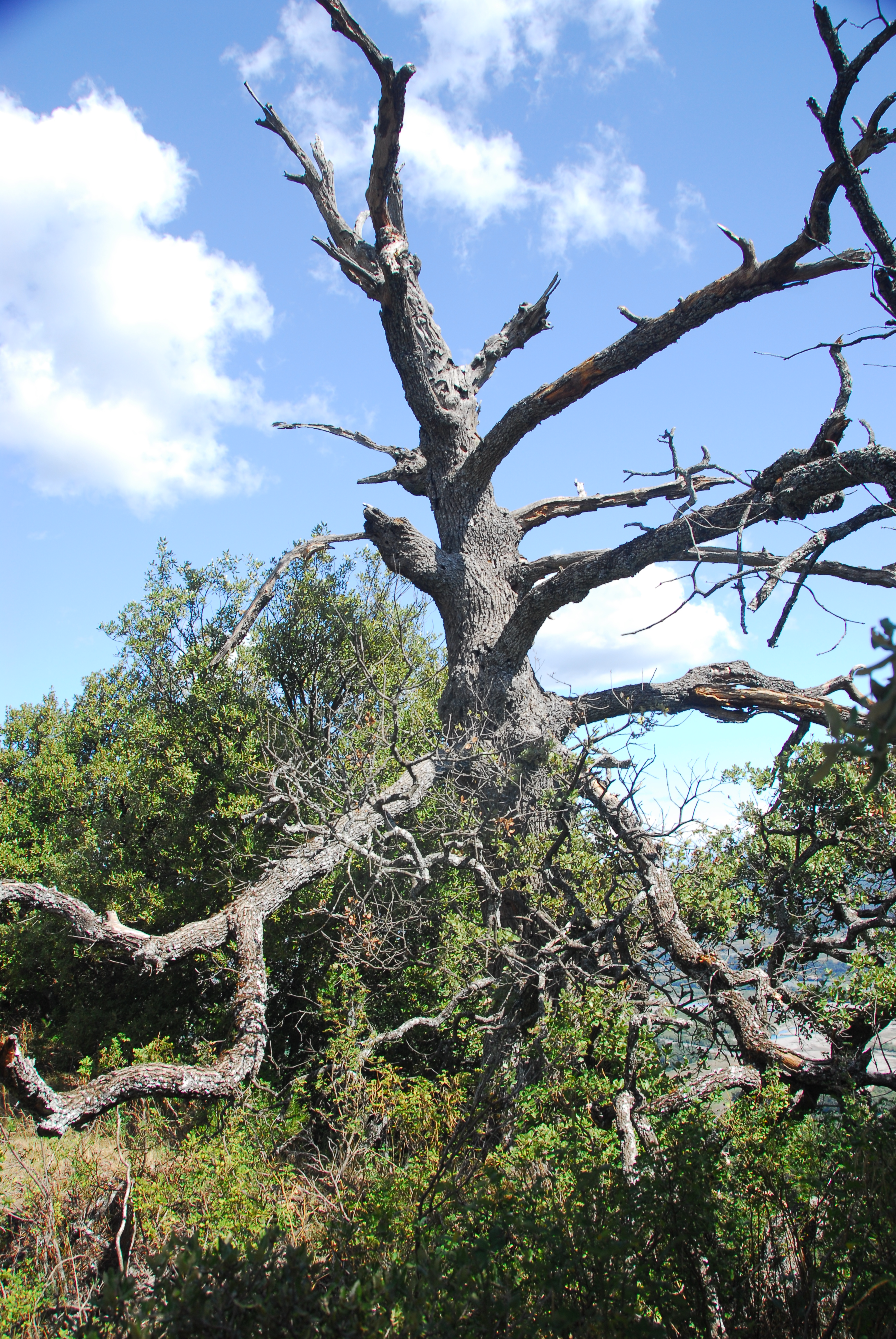
Ganagobie, viel Natur, verdorrtes Astwerk

## Geschichte
Die Überlieferungen gehen zurück auf das Livre vert (grünes Buch) von Sisteron, das um 1500 von Bischof Laurent Bureau verfasst worden ist. Er konnte sich dabei auf die Kirchenarchive von Sisteron und die Opuscula varia des J. Columbi stützen, dem eine bedeutende Sammlung von originalen, heute großenteils verschollenen Dokumenten zur Verfügung stand. Danach dürfte das Kloster Ganagobie (Podium Ganaguobiense) um die Mitte des 10. Jahrhunderts von Bischof von Sisteron Jean III., auf einer Domäne seiner Familie gestiftet worden sein. Er soll zwei Kirchen errichtet haben, eine der Notre-Dame geweihte und eine zweite, Saint-Jean-Baptiste, in der er begraben sein wollte (vielleicht die in Villevieille). Um 960 hat er sie und das zugehörige Kloster der Benediktinerabtei Cluny geschenkt.

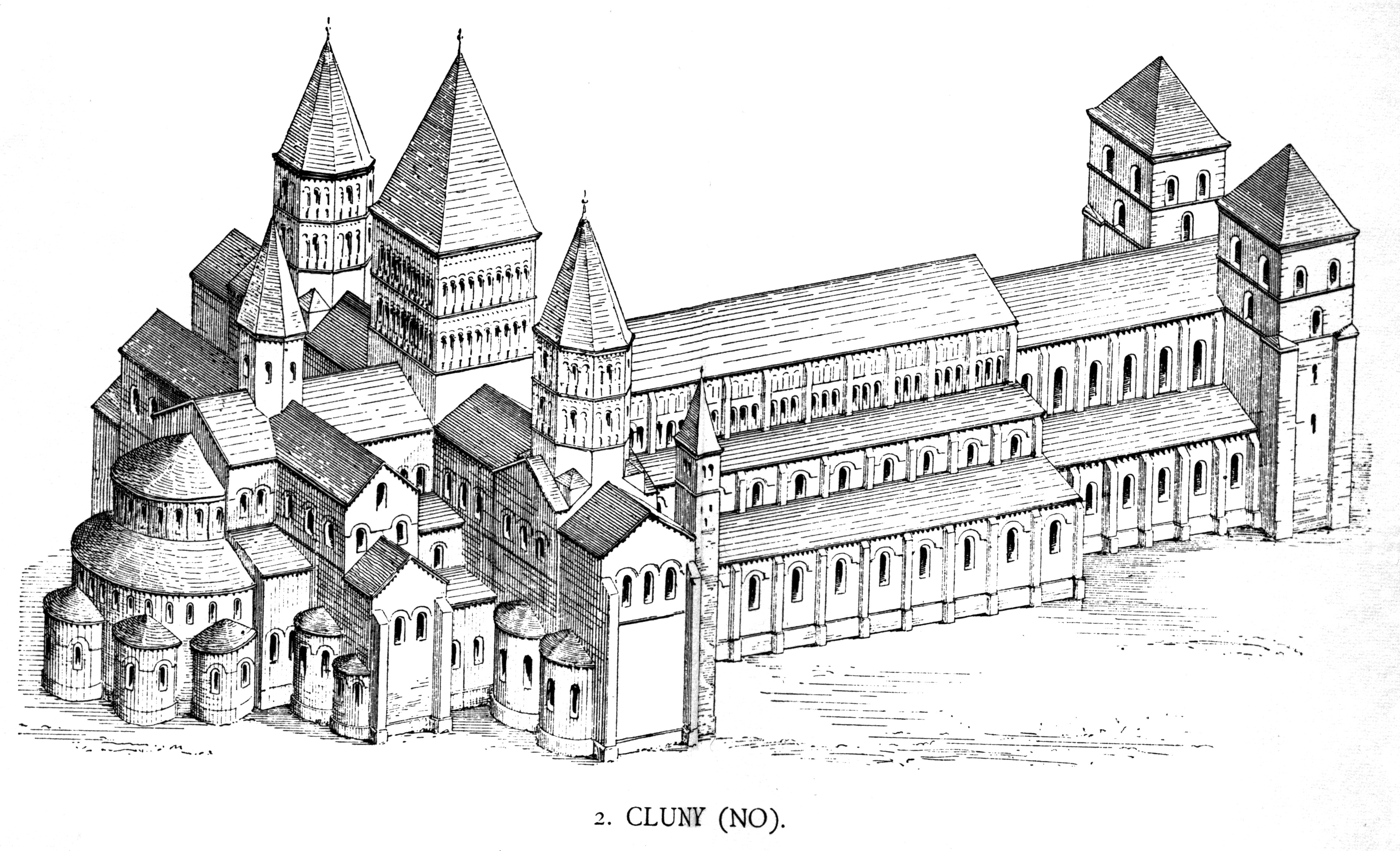
Cluny, Rekonstruktion

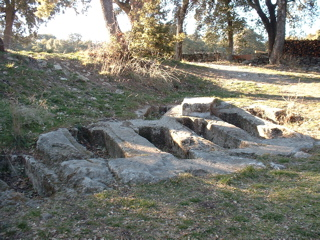
Prieuré de Ganagobie, Felsgräber im ehem. Friedhof

Quellen über Stiftung und Gründung sind bisher nicht bekannt, doch bestätigen die lokale Tradition und die ältesten bekannten Dokumente über Ganagobie die Berechtigung dieser Überlieferung. Die Schenkung des Klosters an die Benediktiner von Cluny, die nach einigen Jahren oder Jahrzehnten der Unabhängigkeit erfolgte, ist nicht erstaunlich. Denn der heilige Mayeul von Cluny, der von 954 bis 994 an der Spitze der mächtigen Abtei in Burgund stand, stammte aus einer provenzalischen Familie, die in den Diözesen Apt, Sisteron und Riez Besitztümer hatten, In seiner vierzigjährigen Amtszeit breiteten sich die Cluniazenser beträchtlich aus. Vielleicht war Mayeul mit dem Bischof Jean von Sisteron verwandt, der ebenfalls aus einer bedeutenden Familie der Region stammte. Jedenfalls konnte diese Schenkung von Ganagobie an die Abtei von Cluny in einer für die Provence besonders wirren Zeit nicht überraschen.
Über die ersten Klostergebäude des 10. Jahrhunderts geben die Quellen keine Auskünfte.
In der zweiten Hälfte des 10. Jahrhunderts beschenkten die Bischöfe von Sisteron und die großen Familien der Region das neue Kloster. 963 oder 967 übergab Ursus, der Nachfolger von Jean an der Spitze der Diözese Sisteron, dem Kloster den Zehnten vom benachbarten Peytuis und die Kirche Saint-Pierre im gleichen Ort, außerdem die Ländereien der Villae d’Arises (Aris), von Abuses (?) und eine Domäne Casomalis, in der eine dem Sankt-Michael geweihten Kirche steht (Dabisse). Etwa gleichzeitig schenkten Lambert de Reillanne, ein Vorfahre von Raimbaud, Erzbischof von Arles und seine Frau Galburga der neuen Einrichtung (Sancta Maria Conacoriensis) einige Güter von Peyruis. 1013 bestätigten deren Sohn Boniface und seine Gemahlin Constance die Schenkung und fügten weiter Güter hinzu. In den letzten Jahren des 10. Jahrhunderts zählte Ganagobie (cella Ganagobieacensis, cella hier im Sinn von Kloster/Priorat, im Gegensatz zu ecclesia, Kirche der Säkularpriester) schließlich zu den wenigen provenzalischen Gütern von Cluny. Sie werden durch eine Vorschrift von König Rudolf (998) und ein Privileg von Papst Gregor V. (996 bis 999) bestätigt.
1022/1023 beschenken Waldemar und Agnes das Kloster mit Sainte-Marie in Beaujeu in der Diözese Gap und in der Grafschaft, die mit der Hälfte des Gargatas-Tals und der Alm Vallonus auf dem Territorium Luz-la-Croix-Haute. 1058 bestätigt Papst Stephan IX. (X) Der Abtei Cluny den Besitz von Ganagobie (Ganagobiense monsteriolum).
Die ältesten erhaltenen Bauwerksteile werden auf die erste Hälfte des 11. Jahrhunderts datiert. Es handelt sich dabei um den Rest eines Turms im Winkel zwischen der Südwand des Schiffs und den ersten nördlichen Querhausarm. Ein zweiter Rest aus dieser Zeit sind alte Fensteröffnungen in der Westwand des ersten südlichen Querhausarms. Dazu muss man auch Grabungsbefunde heranziehen, die im ersten Querschiff im südlichen Arm und in der Vierung gemacht wurden. Über Umfang und Aussehen der anderen Bauwerke gibt es sonst keine Angaben in den bekannten Quellen. Die umfangreichen Schenkungen in diesem Jahrhundert lassen aber vermuten, dass auch in dieser Zeit bauliche Erneuerungen oder Erweiterungen stattgefunden haben.
Im 12. und 13. Jahrhundert werden dann die Grafen von Folcalquier die bedeutendsten Förderer von Ganagobie. Guillaume IV. übertrug und erstattete dem cluniazensischen Priorat alles, was er auf dem Puy de Ganagobie besaß (in claustro et in villa de Podio, das heißt in der Umgebung des Klosters und in der Ortschaft villevieille), in Sigonce, Aris, Saint-Pierre in Viziers (in Viseriis), in Pierrerue und in Peronto (?). Diese 1206 gewährten Privilegien wurden 1220 von Gersende de Sabran, Gräfin und Marquise der Provence, genehmigt und 1223 von Raymond Béranger V. erneut bestätigt.

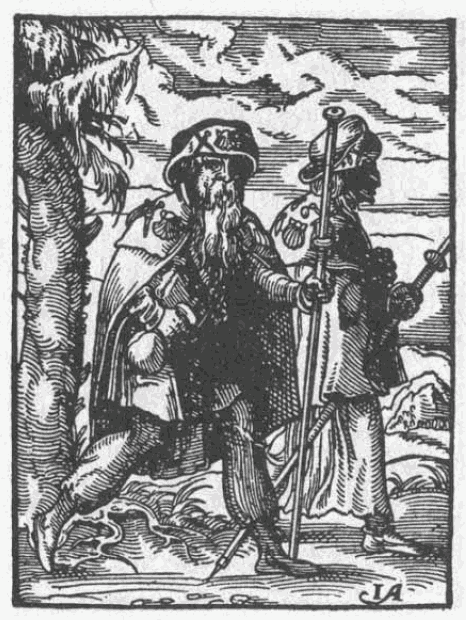
Jakobspilger, Holzschnitt von 1568

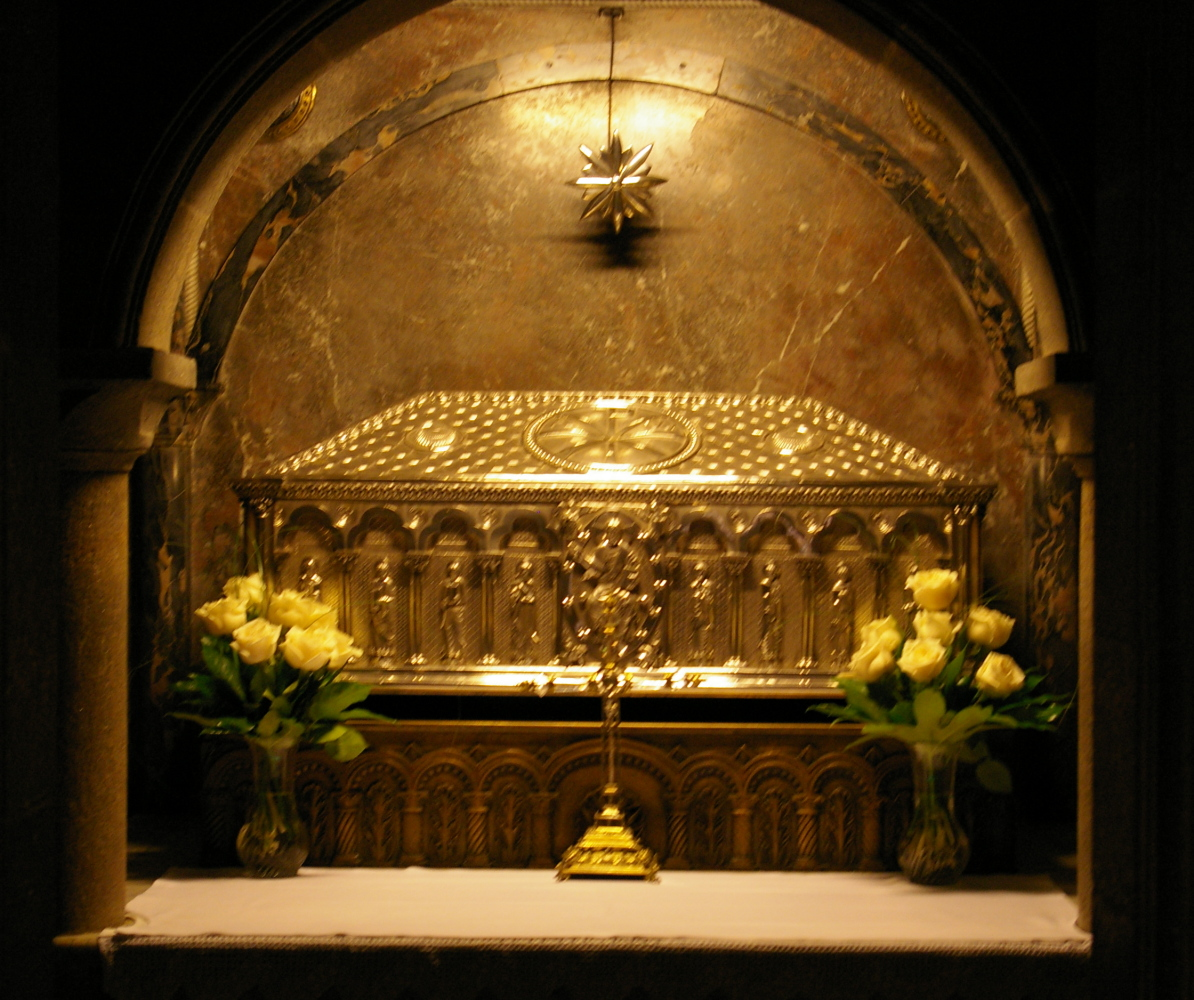
Jakobsgrab, Santiago-de-Compostela

Gegen Ende des 11. Jahrhunderts setzten die Pilgerfahrten nach Santiago de Compostela in Nordspanien ein. Ihre große Blütezeit fand in der ersten Hälfte des 12. Jahrhunderts statt, in der die Pilger jährlich zu Hunderttausenden nach Süden zogen. So formierte sich der Jakobsweg in Frankreich, aus vier Hauptrouten, begleitet von einem Netz zahlreicher Nebenrouten. An diesen Wegen entstanden zahlreiche neue Kirchen, Klöster, Hospize, Herbergen und Friedhöfe, und vorhandene Einrichtungen wurden den neuen Anforderungen entsprechend erweitert. (S. 25)
Ganagobie lag an einem bedeutenden Nebenweg dieser Wallfahrten, der in dieser Region mit der alten Via Domitia übereinstimmte, dann über Sète, Narbonne nach Perpignan führte, um dort oder weiter nach Westen einen der Pyrenäenübergänge nach Spanien zu benutzen. So konnte das Kloster mit der abschnittsweisen Erneuerung und Vergrößerung seiner Kirche an der Spendenbereitschaft der Jakobspilger teilhaftig werden. Diese willkommenen Einnahmen erlaubten ihnen dann auch, sich die sicher kostspieligen Bodenmosaiken der Kirche zu leisten.
Im 12. Jahrhundert wurden dann in zwei großen Abschnitten die heute größtenteils bekannten romanischen Bauwerke errichtet, zunächst die Kirche und anschließend der Kreuzgang mit den Konventsgebäuden.
Die genaue Erforschung der Bodenmosaiken erlaubt ihre Entstehungszeit auf die Mitte oder das dritte Viertel des 12. Jahrhunderts zu datieren.
Im 12. und 13. Jahrhundert entwickelte sich das Priorat Ganagobie weiter und erlebte eine Blütezeit bis zum Ende des 14. Jahrhunderts. Von dessen Mitte an wurden alle ländlichen Priorate und alle in der Region um Forcalquier-Sisteron, südlich und nördlich der Lure-Berge gelegenen Besitzungen von Cluny mit ihm vereinigt.
Als der Streit um Aquitanien zwischen England und Frankreich nach Mitte des 12. Jahrhunderts anhob, gingen die Pilgerbewegungen zurück und die Kriege des 13. und 14. Jahrhunderts brachten einen dramatischen Einbruch. (S. 25) Damit versiegten diese Geldquellen fast gänzlich.
Die „Visites de l’ordre de Cluny“ bieten eine kostbare Quelle von Informationen über das Leben des Priorates im Verlauf des ganzen Mittelalters. Daraus erfährt man auch, dass Ganagobie im 13. und 14. Jahrhundert zusätzlich zum Prior 12 bis 14 Mönche zählten. Vor allem wird das Klima in diesem Kloster beschrieben und man erfährt wie diese kleine Gemeinschaft im Bergland in materieller und geistiger Hinsicht miteinander lebte. Gastfreundschaft und Nächstenliebe wurde besonders gepflegt. Manchmal tauchten aber auch finanzielle Probleme auf, oder es wurden die Ordensregeln vernachlässigt. So stellte der Visitator im Jahr 1404 fest: alles stehe so schlecht (omnia sunt in ruina…), sowohl geistlich wie weltlich, dass eine Erhöhung schwierig ist. Damit kündigte sich bereits der Verfall an. Nur noch vier, fünf oder sechs Mönche bildeten die klösterliche Gemeinschaft. Die Gebäude des Priorats wurden unzulänglich unterhalten und die Ländereien ebenso verwaltet.
Vom Ende des 15. Jahrhunderts an erfuhr das Kloster unter Prioren, die nicht selten die kirchliche Obrigkeit einsetzten, zunächst eine Zeit der Erneuerung, dann aber auch dunkle Tage, bis hin zur Gewalt. Der Prior Pierre de Glandèves (1502–1550), scheint es wieder einigermaßen geordnet zu haben. Er ließ die Burg Signonce, ein luxuriöses Gebäude des Priorats restaurieren. Auch verdankt man ihm bedeutende Arbeiten des 16. Jahrhunderts im Kloster selbst, so etwa die Erneuerung mittelalterlicher Gebäude und einigen Bauten im Renaissance-Stil, von denen noch Reste um das romanisch Kloster stehen. Diese Restaurierungen dauerten nur kurze Zeit. Zu ihnen gehört vermutlich auch die Restaurierung des Hauptportals, die beträchtliche Veränderungen nach sich zog.
Bald darauf begannen die Religionskriege (1562–1592), in deren Verlauf das Kloster geplündert und die Archive durch Feuer zerstört wurden.
1579 fand man in Ganagobie „niemand, außer einigen Hirten, welche die Schafe auf dem Berg hüteten, und als wir das besagte Priorat besuchten, haben wir die Gewölbe der früher aus Stein erbauten Kirche und die Wohnung des Priors durch die vorausgegangenen Kriege eingestürzt vorgefunden. Und wir haben gehört, dass dies auf Befehl des Gouverneurs der Provence geschehen ist, weil er befürchtete, die Feinde könnten sich der Gebäude bemächtigen und sich dort verschanzen. Kreuzgang, Dormitorium, Refektorium, Küche und Keller dagegen fanden wir in gutem Zustand vor….“
Nach einer Akte von 1586 sollte sich Prior Jean Gombert an der Restaurierung des Klosters beteiligen. Das ist aber nach dem entsprechenden Text unwahrscheinlich, da Ende des 16. und am Anfang des 17. Jahrhunderts die protestantische Freibeuterdynastie der Bousquet die Ordensgemeinschaft unterdrückte. Zu deren eigenen Gunsten haben sie die Güter und Einkünfte des cluniazensischen Priorats beschlagnahmt. Der Ordensgeist verschwand für lange Zeit aus den Bauwerken.
Indes kam in der Mitte des 17. Jahrhunderts neues Leben in das alte Kloster. Zwei Prioren aus der Gegend von Mane bei Folcalquier, Jaques und Pierre Gaffarel war das zu verdanken. Jaques Gaffarel war ein kluger und wissensdurstiger Mensch, der sich insbesondere mit orientalischen Sprachen und okkultem Wissen beschäftigte, der gerne reiste und ein Freund von Pierre Gassendi war und von Nicolas-Claude Fabri de Peiresc, Doktor der Theologie und Bibliothekar von Kardinal Richelieu.
Von 1638 bis 1660 versuchte er inständig, die Güter des Klosters wieder zusammenzubringen, die sich für fast ein Jahrhundert die Bousquet angeeignet hatten. 1660 gab er seine Aufgabe zu Gunsten seines jüngeren Bruders Pierre, der sie bis 1690 fortführte. Er ließ 1682 die einzige noch erhaltene Glocke wieder aufhängen. Der Ordensgemeinschaft gehörten damals wieder vier oder fünf Geistliche an. Im Jahr 1787 hob ein königlicher Beschluss den Orden von Cluny auf.

Der Sturm auf die Bastille am 14. Juli 1789

Alles Weitere verlief danach sehr schnell. 1788 wurde das Priorat säkularisiert. Im Jahr 1789 brach die Französische Revolution aus, in deren Folge 1791 die Gebäude und Ländereien von Ganagobie als Nationalbesitz verkauft wurde. 1794 betrachtete man das Kloster als „gesichertes Asyl der Feinde der Sache des Volkes“ und zerstörte es teilweise auf Befehl des Département-Direktoriums. Der Feind verwüstete das doppelte Querschiff und die Chorpartie, bis sie einstürzten. Davon zeugen heute noch erkennbare Beweise. Nur das Kirchenschiff konnte eine Petition der Bewohner retten. Auch der Kreuzgang wurde verwüstet. Die Aufwiegler gruben sogar das Terrain in der Umgebung der Kirche auf, in der Hoffnung in den Grabstellen und Sarkophagen kostbare Gegenstände zu finden. Die einsame Lage der Bauwerke konnte glücklicherweise die systematische Entnahme behauener Steine und der Skulpturen verhindern.
1891 übertrug Graf de Malijay die Überreste von Ganagobie den Benediktinern der Abtei Sainte-Madeleine in Marseille, an deren Spitze damals Dom Gauthey stand. Pater Gibbal übernahm daraufhin mit einer kleinen Ordensgemeinde die materielle und spirituelle Restaurierung des Priorates, Die Ordensbrüder legten von 1898 bis 1900 die Räume frei, renovierte den Kreuzgang, unter Leitung des Architekten des Denkmalamtes Henry Révoil, entdeckte die die kostbaren Mosaiken im Chorbereich (1898) und schützte sie. Die Mönche übernahmen den wieder bewohnbaren Kreuzgang. Die Ordensleute gerieten 1901 durch den Antiklerikalismus in den ersten Jahren des 20. Jahrhunderts in Frankreich in ein erzwungenes Exil in Italien, wodurch der Fortschritt der Restaurierungsarbeiten unterbrochen wurde.
1922 wurden sie wieder aufgenommen, dank der Tatkraft und Kühnheit des Paters J. T. Lorenzi, der während mehr als zwanzig Jahre allein die benediktinische Präsenz in Ganagobie aufrechterhielt und die umfangreichen Renovierungsarbeiten vorbereitete, die man erst nach seinem Tod im Jahr 1959 durchführte. 1953 wurde die erste Asphaltstraße hinauf zum Priorat eröffnet. Es dauerte bis 1957, bis das Denkmalamt endlich ernsthaft die Arbeiten aufnahm, unter der Leitung von drei hintereinander folgenden Chefarchitekten, J. Sommer, J. Cl. Rochette und D. Ronsseray und durch den Bauunternehmer Girard in Avignon. Die Initiative ging von den Benediktinern de Abtei Hautecombe in Savoyen aus, die den Ort verwalteten und der „Société civile propriétaire“, unter aktiver Mitwirkung lokaler Gruppen. Aus Geldmangel kamen die Arbeiten nur langsam voran. Fast zwölf Jahre nahm die Sicherung der Kirchenrestaurierung in Anspruch.
Bis zum Abschluss des Wiederaufbaus der Querschiffe und des Chors und der Wiederherstellung der Mosaiken war am östlichen Ende des Langhauses eine provisorische Trennwand eingezogen. Bis 1975 lag die ganze Chorpartie in Trümmern und wurde danach originalgetreu wieder aufgebaut. Vorher hatte man die von den Trümmern geschützten Mosaiken vom Boden gelöst und in die Restaurierungswerkstätten der Denkmalbehörde in Périgueux (Département Dordogne) überführt, die fortschrittlichste ihrer Art in Frankreich, die nach der vorbildlichen Sanierung historischer Altstadtzentren in Südwestfrankreich (etwa Sarlat) internationalen Ruf besitzt.
Im Herbst 1986 wurde die Restaurierung der Mosaiken abgeschlossen und die prächtigen Werke können seitdem wieder besichtigt werden. Von 1988 bis 1992 fanden die Restaurierungen und der Ausbau des Klosters statt.

## Bauwerke
Abmessungen / Grund- und Aufriss
Kirche
Außen
- Gesamtlänge: 41,00 m
- Breite des Schiffs: 9,50 m

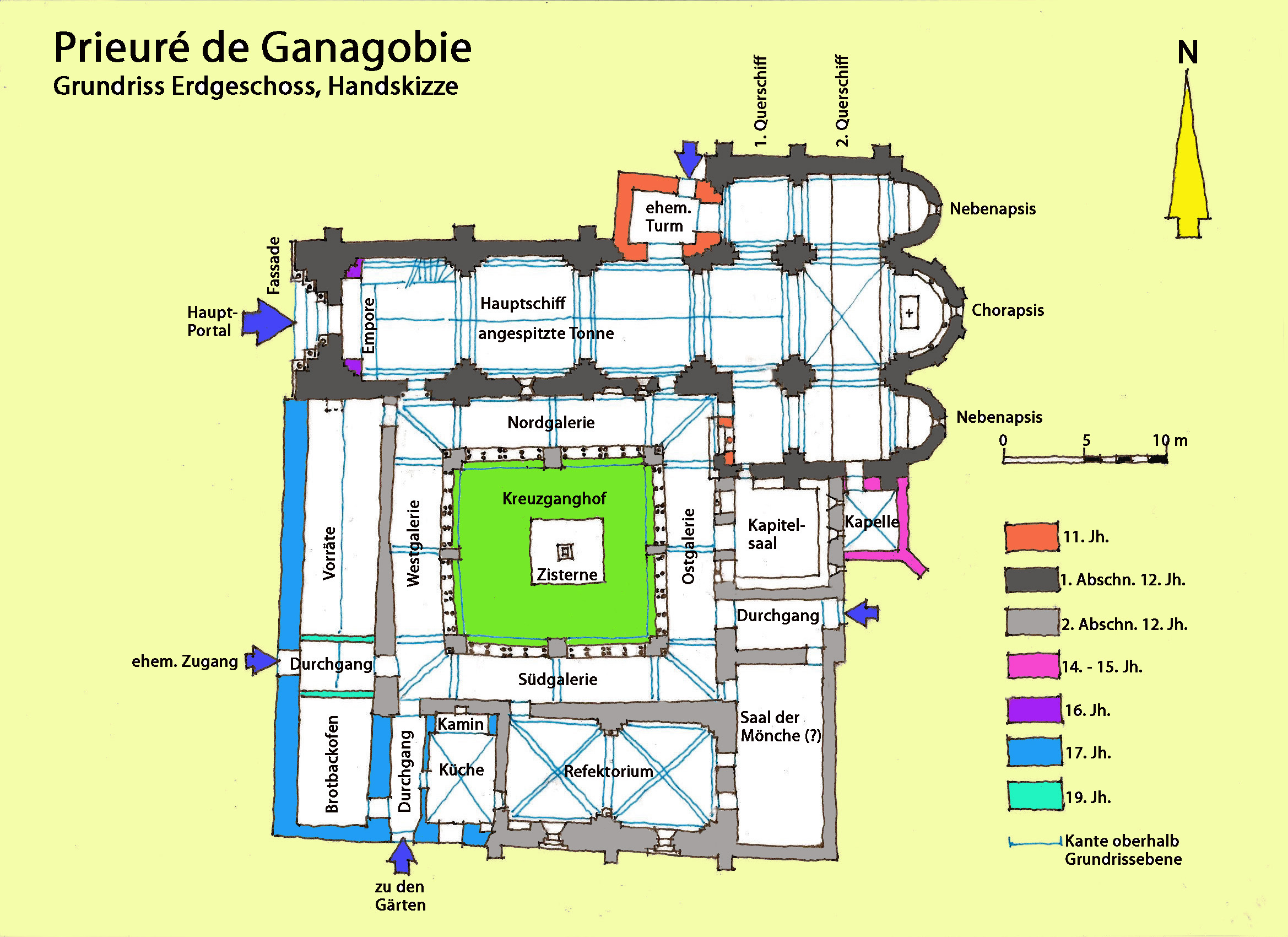
Priorat von Ganagobie, Grundriss Erdgeschoss mit Baualterskartierung, Handskizze

- 'Breite Querschiffe: 19,40 + 19,90 m
- Höhe Westfassade: 12,20 m
- Höhe Portalöffnung: 6,10 m, Breite des Durchgangs 1,80 m

Innen
- Gesamtlänge: 37,10 m
- Gesamtlänge Schiff:n 21,70
- Tiefe des Chors: 15,40 m, Tiefe Chorapsis: 3,40 m
- Tiefe Querschiffe, mittlere Joche: 5,75 + 5,75 m
- Breite des Schiffs 1. u. 2. Joch: je 7,30 m, 3. Joch: 7,00 m
- Breite Querschiffe: 17,40 m
- Breite Öffnung Chorapsis: 4,80 m, Öffnung Nebenapsiden: 3,10 m
- Höhe Schiff im Scheitel: 12,40 m
- Fläche Mosaikfußboden: 70 m²

Kreuzgang
- Galerielängen: Nord: 19,35, Ost: 18,30, Süd: 19,20, West: 18,00 m
- Galeriebreiten im Mittel: 2,80 m
- Galeriehöhe max.: 4,42,00 m
- Galeriearkadenöffnungen Breite: 0,70–0,75 m
- Hof (Rasen): 10,35 × 11,230 m
- Brüstungswand B × H: 0,70 × 0,30 m

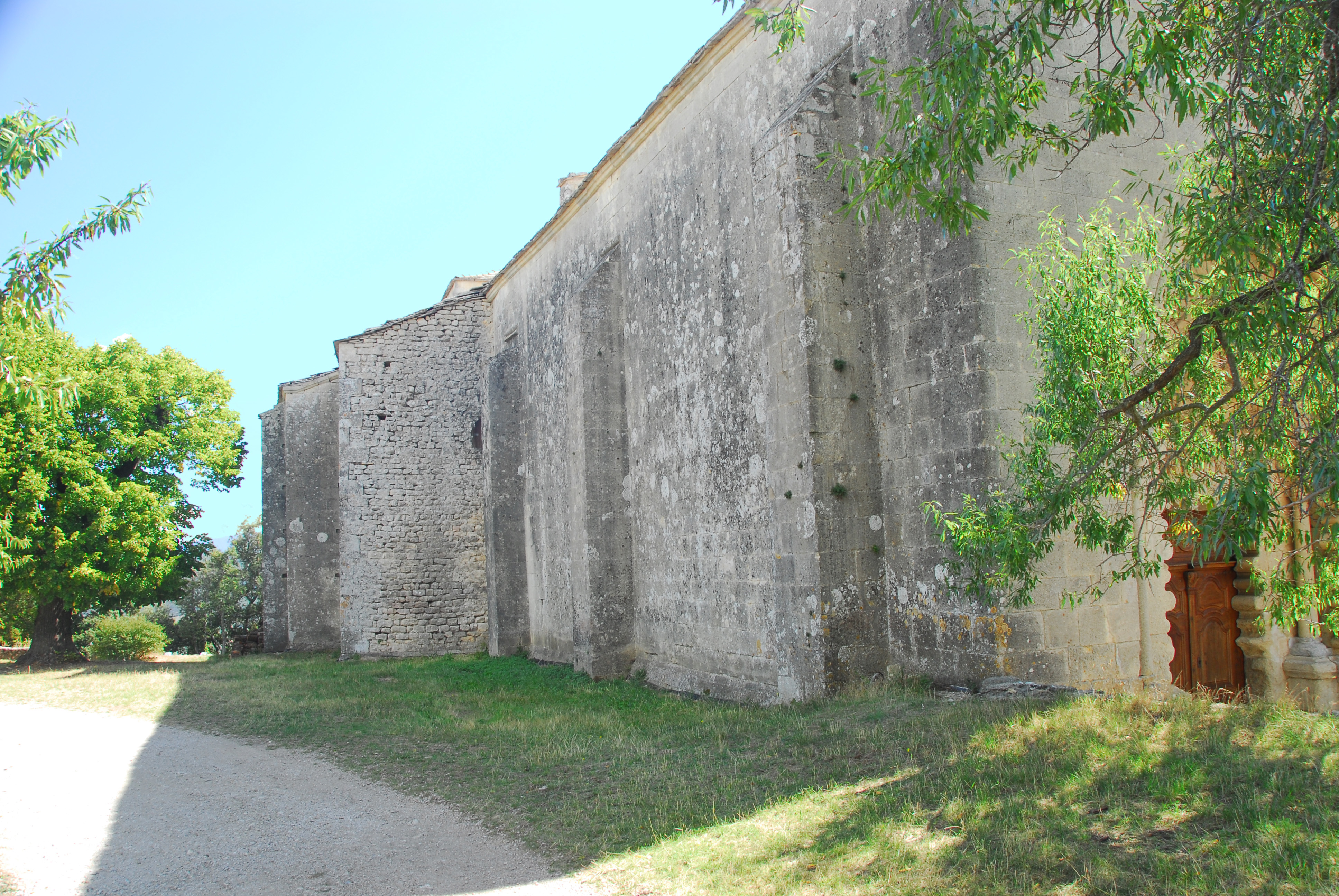
Prieuré de Ganagobie, Nordwand Kirche, mit altem Turm

Konventsräume
- Kapitelsaal: 6,60 × 5,60 m
- Refektorium: 12,60 × 6,40 m

### Äußere Erscheinung der Kirche

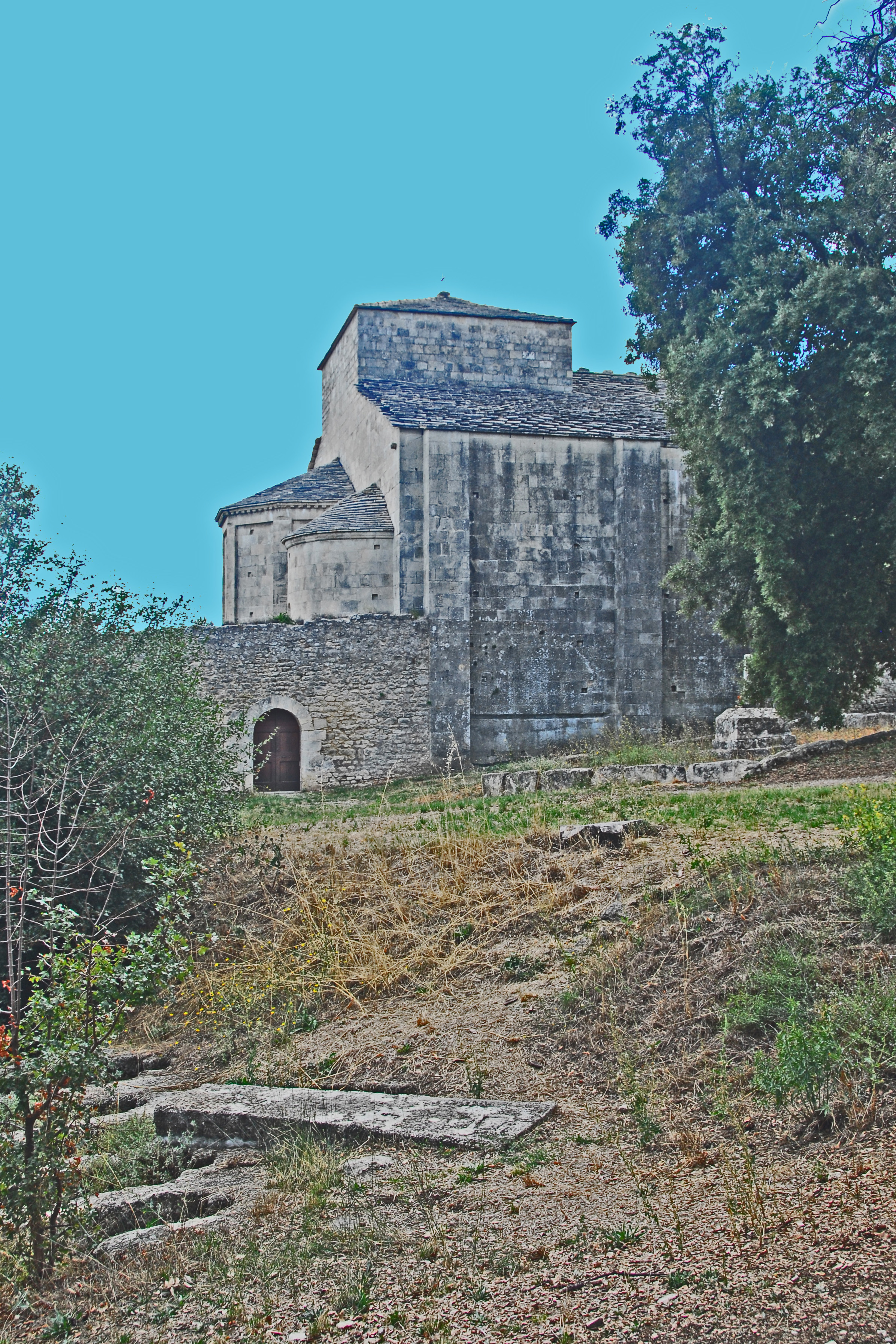
Prieuré de Ganagobie, Chorhaupt der Kirche von NO, mit Turmstumpf

Das romanische Bauwerk besteht sowohl außen wie innen aus fein gefügtem regelmäßigem Quaderwerk eines Kalksteins aus den nahen Umgebung. Die mittelalterlichen Steinbrüche sind heute noch auf dem Plateau und an seinem östlichen Steilhang zu sehen. Das mittlere Steinformat führt zu einer Schichthöhe von ungefähr 32 und Steinlängen von 40 bis 55 Zentimetern. Die südliche Außenwand sieht in den ersten beiden Jochen kaum erklärbar deutlich anders aus. Vielleicht erfuhr dieser Abschnitt eine Restaurierung? Steinmetzzeichen fehlen grundsätzlich, abgesehen von einem Buchstaben A in der nördlichen Apsis. Die Einförmigkeit der kahlen Mauern wird durch die regelmäßig im Rhythmus der verschiedenen Bauperioden verstreuten Rüstlöcher für Baugerüste schwach unterbrochen.
Das nüchterne und klare Äußere der Kirche gewinnt besonders seinen Wert durch seine ausgeglichene Volumina, die Harmonie der Linien und das vollendet zugerichtete Werksteinmauerwerk.
Dieses Gleichgewicht ist besonders am weiträumigen Chorhaupt (das am Außenbau der Kirche hervortretende Abschlusselement des Chors) und dessen hervorragenden Proportionen zu spüren, auch wenn es so mannigfaltig ist. Vertikale Linien der Apsiden profilieren die kahle, Giebelwand. Von den drei unterschiedlichen Apsiden weisen zwei den polygonalen Umriss eines halben Fünfecks und eine (die nördliche) einen halbkreisförmigen Umriss auf. Die Werksteinoberflächen der Nordapsis sind entsprechend sauber gerundet ausgebildet. Die Wände der Apsiden werden oben von profilierten Traufgesimse abgeschlossen, das der sorgfältig ausgearbeiteten Chorapsis wird von ornamentierten Kragsteinen geschmückt, deren Abstand untereinander etwa der Breite der Kragsteine entspricht. Die Kragsteine werden unterstützt von einem scharfkantigen etwa 30 Zentimeter hohen Gesimsband, unterhalb diesem werden die vertikalen Knicke der Apsiswand durch vorgeblendete zirka einen halben Meter breite Pilaster verdeckt in Tiefe des Gesimsbandes. Ihre oberen Abschlüsse konnten sicher nicht original wiederhergestellt werden. In der Achse der Chorapsis ist etwa in halber Wandhöhe ein kleines rundbogigen Fenster ausgespart, dessen Gewände leicht aufgeweitet sind. In den Achsen der Seitenapsiden befinden sich ähnliche Fenster, jedoch deutlich kleinere.
Die Außenwände des Lang- und Querhauses werden allein durch den Rhythmus der Strebepfeiler aufgelockert. Diese sind alle gleich, außer den schmaleren Pfeilern auf der Südseite im Bereich des Kreuzgangs. Ihre Oberseiten sind auswärts steil abgeschrägt. Die rundbogigen Fenster auf der Südseite haben in den Jochen eins und zwei aufgeweiteten Gewände, das im ältesten Joch drei zeigt einen doppelten Einzug: Die kahle Wand ziert ein Rundstab und ein kleines Schmucktympanon.
Zur Erhaltung der Architekturreste von Vorgängerbauten hat man die äußere Westwand des Südarms des ersten Querschiffs beim Bau der Kirche in ihrer ursprünglichen Art konserviert. Auf die alte Mauer zu dem kleinen Doppelfenster aus vorromanischer Zeit eine gemauerte Rundbogenarkatur, deren Kämpfe feine Palmetten zieren. Daneben ist eine rundbogige Tür ausgespart, ebenso mit palmettendekorierten Kämpfern. Diese Tür trägt ein Scheintympanon mit einer Reliefumrahmung, die für eine gemalte Inschrift vorgesehen war.
Ein gemeinsames Satteldach überdeckt das Langhaus, die Vierung des ersten Querschiffs und alle vier Querschiffarme mit knapp dreißig Grad Dachneigung. Sein First reicht von der Fassade im Westen bis zum Turmstumpf über der Vierung des zweiten Querschiffs, seine Traufen reichen jeweils auf beiden Schiffseiten über die ganze Langhauslänge und auf den Nord- und Südseiten der Querschiffarme. Der Grundriss des Turmstumpf ist nicht ganz quadratisch und erhebt sich oberflächenbündig aus der Ostwand des zweiten Querschiffs und aus den Satteldachflächen, bis etwa einen Meter über den Dachfirst. Er wird überdeckt von einem flach geneigten Pyramidendach.
Der Turmstumpf aus glatten Werksteinen gemauert, ist der Überrest des ehemaligen Glockenturms, dessen achteckiges Turmgeschoss mit acht offenen Klangarkaden (auch Schallluken genannt) ausgestattet war, deren Arkaden ähnlich dem Bogen des Hauptportals profiliert war. Der Turm trug zuletzt ein ziemlich hohes achteckiges Pyramidendach. Wenige Überreste dieses Teils des Bauwerks liegen in dem kleinen Friedhof vor dem Chorhaupt der Kirche.
Am östlichen Ende des Schiffs ragt über dem First eine kleine Glockenwand' heraus, in der einer einzigen Glocke frei aufgehängt ist. Sie wurde wahrscheinlich als Ersatz des verlorenen Glockenturms über der Vierung des zweiten Querschiffarms errichtet.
Die Dachflächen der Bauwerke sind alle mit schwarzen Kalksteinplatten (lauses) schuppenförmig eingedeckt. An den Traufen und dem Ortgang der Fassade kragen sie leicht über profilierten Kranzgesimse aus, an den ostseitigen Ortgängen gibt es unter den Auskragungen der Platten kein Gesims.
Der vermutlich älteste Glockenturm ragte seit der zweiten Hälfte des 11. Jahrhunderts auf der Nordseite des Langhauses, im Winkel zwischen ihm und dem nördlichen Arm des ersten Querschiffs auf, der bis unter die durchgezogenen Satteldachflächen erhalten ist. Seine ursprüngliche Höhe war kaum größer als die heutige. Sein Mauerwerk besteht, im Gegensatz zu dem der jüngeren Bauwerke aus kleinformatigem Bruch- und Feldstein, dessen äußere Kante allein mit großformatigem Mauerwerk aus Quaderwerksteinen verstärkt ist, das für die Wandanschlüsse Mauerwerksverzahnungen besitzt. Auf der Nordseite des Turms ist- ebenerdig zugänglich- eine Tür ausgespart, ein Zugang aus der Kirche zum Friedhof.

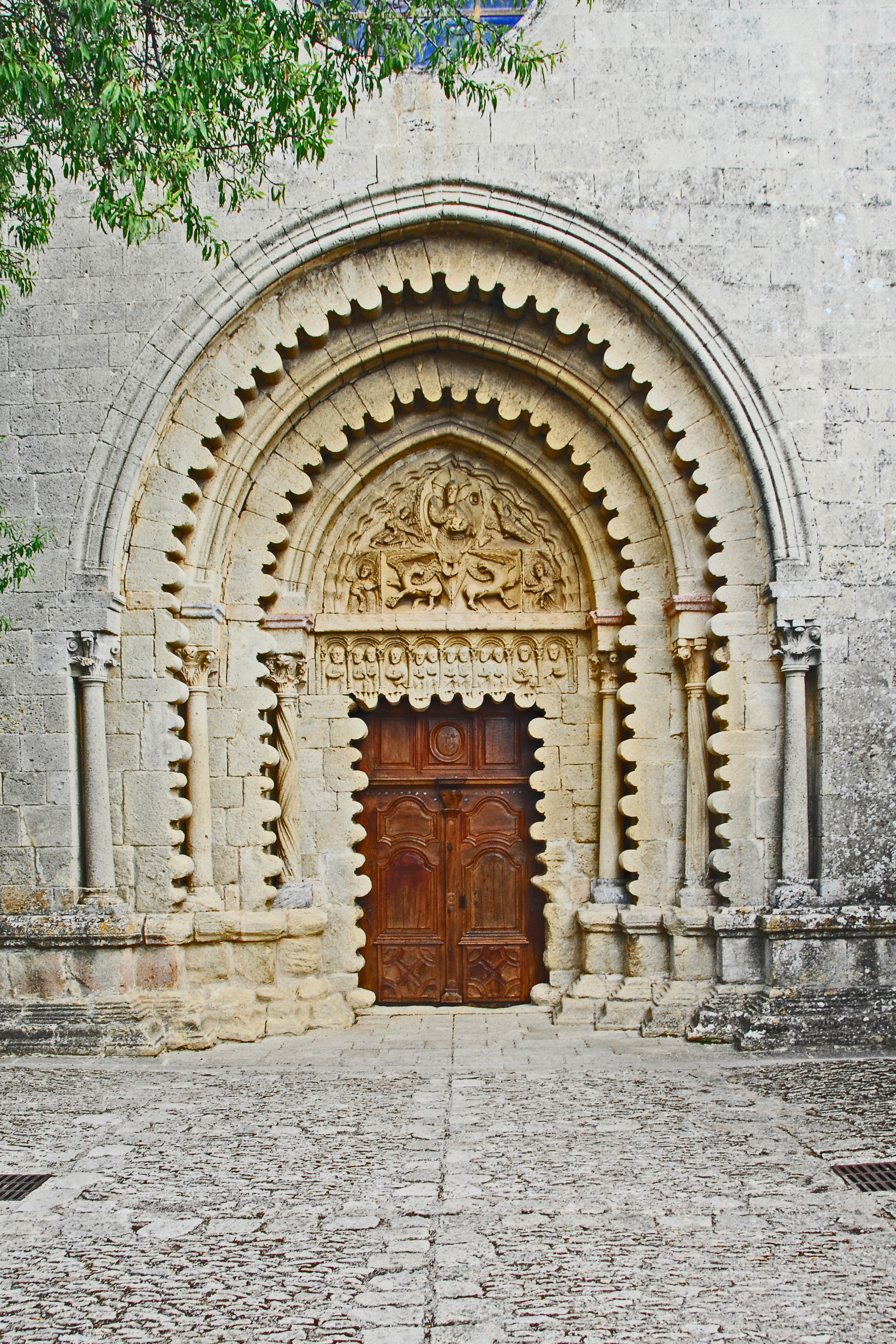
Prieuré de Ganagobie, Hauptportal von W

Die Westfassade (S. 105–108) wird dominiert von einem monumentalen, verhältnismäßig tiefen Hauptportal in einem Mauermassiv, das auf Grund seines Volumens auf zusätzliche Strebepfeiler verzichten konnte. Es war ursprünglich ein rein romanisches fünfstufiges Archivoltenportal mit fünf profilierten leicht angespitzten Bögen, die auf jeder Portalseite auf fünf schlanken, sich nach oben verjüngenden Säulen ruhten, welche wiederum auf jeweils fünf abgestuften Konsolen standen, die von kräftigen Kragprofilen oberseitig abgedeckt sind und heute noch gänzlich existieren. Die Konsolen reichen seitlich des Portals bis auf die Bauteilkanten. Die 2 × 5 Säulen waren alle mit unterschiedlich hohen skulptierten Kapitellen, ungewöhnlich hohen Deckplatten mit innenseitig auskragenden Kämpferprofilen, hohen profilierten und skulptierten Basen auf kantigen dünnen Plinthen ausgerüstet.
Dieses Portal erfuhr offensichtlich zu Beginn des 16. Jahrhunderts deutliche Veränderungen. Das geschah unter dem Priorat von Pierre de Glandèves, der fast fünfzig Jahre Prior von Ganagobie war (1502–1550). Das ist wahrscheinlicher als infolge der Religionskriege (1562–1589), unter denen das cluniazensische Priorat auch viel zu leiden hatte. Seitdem lebte es in inneren Schwierigkeiten, die kaum größere Initiativen zuließen.
Wann auch immer die vorgenannten Korrekturen erfolgt sind, sie sind sofort an den gelappten Rändern der beiden Zwischenarchivolten, deren Auflagern in Form seitlicher Rückversätze der Gewände und den Rändern der Portalöffnung zu erkennen. Arnaud d’Agnel hatte gut erkannt, dass sie zu einer Restaurierung gehören, was auch etliche Beobachtungen bestätigen, die vor allem von P. Martel gemacht worden sind.

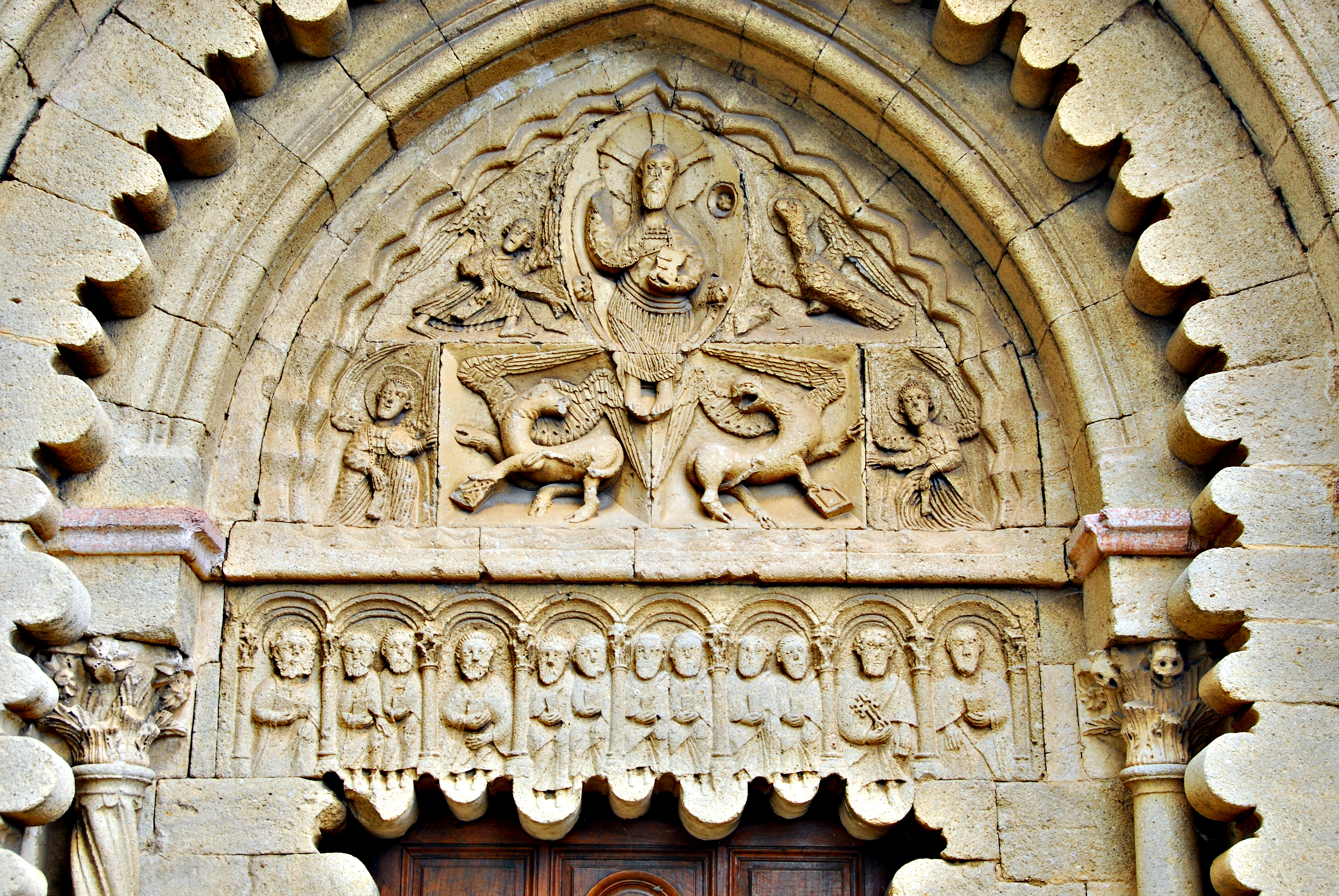
Prieuré de Ganagobie, Hauptportal, Tympanon mit Türsturz

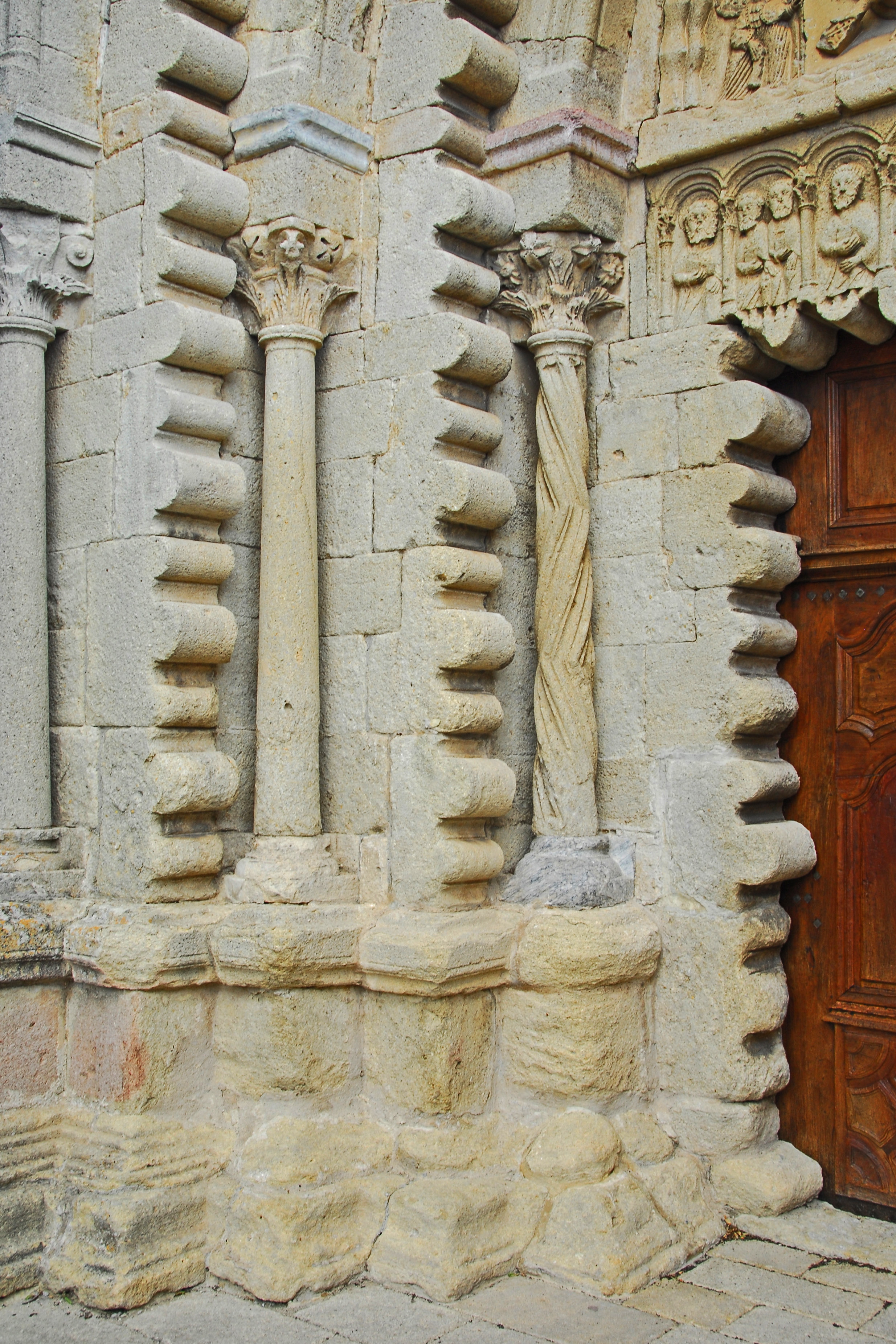
Prieuré de Ganagobie, Hauptportal, linkes Gewände

Die gelappten Bogengehänge und seitlichen Kanten sind offensichtlich Abschnitte von vorgeblendeten halbrunden Säulenschäften mit dazwischen angeordneten Hohlkehlprofilen, die nicht wie vor ihrer Herstellung vertikal, sondern hier horizontal Wiederverwendung gefunden haben. Dabei musste darauf geachtet werden, dass einem dickeren Säulenschaft ein dünnerer folgte. Die einzelnen Werksteine umfassten einem bis zu drei Säulenstücken mit den dahinter anschließenden Wandteilen. In den oberen Bogenbereichen werden überwiegend Steine mit je einem Säulenstück verwendet. Ihre Stoßflächen untereinander mussten entsprechend radial abgeschrägt werden. Die Schaftstücke mussten exakt dieselben Längen aufweisen, damit die äußeren Sichtseiten absolut plan und oberflächenbündig ausgerichtet werden konnten, wie hier geschehen. Sie mussten allerdings vorher einmal ebenen Wandflächen vorgeblendet gewesen sein. Sollten ein Teil dieser Werksteinblöcke gefehlt haben, hat man sie nachproduziert. Es kann auch nicht ausgeschlossen werden, dass alle diese Werksteinblöcke neu gefertigt worden sind. Der nachträglichen Einbau ließ es nicht zu, dass diese nicht ordnungsgemäß in die Bögen und Portalleibungen eingelassen werden konnten. Die mussten stattdessen etwas ungeschickt mit Schieferplättchen verkeilt und dann schlicht verfugt werden, was man heute noch nachvollziehen kann.
Das Bemühen den vorher existierenden Türsturz aus einer Galerie aus fünf gleichen Arkaden, mal mit einem oder andere mit zwei Aposteln besetzt waren, konnte nicht in Einklang gebracht werden mit den abwechselnd breiten Säulenschaftstücken und den Hohlkehlen dazwischen. Dabei wurde der untere Teil des Reliefs unglücklich beschnitten und einige Apostel verlosen dabei einen oder beide Füße.

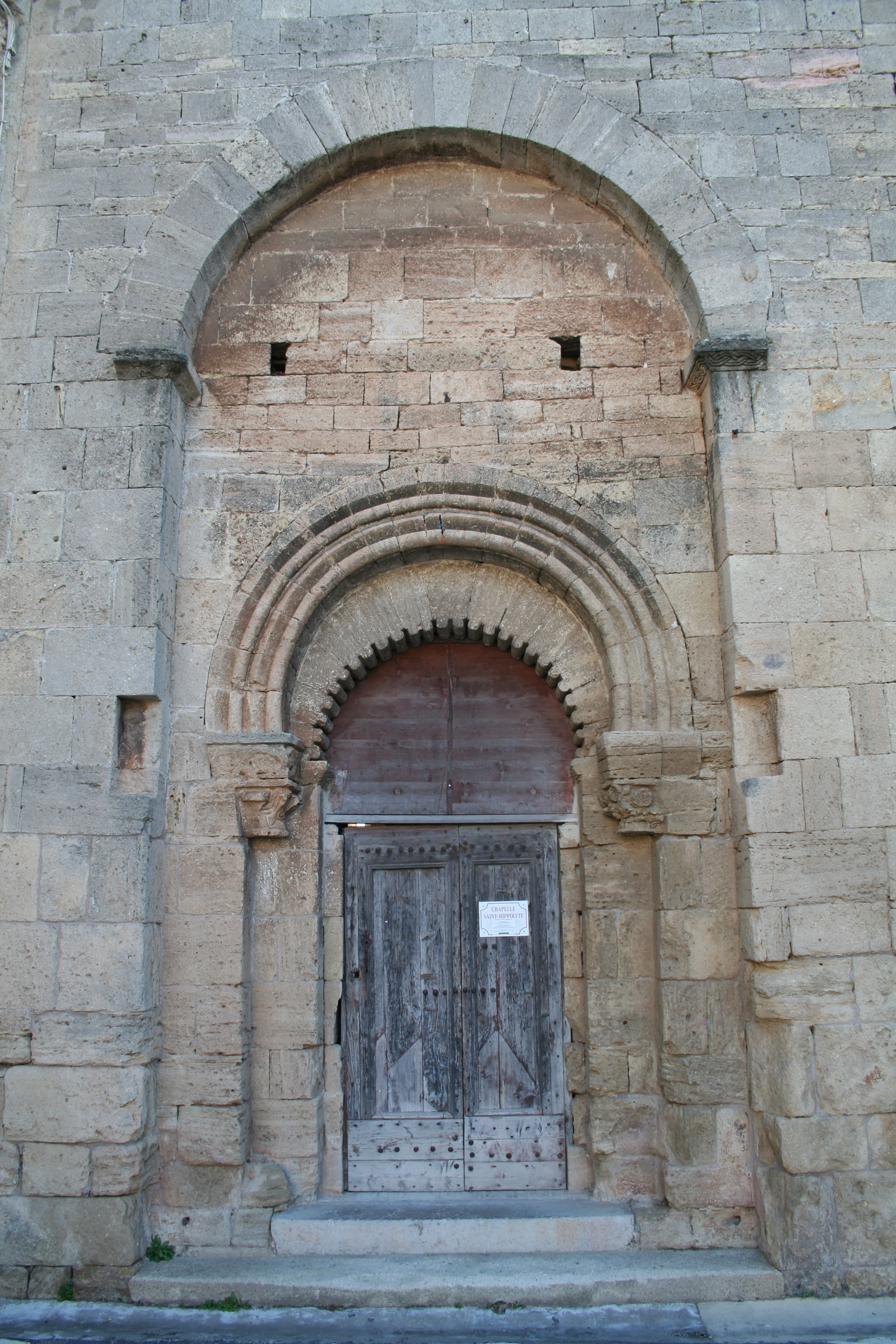
Loupian, Portal St-Hyppolite

Dieses Ergebnis einer Wiederherstellung eines Archivoltenportals entspricht einer architektonischen Phantasie, die die Kunsthistoriker lange Zeit beschäftigte. Es wirkt keineswegs schwerfällig, vielleicht aber nur, weil man dieses berühmte Portal so zu sehen gewohnt ist. Insgesamt erinnert diese Einfassung der Portalöffnung an bestimmte Portale aus dem Languedoc (etwa Loupian), aus Aquitanien oder Spanien, deren Säulenschaftstücke wohl als Vorbild dienten.

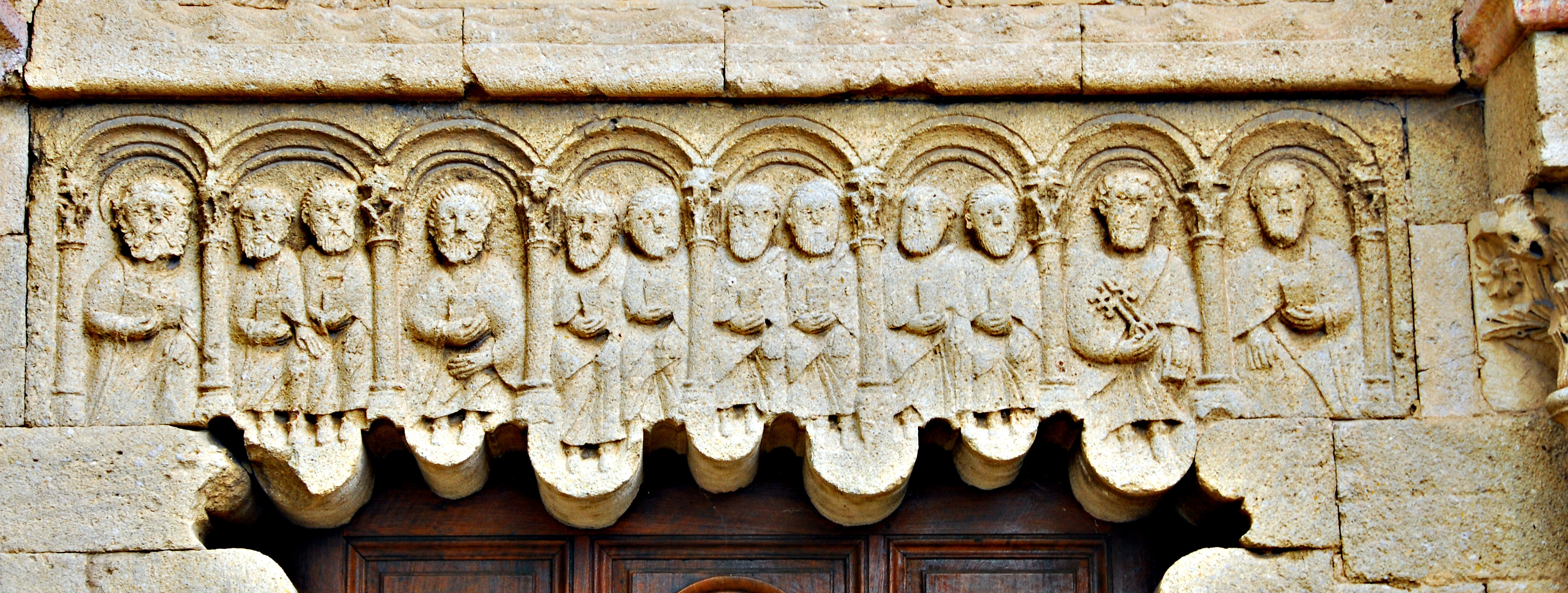
Prieuré de Ganagobie, Hauptportal, Türsturz

Von den ehemals fünf Arkaden aus Archivolten auf Säulchen sind jeweils drei erhalten geblieben, die innere, die äußere und die mittlere. Die Archivoltenbögen sind jeweils in mehrere teilrunde Stäbe aufgelöst, die von Hohlkehlen getrennt werden. Von den sehr feinen konisch nach oben zulaufenden Säulchen haben vier glatte, eine zickzackförmig und eine spiralförmig kannelierten Schäfte, ähnlich bei denen des Portals in Salagon. Sie tragen korinthische Akanthuskapitelle, das linke zeigt dazu die Maske eines Bärtigen, das rechte Masken, die Grimassen schneiden und Teufelchen, die plötzlich aus dem Stein herauszukommen scheinen.

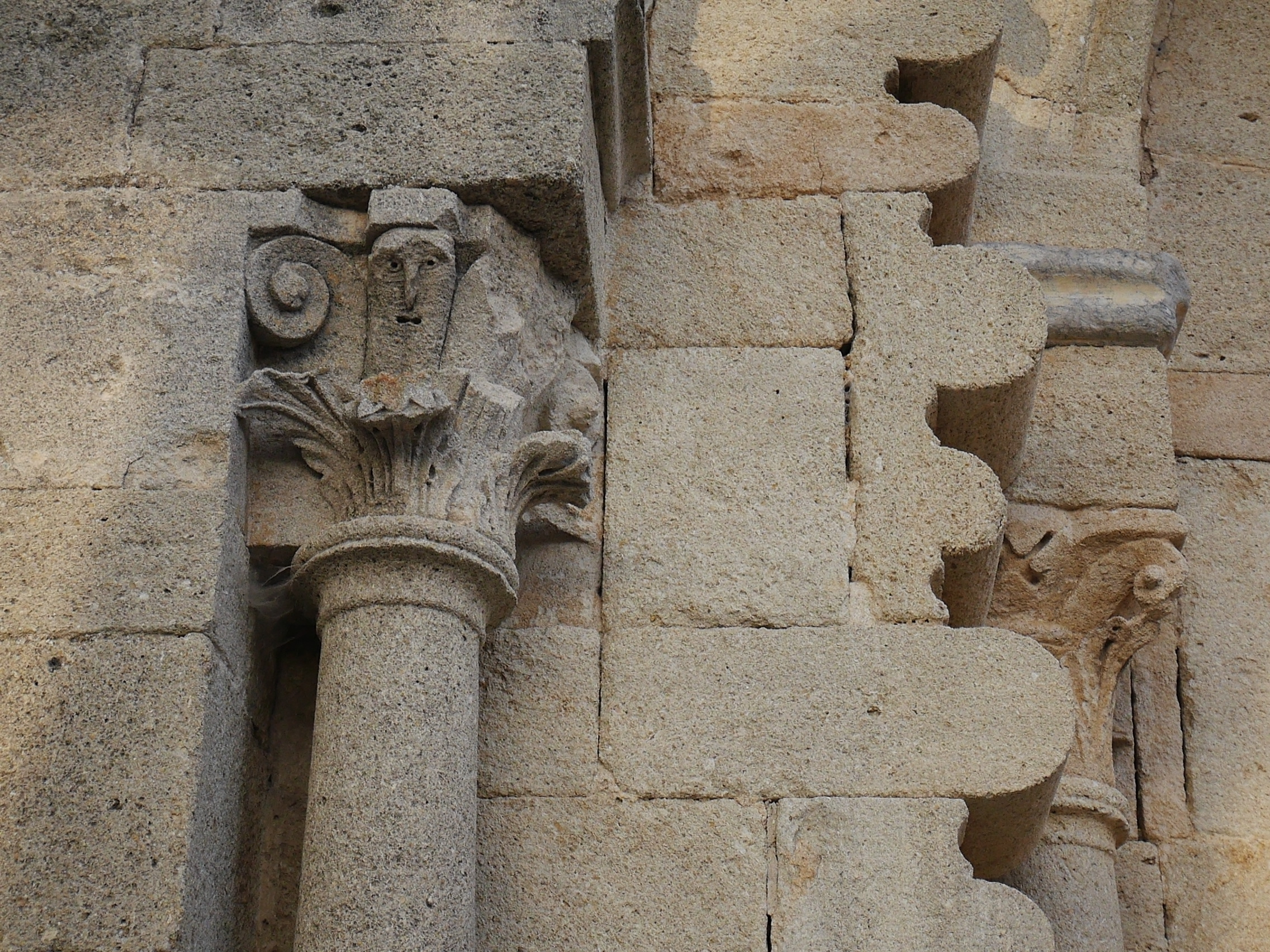
Kapitell mit Maske eines Bärtigen

Sie sind vergleichbar mit etlichen anderen in der Region aus der Mitte des 12. Jahrhunderts und anderen von Ende des 12., wenn nicht vom Anfang des 13. Jahrhunderts. Der rosafarbene teils auch bläuliche Marmor aus den Alpen, der ungewöhnlich kräftigen Deckplatten und der hohen skulptierten und profilierten Basen verleihen dem Ganzen eine Farbigkeit, die in der nachmittäglichen Sonne aufleuchtet.
Der recht massive Türsturz zeigt in einer Galerie von acht gleich breiten rundbogigen Blendarkaden die zwölf Apostel, einzeln oder als Zweiergruppen, frontal zum Betrachter gerichtet. Es sind alles recht kleine Personen ohne rechte Proportionen, einige sitzend, andere stehend, und in steife Gewänder gekleidet. Ihre im Verhältnis großen Gesichter wirken aus der Nähe recht realistisch. Alleine Petrus trägt seine Insignien, die Schlüssel, die ihn als Patron von Cluny ausweisen. Alle anderen tragen das Heilige Buch, ein Motiv, das man auch von mittelalterlichen Gräbern kennt (etwa Airvault). Die Unterkante des Türsturzes war ursprünglich geradlinig.
Das fast dreieckige Tympanon (Dreieck, ein Symbol für die Gottheit) wird von der inneren Portalarchivolte mit schlichter Profilierung und unten von einem profilierten Kraggesims in Höhe der Archivoltenkämpfer umschlossen. Eine doppelte Reihe von angespitzten Wellenbögen, die die Wolken des Himmels symbolisieren, begleitet die Rundung der Archivolte und überdeckt die Szenerie. Ein majestätischer Christus in der Mandorla dominiert frontal die ganze Komposition. Er sitzt auf einem niedrigen Löwenthron, von dem die Köpfe der Armlehnen hervorlugen. Sein Ehrfurcht gebietendes Haupt ist von einem Kreuznimbus hinterlegt, dessen Arme schräg aufwärts weisen, was eher selten vorkommt. Sein starrer Blick strahlt Erhabenheit und Ruhe aus. Auf seiner Linken steht eine Sonne in Form einer kreisrunden Schale mit einer Blütenrosette im Innern. Die rechte Hand, zum Segensgestus erhoben, ist abgebrochen. In der Linken hält er vor seiner Brust das Heilige Buch. Christus wird von den vier Evangelistensymbolen umgeben, den vier lebenden Wesen, die geflügelten Tiere aus der Offenbarung des Ezechiel und der apokalyptischen Schau des Johannes, die sich um den Herrn scharen und ihn lobpreisen:

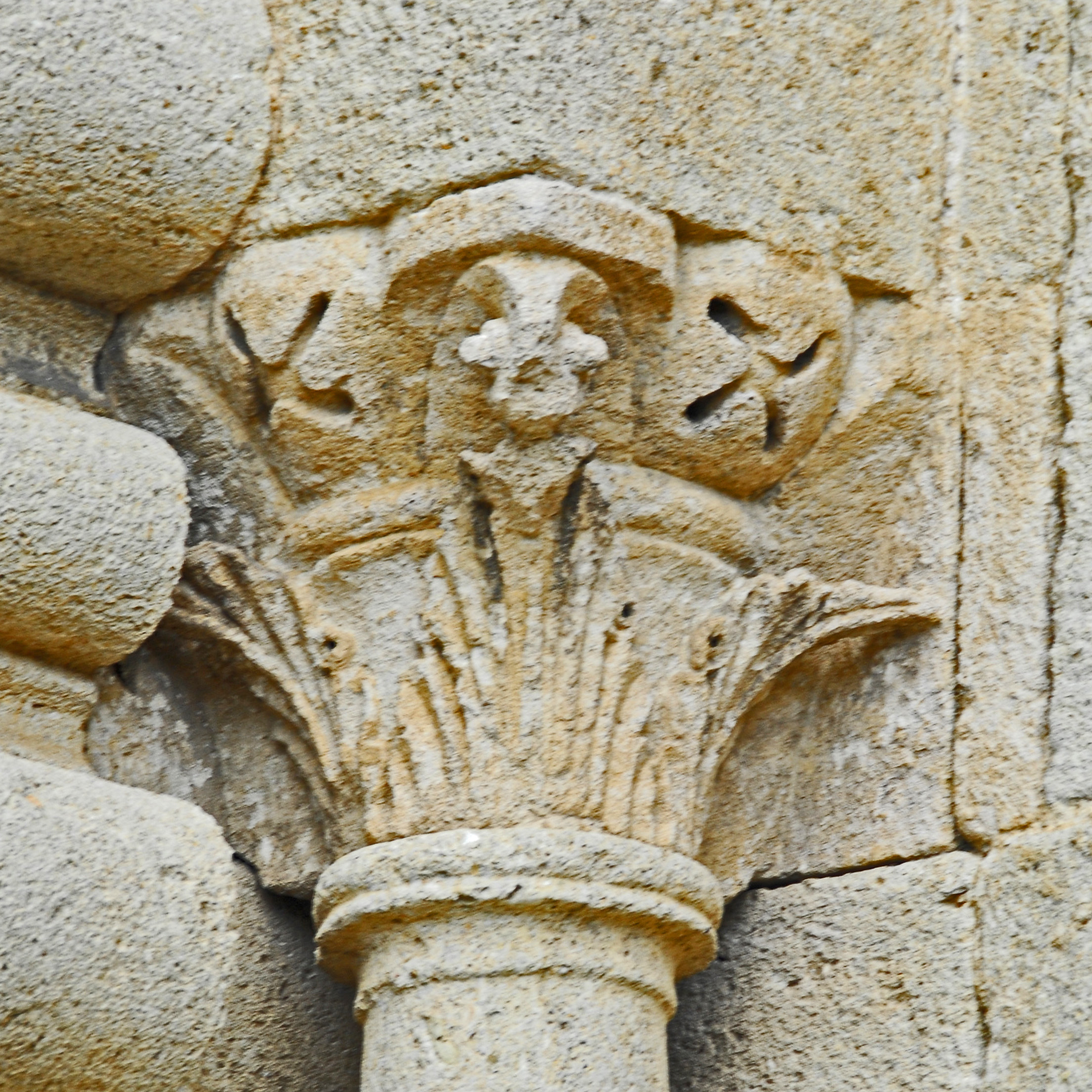
Prieuré de Ganagobie, Hauptportal, Kapitell

Links oben: der Weiseste der Schöpfung, der Mensch (Matthäus), rechts oben: der Schnellste, der Adler (Johannes), links unten: der Stärkste, der Stier (Lukas), und rechts unten: der Edelste, der Löwe (Markus). Die letzten beiden befinden sich in leicht vertieften rechteckigen Rahmen. Zu dessen beiden Seiten tragt je ein Engel mit einer Hand ein Spruchband zum Lobe Christi, mit der anderen hält er den vorgenannte Rahmen. In der Mitte dieses Rahmens sitzt oben die Mandorla auf, die nach unten durch eine Fußplattform verlängert wird.
All diese Figuren entfalten sich innerhalb der Szene relativ steif, wie etwa die eng beieinander stehenden Füße Christi. Das verleiht allerdings ihm eine gewisse orientalische Vornehmheit. Hingegen bilden der Löwe und der Stier darunter eine schöne symmetrische Gegenbewegung, die trotz der Schwere ihrer Körper lebendig wirkt. Die teilweise ziemlich linkisch und grob wirkende Plastik empfindet man altertümlich, so sind die menschlichen Köpfe gleichmäßig länglich und der Stier weist einen fast katzenartigen Körper auf. Der Gegensatz zwischen der edlen Ruhe Christi, der in Ewigkeit verharrt, und den lebendigen Tieren ringsum zeigt einen anziehenden Kontrast. Der unverkennbare mezarabische Einfluss erklärt sich dadurch, dass Ganagobie ein Priorat von Cluny war, dessen Abt, der heilige Hugo, sich in Spanien aufhielt und von dort viele Anregungen mitbrachte.
Das Tympanon besteht aus sieben an- und übereinander gesetzten Tafeln, jede mit einer einzigen Figur, was die Steifheit der Gesamtkomposition verstärkt. Für diese Hochreliefs wurden zwei verschiedenen Sorten Kalkstein verwendet. Der eine, feinkörnige, stammt aus einem Steinbruch von Mane, bei Forcalquier, und diente für die Hochreliefs von Christus, dem Stier und dem Löwen. Der andere, grobkörnigere Kalkstein, unmittelbar aus der Umgebung, benutzte man für die Seitenpartien der Komposition, für das Flachrelief des Menschen, des Adlers und der beiden Engel. Letztere Material wurde auch für die Skulptur des Türsturzes verwendet. Die Gesamtheit der auf dem Tympanon dargestellten Figuren ist das Werk eines einzigen Bildhauers, wie es zum Beispiel die detaillierte Betrachtung der menschlichen Köpfe, die alle ähnlich gestaltet sind.

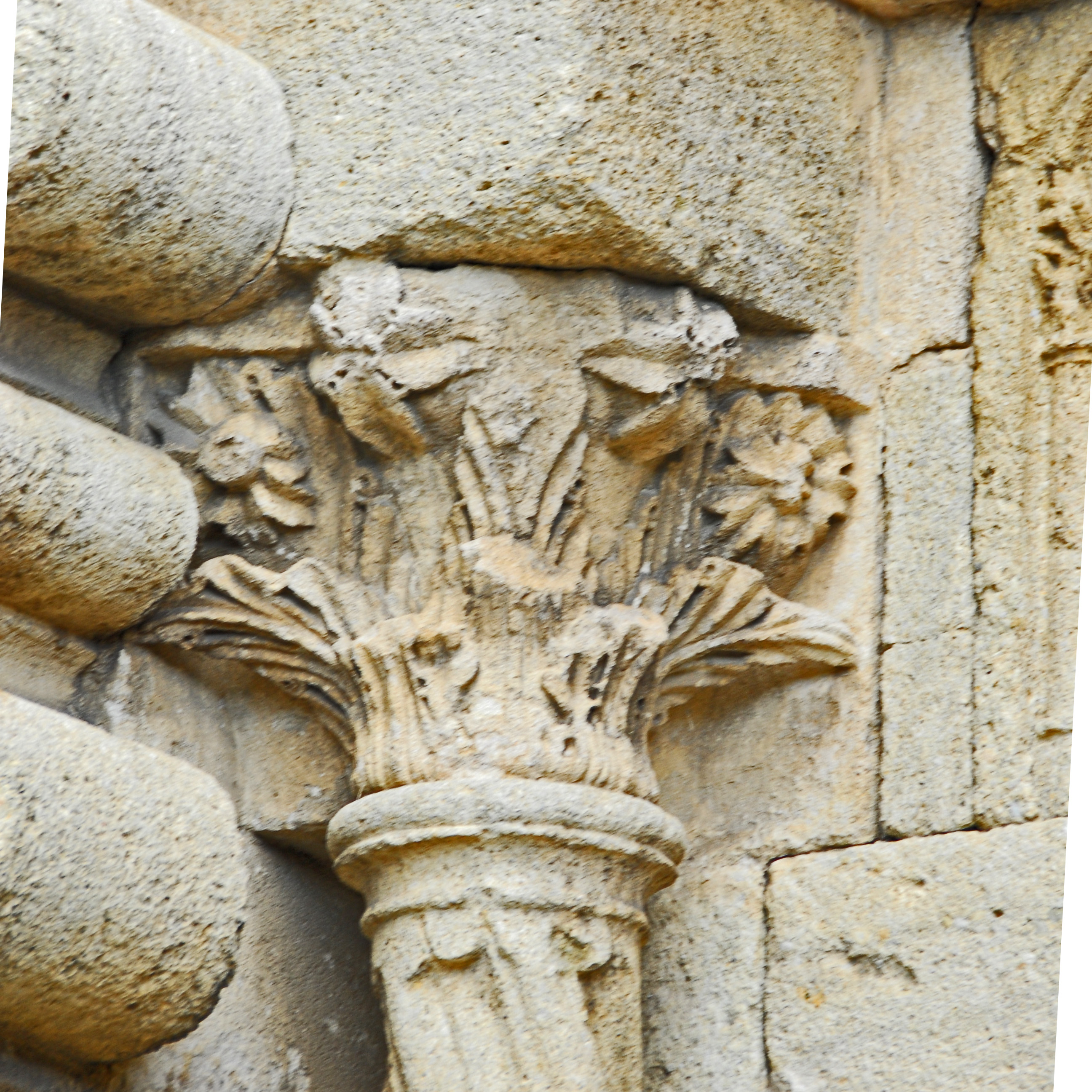
Prieuré de Ganagobie, Hauptportal, Kapitell

Türsturz und Tympanon sind Originale. Allerdings wurden sie bei der Überholung des Portals ungeschickt eingesetzt (Verkeilungssteine auf den Randflächen). Jedenfalls konnte dieses Portal nicht vor Vollendung der Bauarbeiten der Kirche eingebaut werden, vielleicht sogar erst bei der Errichtung des Kreuzgangs, etwa gegen Ende des 12. Jahrhunderts. Das wird von vielen Umständen bestätigt: Aufriss und Spitzbogen des Tympanons und der Archivolten, das strenge Profil der Simse, die Profilierung der Säulenbasen mit Eckspornen, die Kapitelle mit groteskem Schmuck und letztendlich die Gesamtanordnung des Portals, bei der man die des Priorats Notre-Dame de Salagon in Mane (drittes Viertel des 12. Jahrhunderts) erwähnen muss wie auch die von St-Marcel-lès-Sauzet (Drôme) (Anfang 13. Jahrhundert).
Nicht mehr weit oberhalb des Scheitels der äußeren Portalarchivolte ist ein großes kreisrundes Fenster, auch Okulus oder Ochsenauge genannt, ausgespart. Seine Laibungskante ist in mehrere Profile aufgelöst. Über dieses Fenster erleuchtet am Spätnachmittag das güldene Licht der untergehenden Sonne das ganze Schiff bis zum Chor.

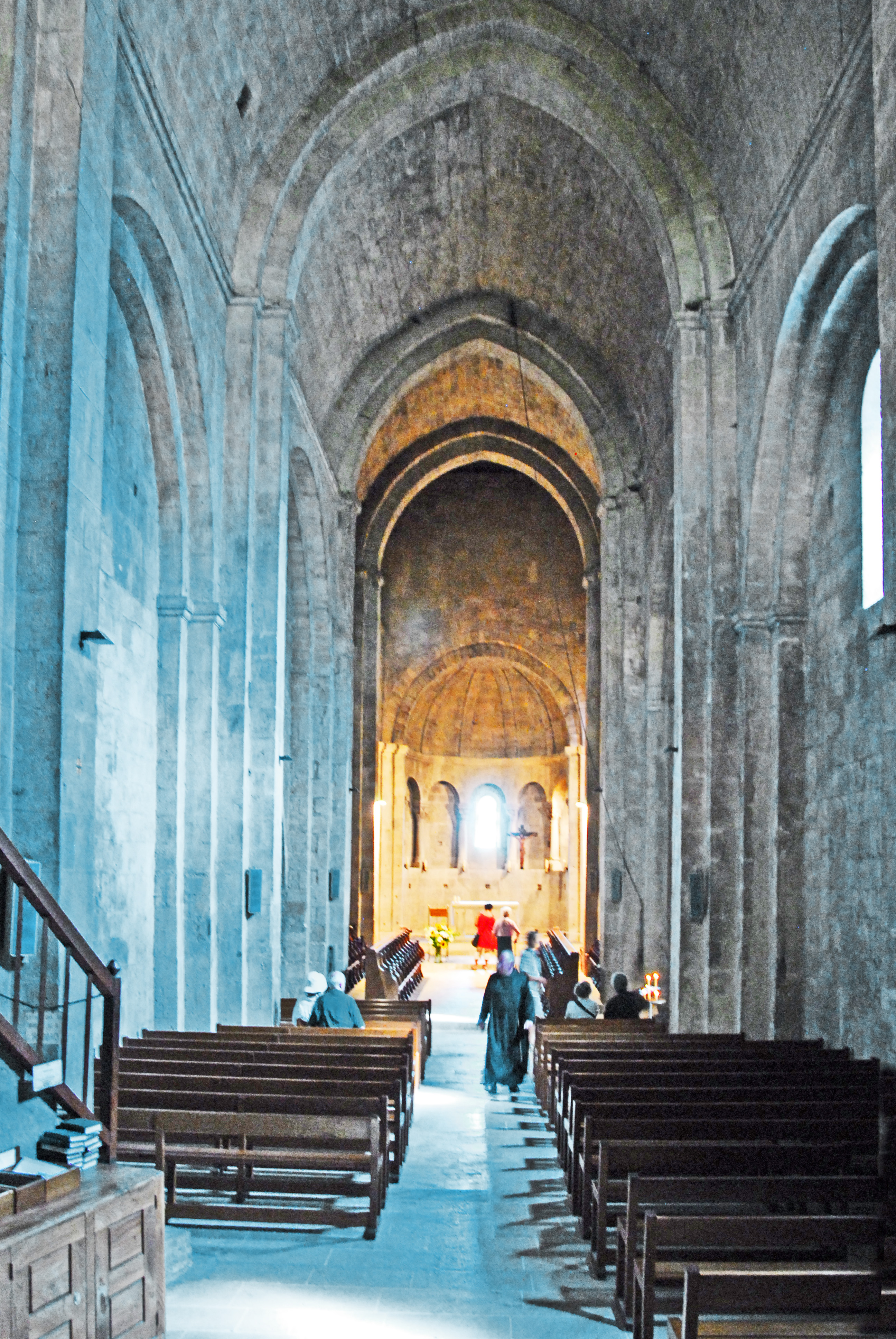
Prieuré de Ganagobie, Hauptschiff vom Portal

### Inneres der Kirche
Die das Kloster im Norden abschließende Kirche setzt sich zusammen aus einem hohen Schiff mit drei Jochen, einem doppelten weit ausladenden Querschiff und einem Chor mit drei Apsiden. Dieser Grundriss zeigt mit denen anderer Benediktinerkirchen der Provence reichliche Übereinstimmungen, so etwa mit Nôtre-Dame in Aumades, Saint-Eusèbe bei Apt (Vaucluse), und Sainte Jalle und Barbara in Allan (Drôme). Alle diese Bauten besitzen einen gleich großen Chor, ein gleich langes dreijochiges Schiff (Ganagobie ist etwas länger). Allerdings gibt es das doppelte Querschiff nur in Ganagobie. Das stammt vermutlich daher, weil man den Grundriss der Lage anpassen wollte.

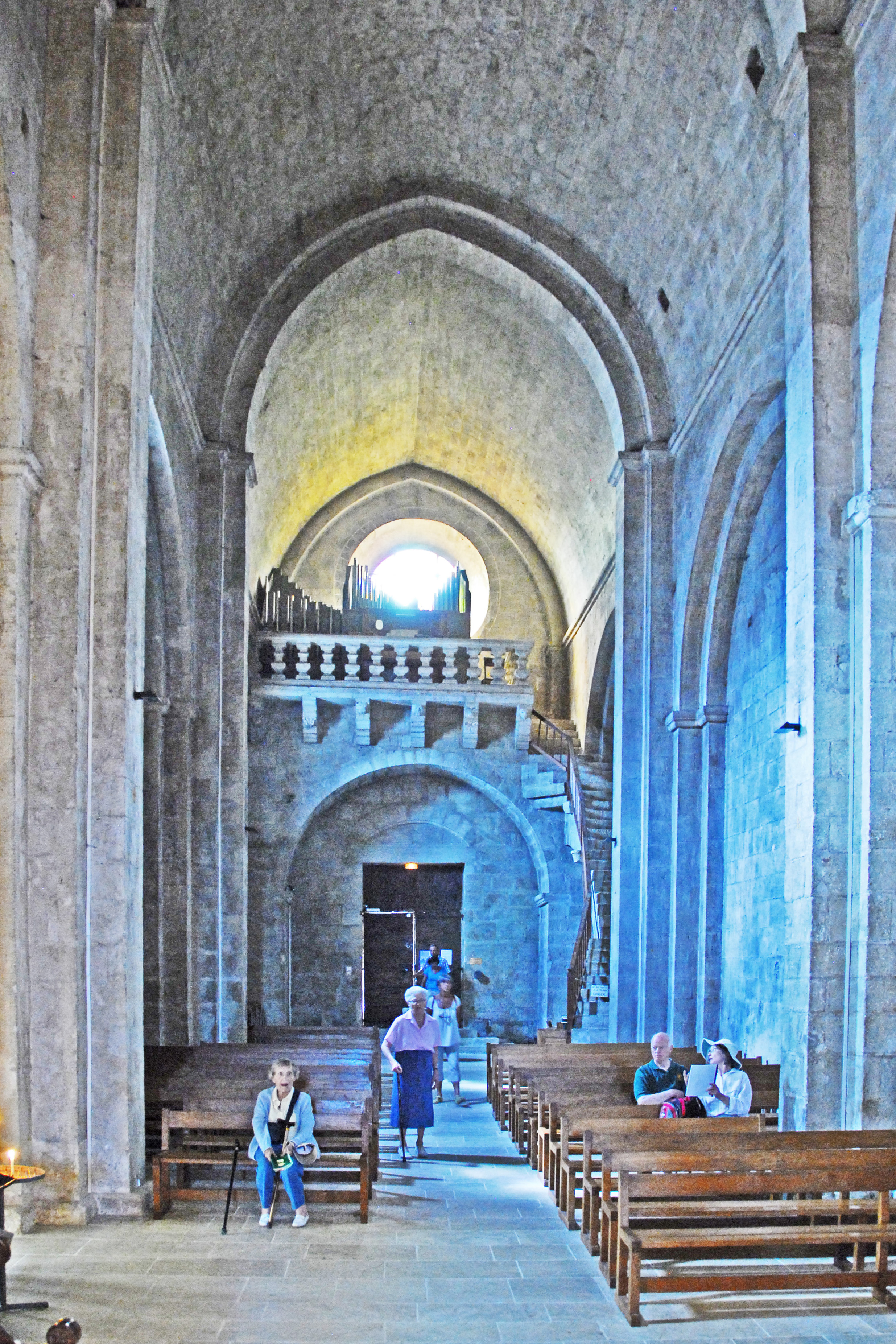
Prieuré de Ganagobie, Hauptschiff vom Chor

Die Unregelmäßigkeiten der Aufbauten dieser Kirche resultieren vermutlich aus überwiegend nicht mehr existierenden Vorgängerbauten. M. M. Fixot förderte durch Ausgrabungen Überreste dieser Bauwerke zu Tage. Zu diesen Vorgängerbauten zählt der oben bereits erwähnte noch erhaltene Turm, vermutlich der erste Glockenturm der Kirche.
Die Untersuchung des äußeren und inneren Mauerwerks, lässt trotz seiner Einheitlichkeit mehrere zeitlich einzuordnende Ausführungsabschnitte erkennen. Jede Ausbesserung machte eine neue Verfugung der Steinlagen notwendig.

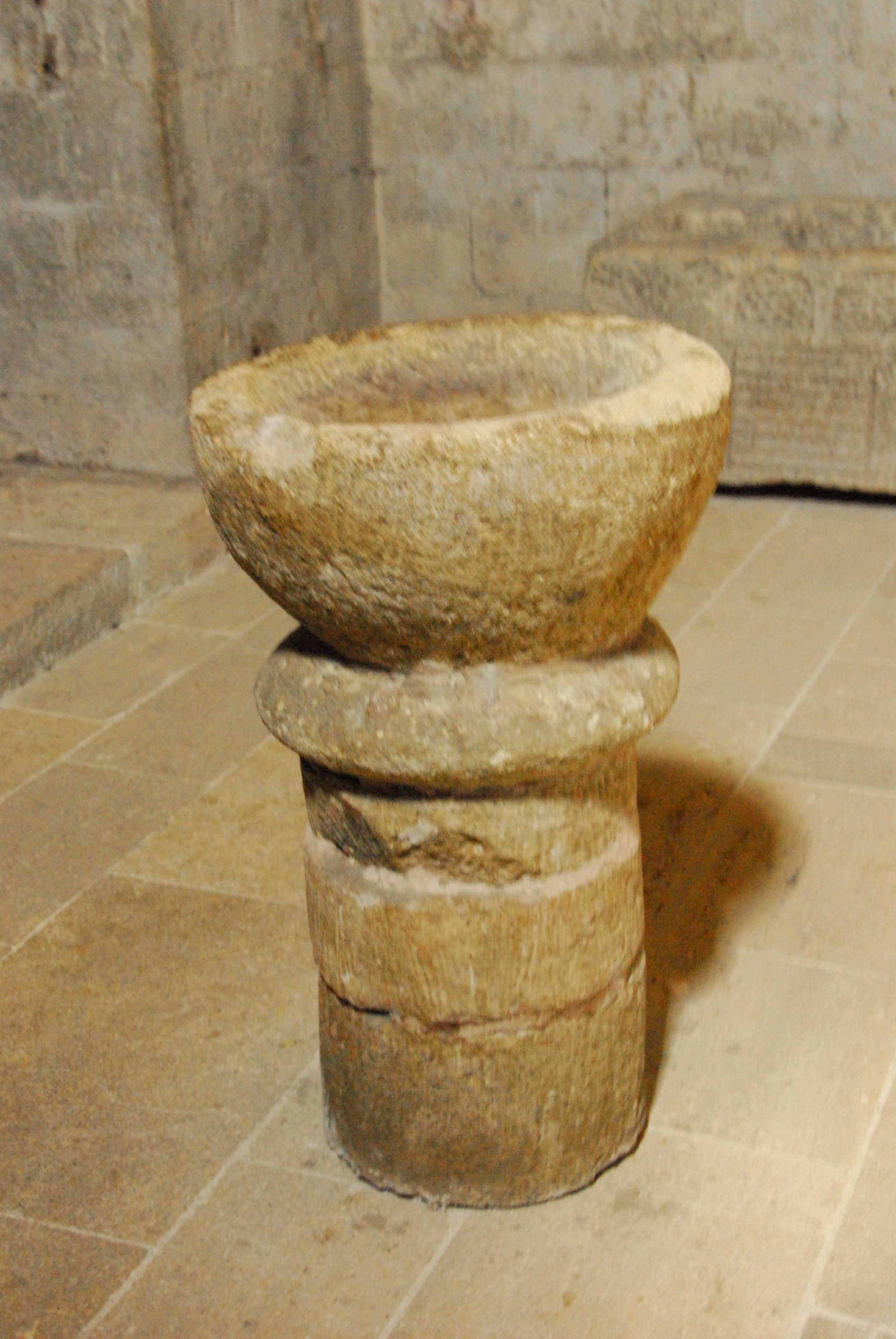
Prieuré de Ganagobie, Taufstein in Joch 1

Die Kirche wurde wie vielfach üblich von Osten nach Westen in senkrechten Abschnitten errichtet. Wie so oft machte man das deshalb, um so während der Bauarbeiten stets genügend Kirchenraum zu liturgischen Zwecken nutzen konnte. Zur ersten Bauperiode gehörte der Chor und das doppelte Querschiff mit den Anschlüssen zum künftigen Schiff. Man brach dementsprechend zunächst nur in diesem Abschnitt die Vorgängerbauten ab, während man sie im Bereich des künftigen Schiffs zu Weiternutzung stehen ließ. Erst als man in die fertigen östlichen Neubauten zur liturgischen Nutzung umziehen konnte, brach man im Bereich des dritten Jochs die Altbauten ab. Erst als man den Neubau des dritten Jochs zur Messfeier mitnutzen konnte, brach man alle Reste der Altbauten ab und erbaute das erste und zweite Joch mit der Westfassade, als dritte und letzte Phase. Diese verschiedenen Bauabschnitte dürften auch den jährlichen Unterbrechungen der Bauarbeiten durch den in dieser Bergregion oft harten Winters entsprechen. Die Bereiche, in denen gebaut wurde, waren jeweils von den betrieblich genutzten durch provisorische Abschottungen getrennt. Die deutlichen Unterschiede, die sich vor allem an der Südseite der Kirche beobachten lassen, sowohl im Quaderwerk, als auch bei den Profilen der Fensteröffnungen und beim Simswerk, etwa den Profilen der Pfeilerbasen, lassen dennoch vermuten, dass zwischen den einzelnen Bauabschnitten, besonders zwischen dem zweiten und dritten, ein gewisser Abstand lag.

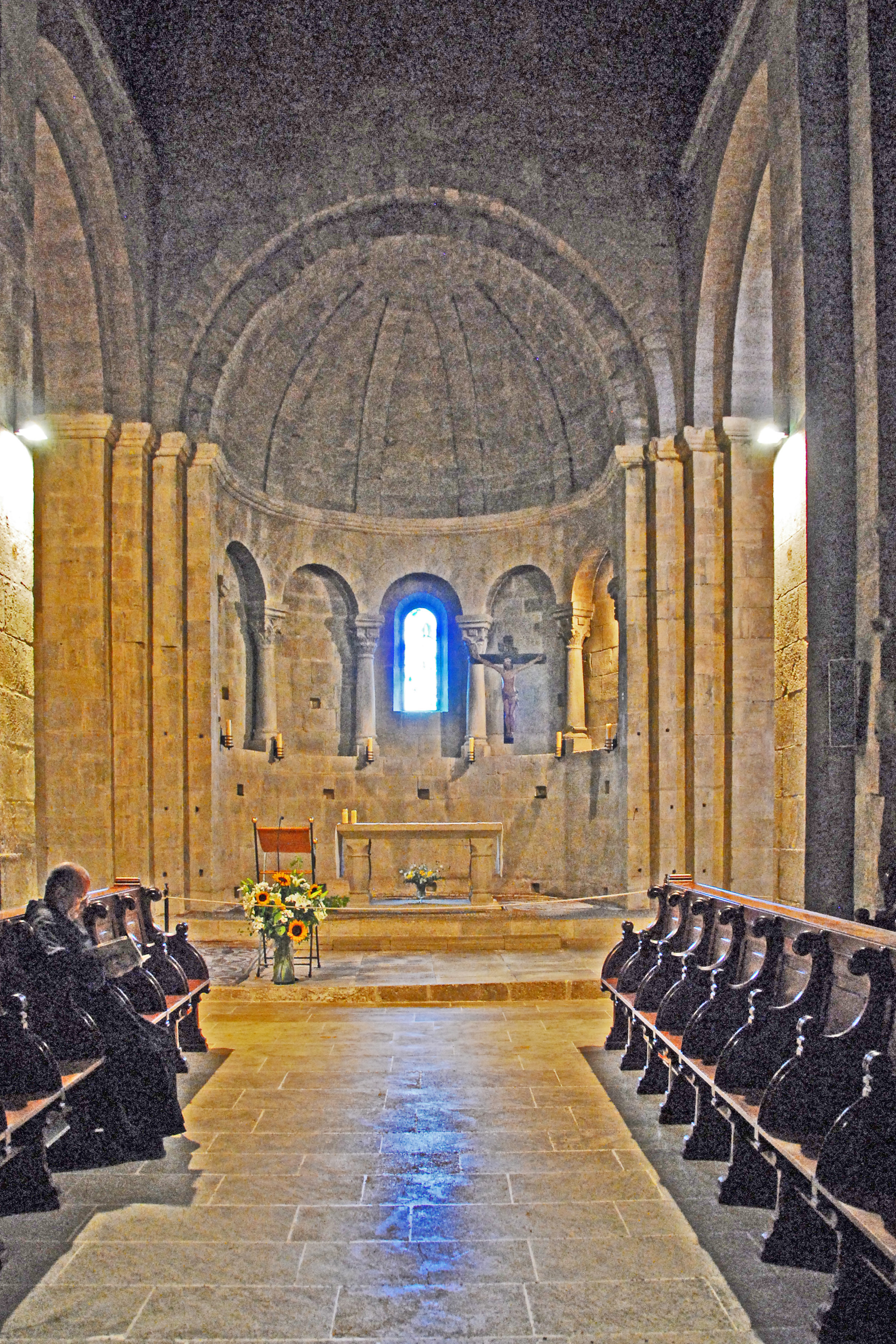
Prieuré de Ganagobie, Chor aus Hauptschiff

Der in der Revolution bis auf die unteren zwei bis drei Meter zerstörten Chor wurde Ende der 1970er Jahre nach den Originalplänen und überwiegend mit dem vorhandenen Ursprungsmaterial wieder aufgebaut. Seine zentrale Chorapsis wird von den beiden kleineren Seitenapsiden flankiert, die innen alle auf halbrundem Grundriss stehen. Die Mittelapsis trägt auf einem etwa zwei Meter hohen umlaufenden Sockelvorsprung der Apsiswand eine etwa gleich hohe Arkatur aus fünf rundbogigen Blendarkaden auf sechs Säulen aus glatten leicht nach oben sich verjüngenden Schäften, die mit pflanzlich skulptierten Kapitellen, profilierten Kämpfern und Basen auf recht hohen Plinthen ausgerüstet sind. Drei der sechs Kapitelle sind ausgebessert. Gut einen halben Meter über den Bogenscheiteln der Arkatur umschließt ein mehrfach profiliertes Kraggesims die Apsisrundung, das sich um die seitlichen Wandrückversätze hinweg fortsetzt. Darüber ragt das Gewölbe in Form einer halben Kuppel auf, das mit schwach auftragenden radial angeordneten Gurtbögen dekoriert ist, in gleicher Anordnung, wie die Arkatur der Apsis. Die Gurtbögen treffen sich im Gewölbescheitel in einer halbkreisförmigen Scheibe. Die Kante der Eingangsarkade zum Chor ist umlaufend in einen kräftigen scharfkantigen Rückversatz aufgelöst, der oben als doppelter Keilsteinbogen ausgebildet ist. In der Chorapsis gibt es nur ein schlankes rundbogiges Fenster mit leichten Aufweitungen der Gewände.
Die beiden deutlich kleineren Seitenapsiden oder Kapellen, mit halben Kuppeln weisen glatte Wandungen und Gewölbe auf, allein die Gewölbeansätze sind mit profilierten Kraggesimsen dekoriert. Im Scheitel der Apsisrundungen ist je ein rundbogiges Fenster ausgespart, das deutlich kleiner ist als das in der Mittelapsis. Die Kanten der Eingangssarkaden sind wie bei der Mittelapsis in Rückversätze aufgelöst.
Vor dem Dreiapsidenchor liegt das großräumige doppelte Querschiff, dessen obere Partien zusammen mit dem Chor restauriert worden sind.

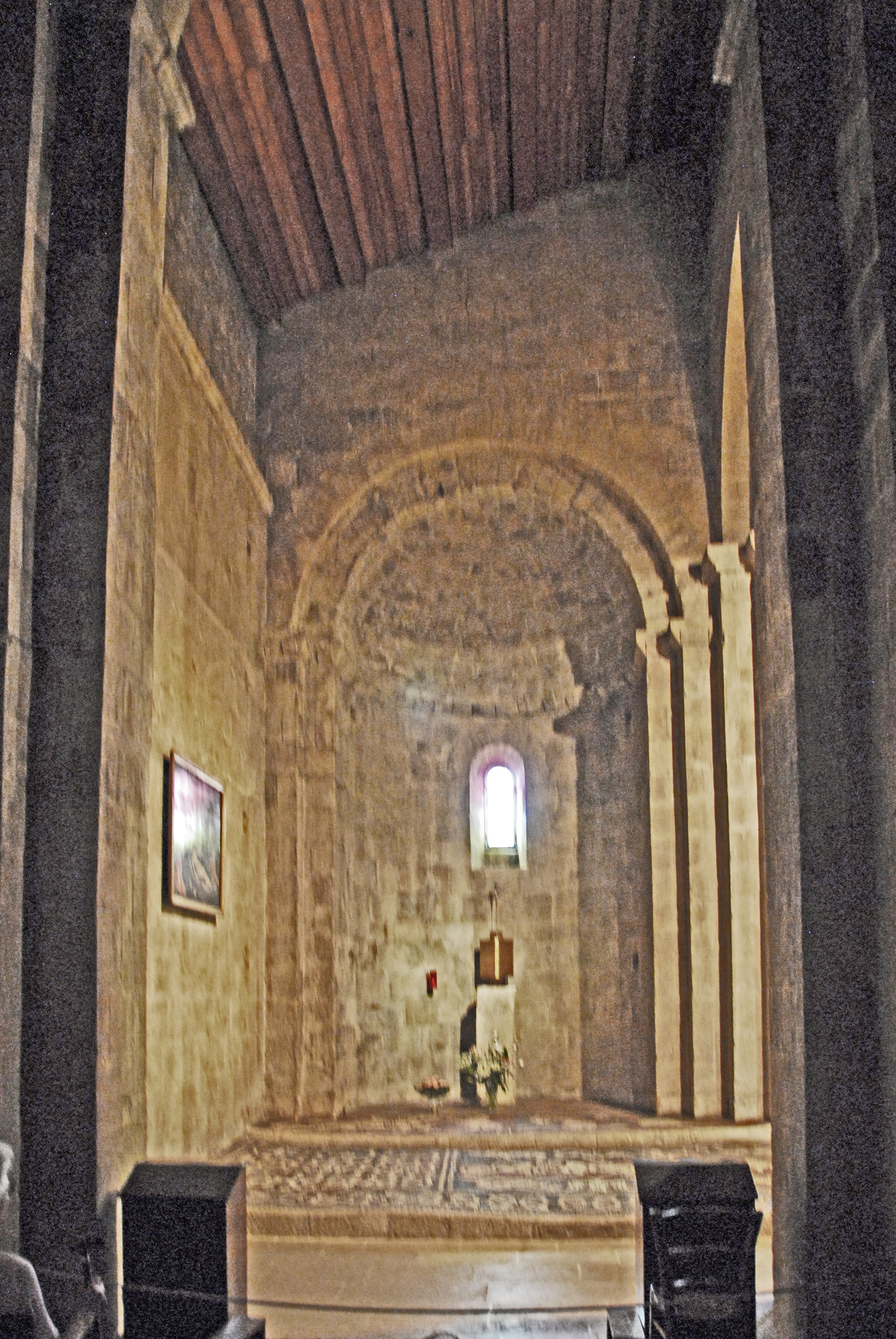
Prieuré de Ganagobie, Nordapsis

Das östliche oder zweite Querschiff war in der Mitte oder in seiner Vierung von einer Kuppel überdeckt. Man hat davon einige Reste aufgefunden, so auch Teile von Trompen. Statt sie originalgetreu wiederherzustellen, ersetzte man sie durch ein Klostergewölbe aus Beton. Damit erhielt diese Vierung immerhin ihr ursprüngliches Volumen. Der Nord- und Südarm dieses Querschiffs waren vor ihrer Zerstörung wahrscheinlich mit halben oder einhüftigen Tonnengewölben überdeckt. Dieses wurde bei der Erneuerung allein durch die schräge Balkenlage des Daches ersetzt, die mit einer Holzschalung verkleidet ist. Die Arkaden zwischen der Vierung und den Querschiffarmen weisen die gleiche Höhe auf, wie diejenige vor der Chorapsis. Das gilt auch für die Art und Höhenlage ihrer Kraggesimse an den Bogenansätzen. Die Arkaden sind auf beiden Wandseiten umlaufend mit Rückversätzen ausgestattet, wie bei derjenigen der Chorapsis. Aus dem südlichen Arm des zweiten Querschiffs führt eine einflügelige Tür in einen kleinen Kapellenraum mit Kreuzgratgewölbe, der im 14. bis 15. Jahrhundert hier angebaut worden ist und wahrscheinlich als Sakristei genutzt wurde. Auf der Nordseite des doppelten Querschiffs gibt es kein4en Ausgang zum Friedhof. Das übernahm eine Tür im alten Kirchturm, der mit dem Querschiff und dem Hauptschiff in Verbindung steht.

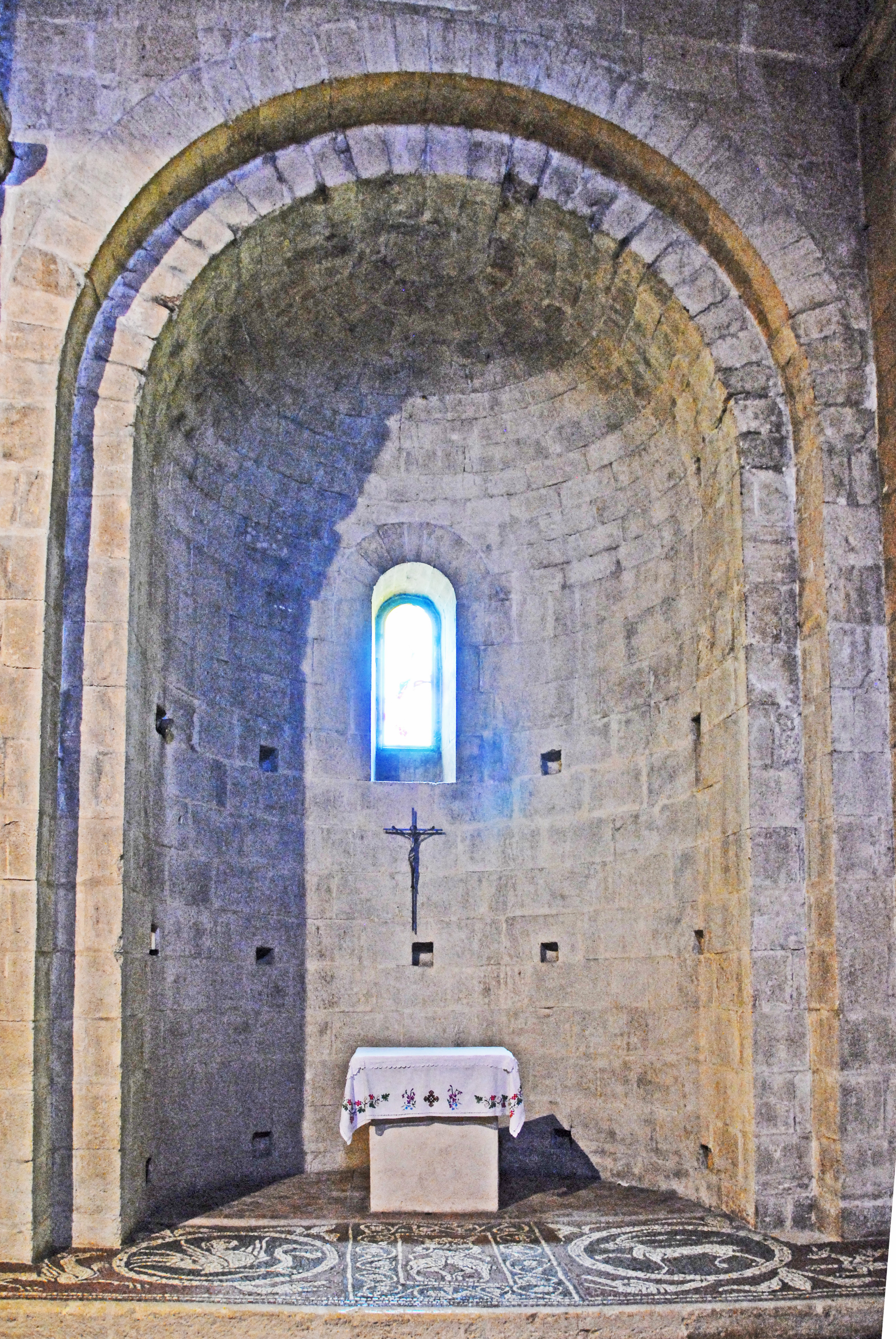
Prieuré de Ganagobie, Südapsis

Das westliche oder erste Querschiff weist eine geringere Tiefe auf, als das zweite und ist offensichtlich durch Vorgängerbauwerksteile ziemlich asymmetrisch geraten. Im Bereich des südlichen Querschiffarms befand sich offensichtlich im 11. Jahrhundert der recht kleine alte Kapitelsaal, von dem man dort Spuren, wie etwa Mauern aus unregelmäßigen Bruchsteinen, gefunden hat. Die Westmauer dieses Raumes mit einem sorgfältig gemauerten rundbogiges Zwillingsfenster mit eingeschlagenen Scheinfugen und einer verwitterten, vielleicht hier wiederverwendeten, kleinen Säule in der Mitte, mit einem Kapitell mit V-förmigen Verzierungen, einem gedrehten Säulenschaftring und einer nicht profilierten, scharfkantigen Deckplatte, ist ihrer ganzen Höhe erhalten und gehörte zum frühromanischen Bau. Auch die Süd- und Nordwand dieses kleinen Gebäudes wie auch seinen ursprünglichen Fußboden entdeckte man hier, letzterer lag etwa 90 Zentimeter tiefer als der heutige der Kirche. Möglicherweise überdeckte diesen Raum ein Tonnengewölbe. Man glaubt dessen Spuren an der Westmauer zu erkennen, es sei denn, es handele sich dabei um die Überreste des ehemaligen Aufgangs, der den Mönchen seit dem 12. Jahrhundert den unmittelbaren Zugang vom im Obergeschoss liegenden Dormitorium in die Kirche erlaubte. Es sind jedenfalls, gemeinsam mit dem ehemaligen Turm in Norden, die einzigen noch erkennbaren Spuren des Priorats aus dem 11. Jahrhundert. Vermutlich muss man dazu auch eine im Grundriss gekrümmte Wand unter der Vierung des ersten Querschiffs rechnen, die zur ehemaligen Chorapsis der Kirche dieses Jahrhunderts passen könnte.
Die Vierung des ersten Querschiffe wird von einer angespitzten Tonne überwölbt, in Verlängerung der Gewölbe des Hauptschiffs. Schmale und recht hohe rundbogige Arkaden, die südliche ist deutlich höher als die nördliche, verbinden diese mit den Querschiffarmen. Auch ihre Kanten weisen wieder die Rückversätze auf, wie sie aus dem Chor und dem zweiten Querschiff bekannt sind. Davon ausgenommen sind diejenigen am Übergang zum Hauptschiff. Der nördliche Arm wird von einer Tonne überwölbt in gleicher Richtung wie das der benachbarten Vierung. Der deutlich höhere südliche Arm war wohl zuerst mit einer halben oder einhüftigen Tonne in derselben Ausrichtung überdeckt. Heute findet man dort eine schräge Holzdecke, wie die in den Armen des zweiten Querschiffs. Weite und ungleich hohe Arkaden mit den bekannten Rückversätzen verbinden die Querschiffarme untereinander. Die beiden Vierungen werden von einer Arkade verbunden, die in Größe und Querschnitt etwa denen des Hauptschiffs entspricht. Aus dem südlichen Arm des ersten Querschiffs führt eine schmale Tür direkt in den Kreuzgang, die zweite in der Südwand zum ehemaligen Kapitelsaal, deren kräftige Kämpferprofile mit pflanzlichen Flachreliefs dekoriert sind. Darüber gab es noch eine weitere Tür in das Dormitorium im Obergeschoss der Konventsgebäude, zu der eine Treppe hinaufführte, die heute nicht mehr existiert.
Die jüngsten Ausgrabungen unterhalb des doppelten Querschiffs haben verraten, dass dessen Mittelpfeiler diese Ostpartie des Bauwerks auf mächtigen quadratischen Fundamenten aufstehen, die den felsigen Grund mit einbezogen und untereinander mit kräftigen Mauern verankert sind und dadurch dem Ganzen großen Zusammenhalt gewährleisten. Diese statischen Vorsichtsmaßnahmen und auch die große Dimension der Querschiffpfeiler, deuten darauf hin, dass es sich um die höchsten Bauwerksteile handelt.

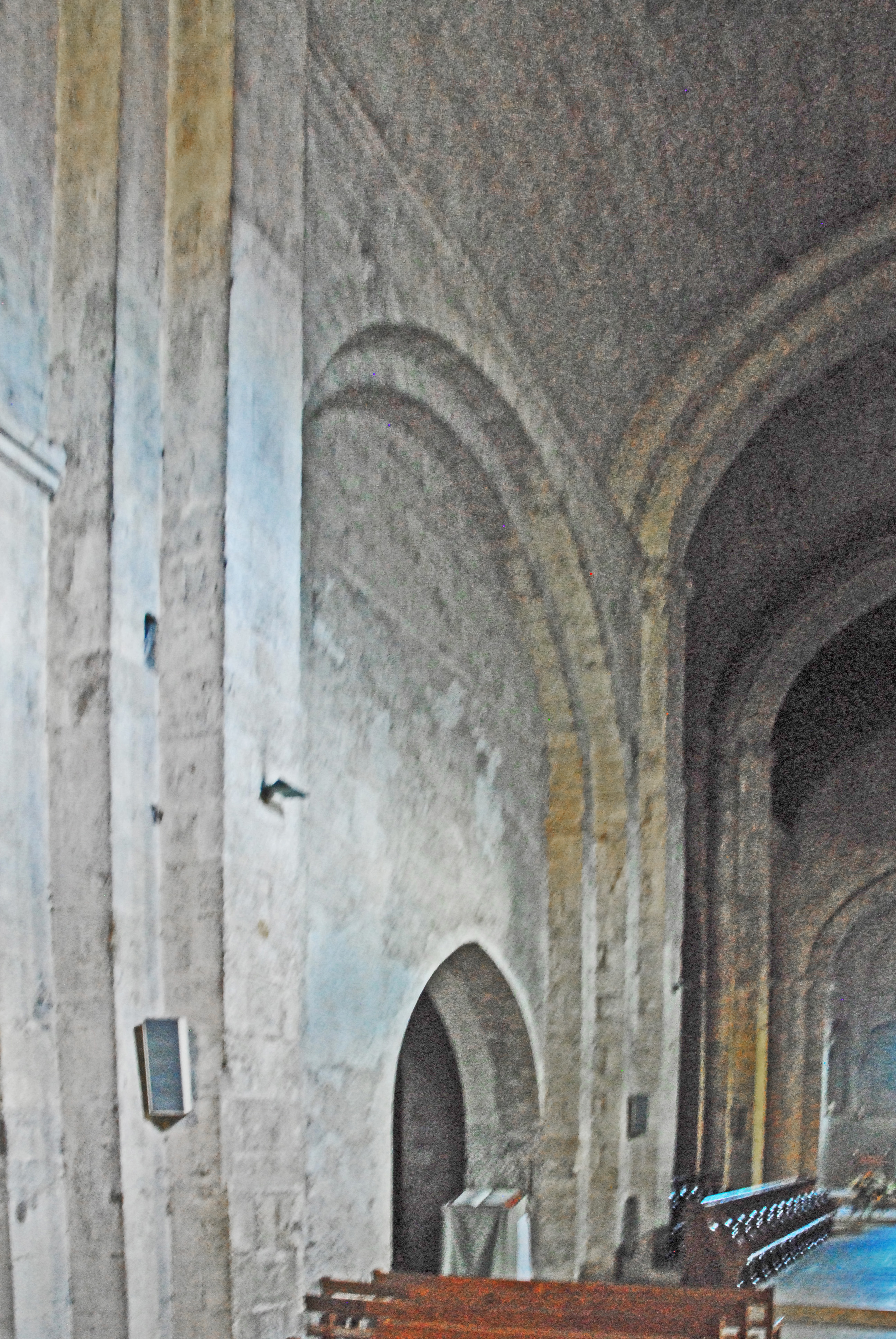
Prieuré de Ganagobie, Hauptschiff, Nordwand Joch 3

Das dreijochige Hauptschiff wird von einem angespitzten Tonnengewölbe überdeckt, das immer wieder restauriert werden musste. Es wird unterstützt von schlanken leicht angespitzten Arkaden, deren Gurtbögen und Wandpfeiler die beidseitig die schon aus Chor und Querhaus bekannten Rückversätze aufweisen. Die Gewölbe- und Bogenansätze der Arkaden werden von profilierten Kraggesimsen markiert. In die Wandfelder der Seitenwände zwischen den Arkaden des Schiffs Blendarkaden eingelassen, die die Breite zwischen den Pfeilern gänzlich einnehmen und fast rundbogig überdeckt sind, deren äußere Scheitel ein kurzes Stück unter den Kraggesimsen liegen. Sie werden statisch als Entlastungsbögen eingesetzt. Ihre Kanten sind wieder rundum in die bekannten Rückversätze aufgelöst.
In der wegen des tief gestuften Portals recht dicken Westwand im Erdgeschoss öffnet sich das große rechteckige zweiflügelige Hauptportal, das von einem glatten monolithischen Türsturz und zusätzlich von einem Entlastungsbogen aus Keilsteinen wandbündig überdeckt wird. Die inneren Wandoberfläche, in der sich die Tür befindet, erstreckte sich ursprünglich über die ganze Breite zwischen den Pfeilervorlagen in den Ecken der Westwand und reichte bis knapp unter den kreisrunden Okulus. Dabei entstand vor der Wand im Obergeschoss ein relativ schmales Podest, das vielleicht auch als Sängerkanzel genutzt werden konnte.

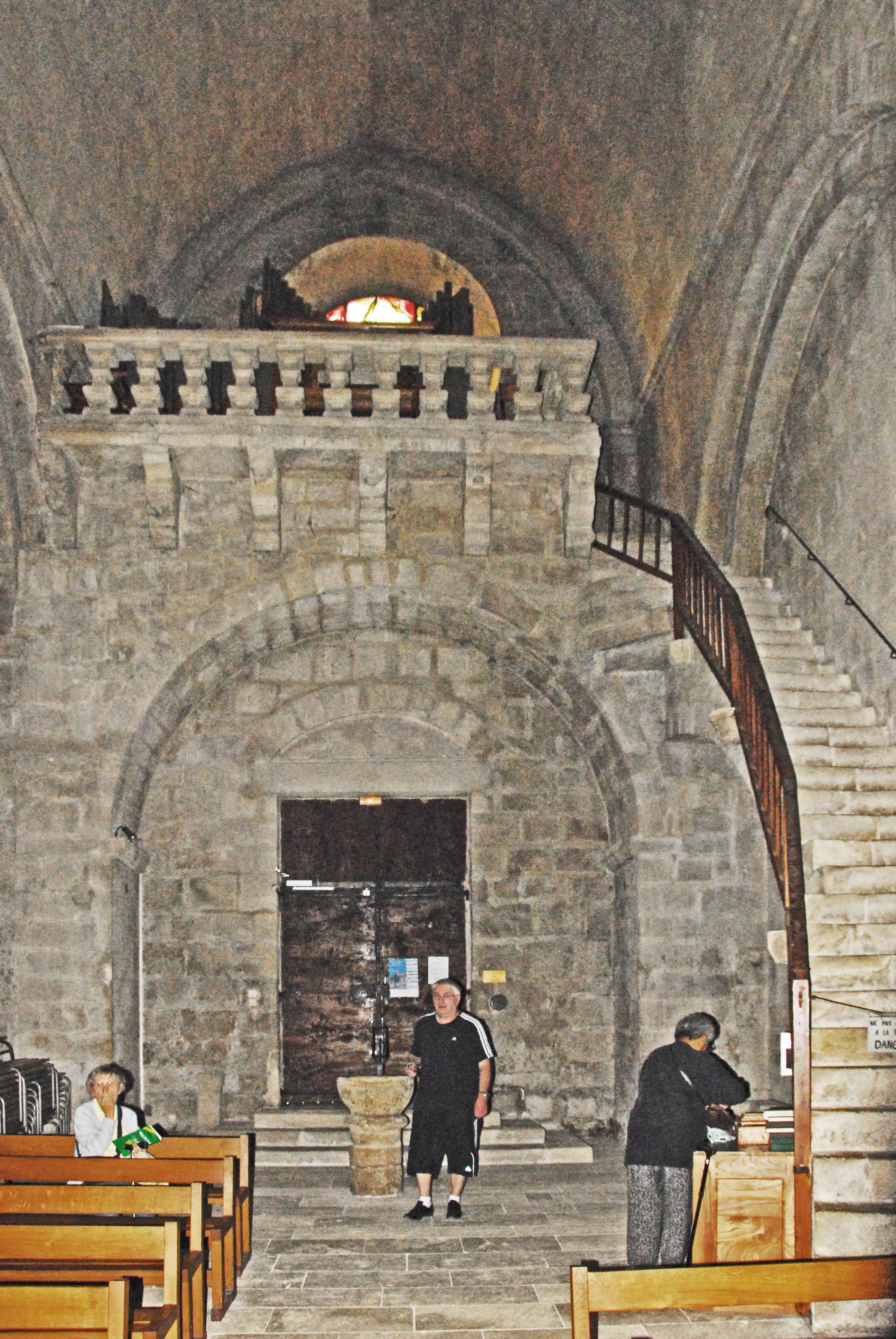
Prieuré de Ganagobie, Westwand mit Portal, Empore und Treppe

Im 16. oder 17. Jahrhundert hat man die Fläche der Empore deutlich vergrößert. Vor die Westwand des Erdgeschosses wurde eine gut 1,20 Meter dicke Wand vorgemauert, die oberseitig mit dem alten Podest abschließt, in der eine etwa fünf Meter breite und rundbogig überdeckte Nische in ganzer Wandtiefe ausgespart ist, in deren Hintergrund sich das Hauptportal öffnet. Ihre Bogenansätze werden von Kämpferprofilen markiert. Vor dieser Wand schließt noch ein Streifen einer flachen mit profilierter Sichtkante versehenen Decke an, die auf sechs steinernen abgestuften Konsolen aufliegt. Sie trägt auf ihrer Kante eine Balustrade aus Kalkstein im Renaissance-Stil. An ihrem Nordende befindet sich ein Durchlass mit dem Anschluss eines steinernen Treppenlaufes entlang der nördlichen Außenwand, der Zugang auf die Empore. Ein hölzernes Geländer begrenzt die freie Treppenseite. Die Tribüne bietet neben der Aufgabe als Sängerkanzel Raum für die Aufstellung einer Orgel.

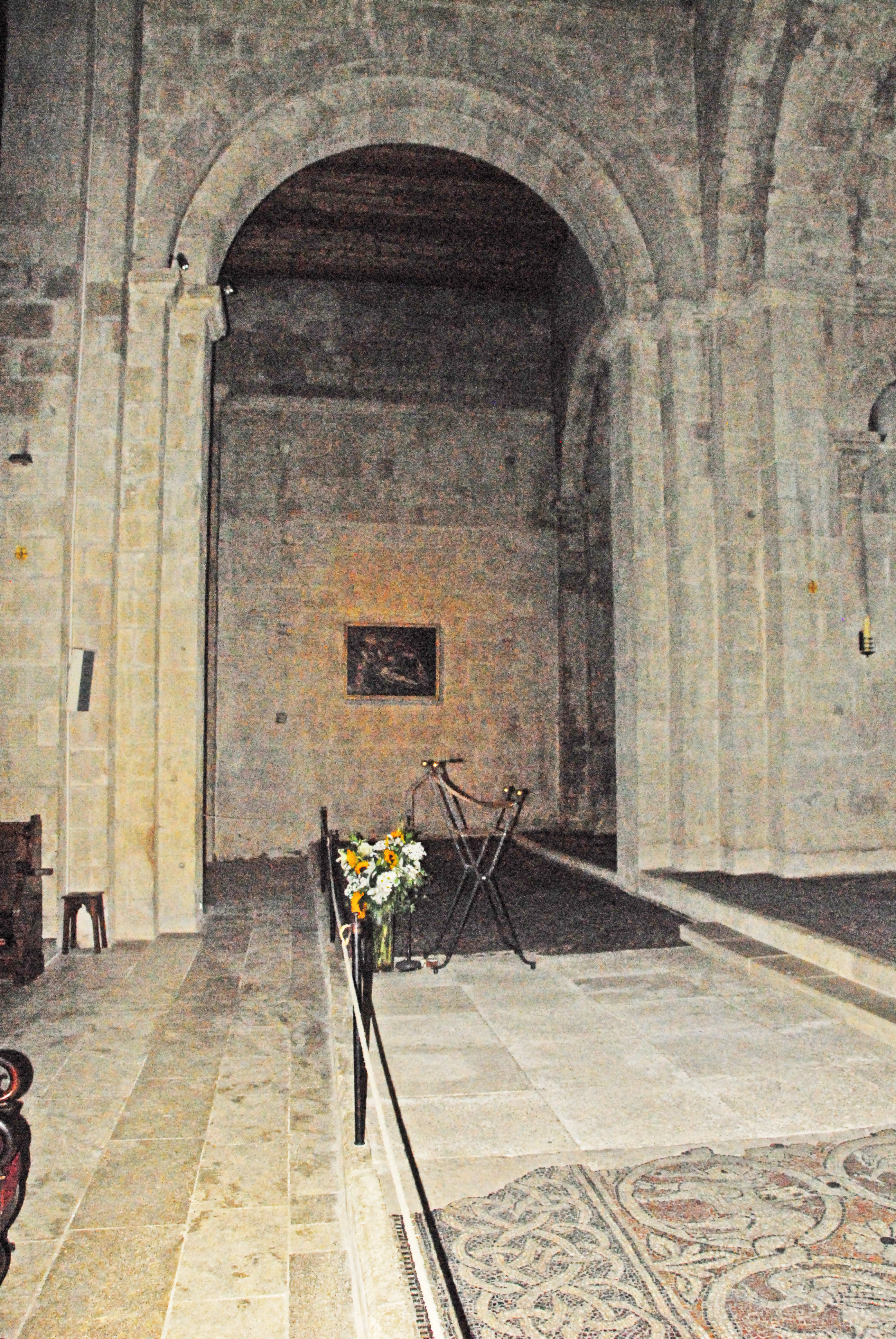
Prieuré de Ganagobie, östl. Querschiff zum Nordarm

Neben dem Hauptportal in der Fassade wird das Schiff durch je eine Tür im ersten und dritten Joch, die sich auf den Kreuzgang öffnen und auf der Nordseite im dritten Joch über den alten Turm und dessen Außentür zum Friedhof hin erschlossen. Die romanische Tür im dritten Joch zum Kreuzgang hin wurden durch eine Tür im Renaissance-Stil ersetzt.
Neben dem großen Oculus in der Westwand wird das Schiff über je ein rundbogiges Fenster in der Mitte jedes Jochs natürlich erhellt, die sich über dem Pultdachfirst des Kreuzgangs öffnen.
Der im 1. Joch aufgestellte Sarkophag scheint im 18. Jahrhundert entdeckt worden zu sein, um ihn dann vor 1930 wie einen Schatz abzutransportieren. Er ist dann von einem Antiquar in Avignon, an einen Dr. René Gutmann verkauft worden, um die Gärten seines Eigentums in Beaume Damazan (Gard) zu schmücken. Im Jahr 1982 ist das Stück wieder nach Ganagobie zurückgelangt, auf Grund des Vermächtnisses seines Eigentümers.

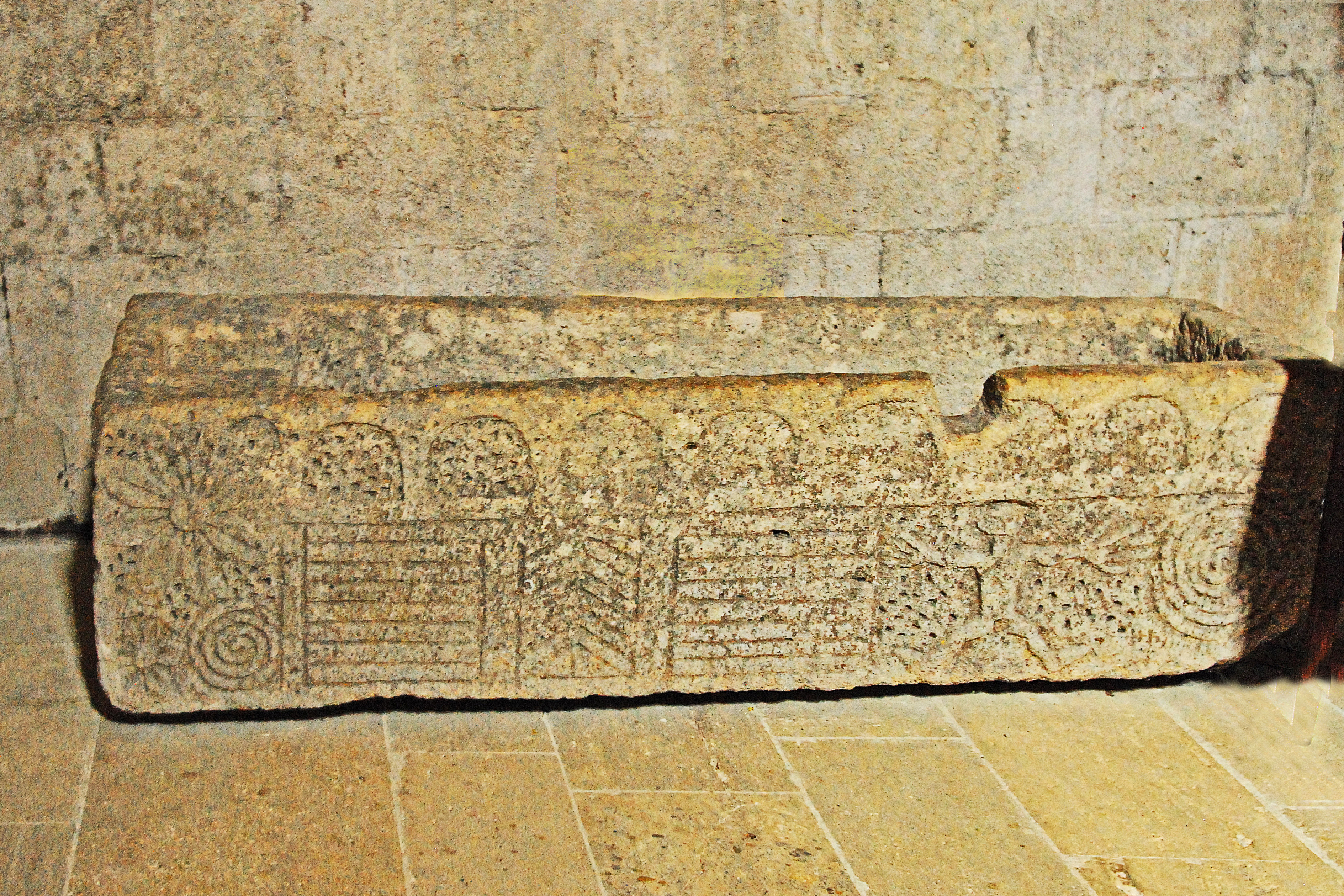
Prieuré de Ganagobie, Sarkophag in Joch 1

Zwei Längsseiten und eine Kopfseite sind mit äußerst archaisch anmutenden und wenig tiefgründigen Flachreliefs dekoriert, die fast nur aus eingravierten Rillen bestehen. Die für den Besucher einsehbare Längsseite wird oberseitig von einer Arkatur begrenzt, aus zehn gedrungenen rundbogigen Blendarkaden, die auf einem durchgehenden schmalen Band stehen. Darunter erstrecken sich etwa von der Mitte bis halb links zwei Quadrate und ein hochkant stehendes Rechteck, die mit Rastern von einfachen Rillen gefüllt sind. Links außen finden sich zwei Margeritenblüten, deren größere oben in die Arkatur hineinreicht und eine spiralförmige Rille. Halbrechts wird in Frontalansicht eine nackte Person gezeigt, die ihre Arme und Beine seitwärts weit ausstreckt und deren Hände mit gespreizten Fingern unförmig groß sind. Rechts außen folgt dann noch eine große Spirale. Die Blendarkaden und andere Hintergründe sind mit Bohrlöchern gefüllt. Auf den nicht einsehbaren Seite soll sich noch eine Person befinden, die einen Bogen hält, vielleicht eine Jagdszene.
In erster Linie wird der Sarkophag vom 7. bis zum 8. Jahrhundert datiert, dann aber auch noch auf das zwölfte. Angesichts jüngerer Ausgrabungen neigt man heute zu glauben, er könnte aus den Anfängen des Klosters stammen, das heißt aus dem späten 9. oder dem 10. Jahrhundert.
Malerei
Bemalte Gipsplatten sah man noch Ende des 19. Jahrhunderts in der Hauptapsis. Ein Foto von Père Gibbal von 1892 zeigt Christus im Kreis seiner Apostel. Jüngere Ausgrabungen haben Restes dieses Bildes zu Tage gefördert.
Vor allem fand man zahlreiche Reste von Fensterscheiben. D. Foy sammelte über dreihundert bemalte Scheibenstücke im Verlauf der Forschungen. Sie stellen fünffarbige Schmuckmotive, Faltenwerk, Personen und Inschriften dar, die man stilistisch in die Mitte des 12. Jahrhunderts einordnet. Sie zählen somit zu den ältesten Glasmalereien in Südfrankreich.
Neben den bunten Bodenmosaiken und Glasmalereien muss man sich auf den Wänden und Gewölben der Kirche romanische Fresken vorstellen, die zusammen einen ungeheuren Farbenreichtum geboten haben, den man sich angesichts der heute kahlen und schlichten Oberflächen nur schwer vorstellen kann.

### Kreuzgang

#### Konstruktion

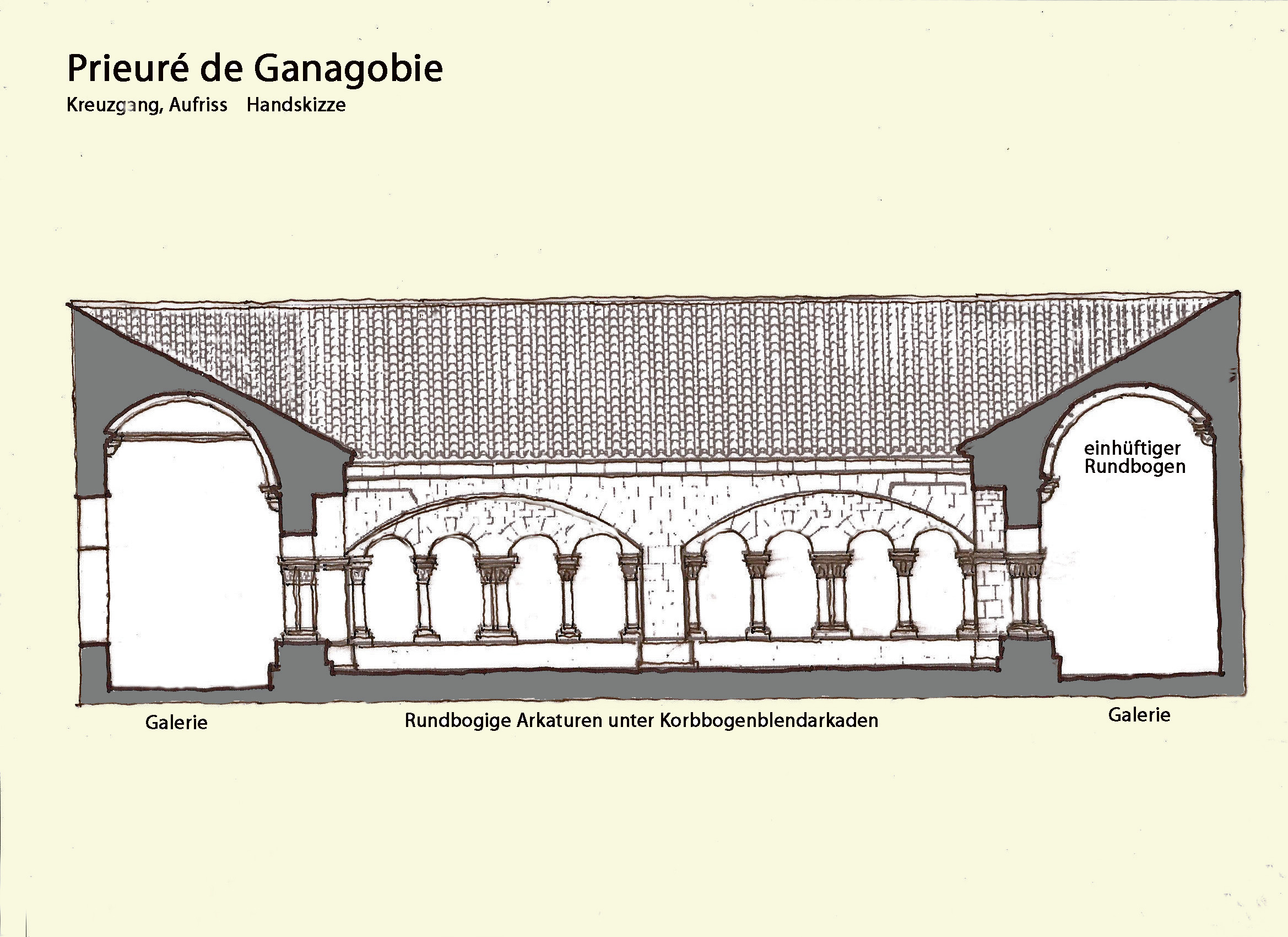
Ganagobie, Kreuzgang-Aufriss

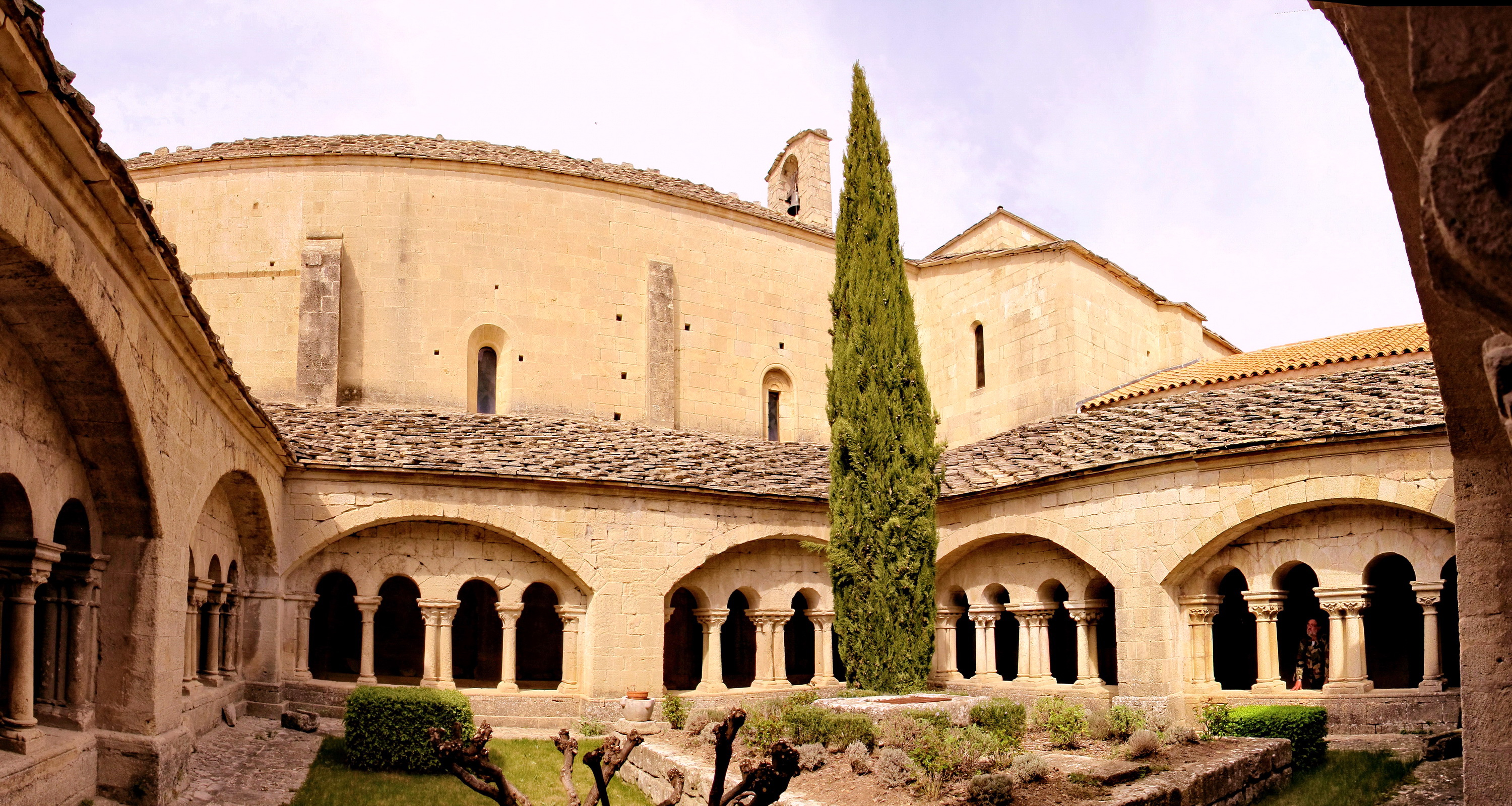
Kreuzganghof aus Südgalerie

Der Kreuzgang von Ganagobie schmiegt sich mit seiner Nordgalerie in den Winkel zwischen der Südwand des Hauptschiffs und der Westwand des südlichen Arms des ersten Querschiffs und weist darin drei Zugänge zur Kirche auf. Der Grundriss des ganz von zisterziensischer Strenge geprägten wuchtigen und gedrungenes Bauwerk ist nicht genau quadratisch, sondern bildet hofseitig ein unregelmäßiges Rechteck, dessen Süd- und Westseite etwa mittig leicht abgeknickt sind. Diese Erscheinung ist wahrscheinlich auf Vorgängerbauten zurückzuführen, die man bei seiner Anlage berücksichtigen wollte. Gegen Ende des 19. Jahrhunderts stürzte der südöstliche Teil des bereits in der Revolution verwüsteten Kreuzgangs ein. Er galt schon vorher, zur Zeit des archäologischen Kongresses im Jahr 1878 „stark verfallen“ und wurde dann zwischen 1895 und 1905 unter Leitung des Architekten Henri Révoil restauriert. Dabei scheint man sich nach der ursprünglichen Gestalt gerichtet zu haben. Die damals ersetzten Säulen in der Süd- und Ostgalerie sind als solche zu erkennen wie auch der neu erbaute Gewölbeabschnitt der Südostecke.
Die Kreuzganggalerien sind im Mittel 2,80 Meter breit und umschließen den begrünten kleinen Hof, der in seiner Mitte eine in den Boden eingelassene recht großräumige Zisterne enthält, die den Trinkwasservorrat der Mönchsgemeinschaft in sich barg.

Prieuré de Ganagobie, Kreuzgang, NO-Ecke, Nordgalerir

Die Galerien sind allseitig von Pultdächern in zirka 30 Grad Neigung überdeckt, die mit roten Hohlziegeln in römischen Format, auch Mönch-Nonnen-Ziegel genannt. An den Ecken treffen die Dächer in gemeinsamen diagonalen Kehlen zusammen. Der Kreuzgang war niemals zweigeschossig.

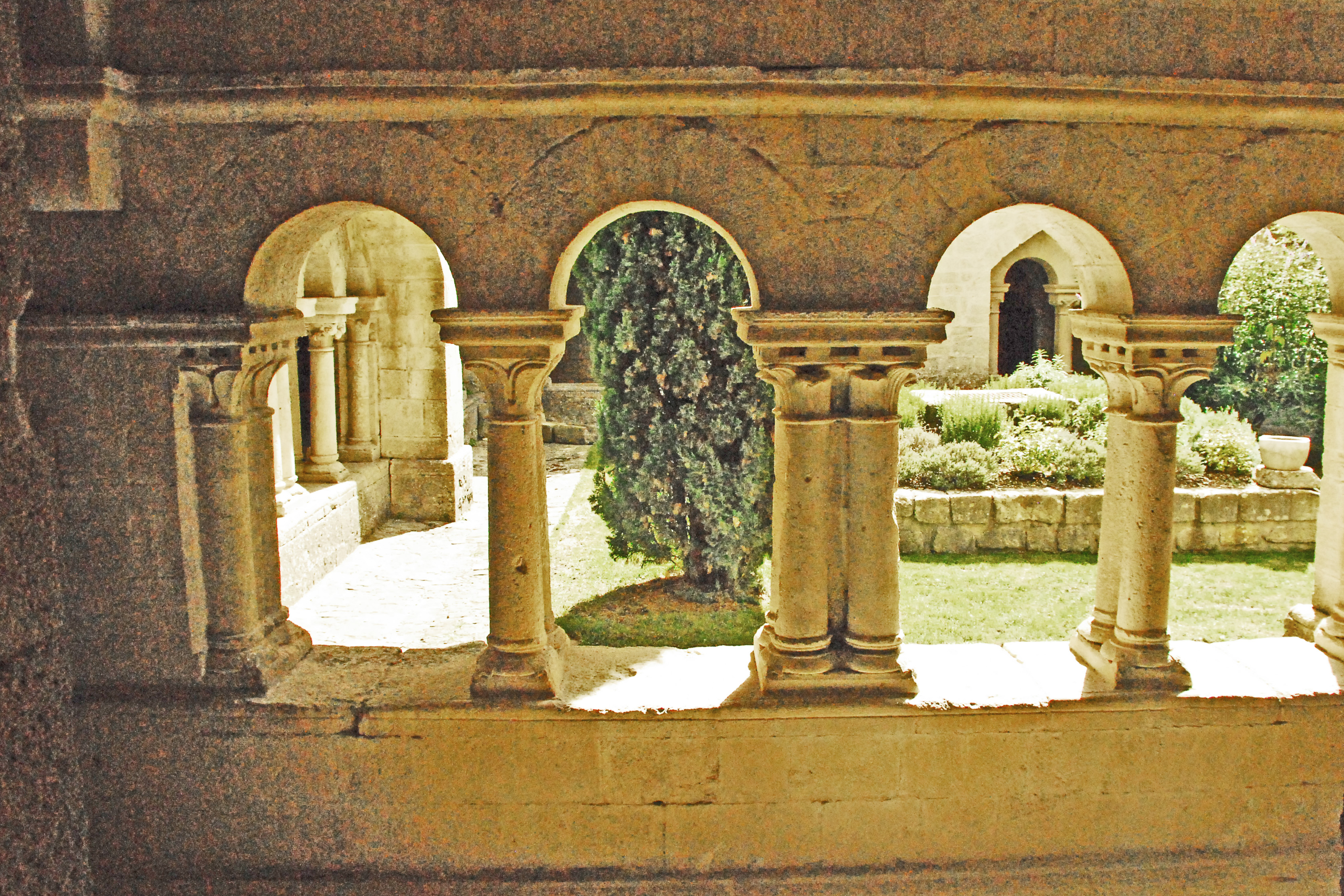
Prieuré de Ganagobie, Kreuzgang, Nordgalerie, aus Hauptschiff

Ähnlich wie in Montmajour, Saint-Paul-de-Mausole, Saint-Michel-de-Frigolet und in Aiguebelle öffnen sich zwei Arkaturen je Galerie in den Hof, die in der gangseitigen Wandhälfte je vier rundbogige Arkaden enthalten, welche in der hofseitigen Wandhälfte von je einer sehr breiten Blendarkade mit korbhenkelförmigem Bogen (auch flacher Segmentbogen) umschlossen und überdeckt werden. Die Bogenansätze werden nicht von Kämpfern markiert und bleiben etwas über den Kämpfern der Arkaturen. Diese Arkaturen werden in Gangmitte und an den Ecken von kräftigen scharfkantigen Pfeilern getrennt, die gang- und hofseitig oberflächenbündig mit den Wänden abschließen. Die galerieseitigen Arkaturen stehen mit ihren kleinen Säulen auf zirka 50 Zentimeter hohen Brüstungen, die etwas breiter sind als die obere Wandhälfte, die als Sockel vor den Pfeilern innen und außen durchgeführt werden. Ihre vier Arkadenbögen stehen jeweils auf einem Säulenpaar, die beiden mittleren stehen auf vier untereinander verbundenen Säulen. Die hofseitigen Wandoberflächen schließen unter den leicht auskragenden Traufen der Pultdächer mit einem schlichten Kranzgesims ab.
Die Galerien werden von einhüftigen Tonnengewölben überdeckt deren äußere Gewölbeansätze deutlich höher angeordnet sind, als die hofseitigen. Sie werden von kräftigen im Querschnitt fast quadratischen Gurtbögen unterstützt und zwar je drei Stück pro Galerie jeweils gegenüber den Pfeilern und je ein diagonaler in den Ecken des Kreuzgangs. Die Gewölbeansätze werden durch kräftige profilierte Kragprofile markiert die um die Enden der Gurtbögen herumgeführt und überwiegend von glatten teils auch skulptierten Kragkonsolen unterstützt werden, deren vordere Sichtkante ausgerundet ist.
Der Kreuzgang wird im Westen, Süden und Osten von Konventsgebäuden umschlossen, die teilweise zweigeschossig sind oder waren. Im Norden und Nordosten stützt sich der Kreuzgang unmittelbar auf die Südwand der Kirche und die Westwand des Querhauses. Diese Wände wurden dazu mit Vormauerungen verstärkt, die im dritten Joch von einem großen Korbhenkelbogen und im zweiten Joch von zwei rundbogigen Blendarkaden zwischen den Strebepfeilern und zusätzlichen Pilastern unterstützt werden. Auf der Westwand des südlichen Arms des ersten Querhauses, oder des alten Kapitelsaals konnte ein Korbhenkelbogen die kleine Tür und das alte Zwillingsfenster erhalten und ins rechte Licht rücken.

#### Skulptur des Kreuzgangs
Die Skulptur des Kreuzgangs auf dem Berg könnte nicht einfacher, klarer ja nüchterner sein. Die Zwillingssäulen der Galeriearkaturen sind von gemeinsamen Doppelkapitellen gekrönt, die mit breiten stilisierten Blättern, in nur fünf oder sechs Formen, dekoriert sind, charakteristisch für das letzte Viertel und für das Ende des 12. Jahrhunderts. Nur ein Kapitell der Ostseite des südwestlichen Pfeilers zeigen zwei Menschenköpfe mit weit geöffneten Augen, davon einer mit Hakennase und Grimassen schneidend. Aus ihrem weit aufgesperrten Mund quellen Blütenzweige mit Laubwerk. Die gemeinsamen Deckplatten sind ausladend profiliert. Ihre Basen sind mit doppelten Rundstäben profiliert und stehen auf kantigen Plinthen mit Eckspornen. An den Eckpfeilern sind in den senkrechten Kanten, die zu den Kreuzgangecken weisen, jeweils eine Säule in entsprechende Rückversätze eingelassen, die etwa den Säulen der Arkaturen entspricht. Der Pfeiler der Nordwestecke besitzt ein breites korinthisches Kapitell und einen Schaft mit einem Flachrelief eines frontal stehender Manns in herrschender Haltung mit ernstem Gesicht. Er hat einen fein gefalteten Mantel über seine linke Schulter geworfen und unter dem rechten Arm durchgezogen und drückt ihn mit der Linken fest an seinen Körper. Er wird als ein Apostel gedeutet, vielleicht der heilige Petrus, Patron der Abtei von Cluny. In derselben Ecke des Kreuzgangs sind auch die Konsolen, auf denen die Gurtbögen stehen ebenfalls skulptiert. Vier mit pflanzlichem Dekor, davon eine mit Akanthusblättern und eine mit Laubwerk. Zwei andere präsentieren vollrunde Tierköpfe, davon ist einer ein Wolfskopf mit halb geöffnetem Maul und gefletschten Zähnen. Gegenüber streckt ein Stierkopf die Zunge heraus und erinnert an antike Vorbilder. Drei andere Konsolen mit geometrischen Motive beleben andere Bereiche des Kreuzgangs.
Ähnlich wie bei der Kirche besteht auch der Kreuzgang aus mittelformatigem Werkstein-Quadermauerwerk, allerdings mit schmaleren Schichten.

#### Datierung des Kreuzgangs
Der Kreuzgang wurde erst nach der Fertigstellung der Kirche errichtet, also nicht vor dem dritten Viertel des 12. Jahrhunderts. Allerdings dürfte es nicht nach 1220 gewesen sein. Zu diesem Datum hat Gersende, Gräfin der Provence in Ganagobie „in capitulo infra clausrum“ ein Schriftstück unterzeichnet. In einem anderen Schriftstück von 1206 wird Ganagobie auch als „claustrum“ bezeichnet, es sei denn, das Wort meint das Kloster als Ganzes. Dekoration und Konstruktion des Kreuzgangs weisen auf seine Errichtung im Verlauf des letzten Viertel des 12. Jahrhunderts hin.

### Konventsgebäude
Die Klostergebäude um den Kreuzgang herum scheinen gleichzeitig mit ihm errichtet worden zu sein, oder auch unmittelbar hintereinander.

#### Ostflügel
In der Ostgalerie des Kreuzgangs öffnen sich immerhin vier einflügelige Türen. Am Nordende gewährt eine schmale Pforte Zugang in den südlichen Arm des ersten Querschiffs. Die Mönche benutzen sie tagsüber lange Zeit um zum Gottesdienst in die Kirche zu gelangen. An diesen Teil des Querschiffs schließt der fast quadratische Kapitelsaal an und ist mit ihm durch eine schlanke rundbogige Tür verbunden. Vom Kreuzgang aus wird er von einer rundbogigen Türöffnung erschlossen, die von zwei Fenstern mit Zwillingsarkaden flankiert werden. Diese drei Öffnungen belichten den Kapitelsaal und können nicht verschlossen werden. In der Mitte der Ostwand war ein kleines rundbogiges Fenster ausgespart, mit stark aufgeweiteten Gewänden, das von zwei rechteckigen Öffnungen mit ebensolchen Gewänden flankiert wurde. Die heute eingestürzte Decke ruhte an der Ost- und Westwand auf korbhenkelförmigen Blendarkaden in ganzer Raumbreite auf, ein für die Jahrhundertwende des 12./13. Jahrhunderts charakteristisches Bauelement. Entlang dreier Wände verläuft eine schlichte steinerne Sitzbank. Der Strebepfeiler auf seiner Nordwand ist etwa in Kopfhöhe eine benediktinische Signatur eingraviert, und zwar ein Kreuz mit den Buchstaben CSOB = Crux Sankti Patris Benedicti.
In die Ecke zwischen der Südwand des zweiten Querschiffs und des Ostwand des Kapitelsaals ist im 14. bis 15. Jahrhundert ein kleiner Raum angebaut worden, der über eine Tür aus diesem Querschiff erschlossen und von einem Kreuzgratgewölbe überdeckt wird. Es handelt sich um eine gotische Kapelle, die auch als Sakristei Verwendung fand.
Dem Kapitelsaal folgt südwärts ein Durchgang, der aus dem Kreuzgang in den östlichen Außenbereich führt, zu Terrassen über dem Steilufer des Durance-Tals. Über ihn gelangt man heute auch noch in einen großen weitgehend verfallenen Bereich in der Südostecke des Klosters, der über eine zweite Tür unmittelbar mit dem Kreuzgang in Verbindung stand. Zwei weitere Türen öffneten sich in das Refektorium. Dieser Bereich war sicher in verschiedene Räume unterteilt, wie etwa ein Saal der Mönche, ein Parlatorium und/oder ein Calefactorium. Um dessen Bestimmung festzustellen, müsste man diesen Bereich freilegen. In diesem Bereich, vielleicht auch im vorgenannten Durchgang gab es eine zweite Treppe in das Obergeschoss, das sich über den ganzen Ostflügel erstreckte und heute nicht mehr existiert. Dort war einmal das Dormitorium der Mönche untergebracht, das am Nordende über eine Treppe unmittelbar mit der Kirche in Verbindung stand.

#### Südflügel
(S. 150–151)
Im Osten dieses Flügels ohne Stockwerk liegt das recht große Refektorium, das zu Beginn des 20. Jahrhunderts von R. Révoil sehr gründlich restauriert worden ist. Der zweijochige Saal wird von zwei fast quadratischen Kreuzrippengewölben überdeckt, die durchaus den ursprünglichen Einwölbungen gegen Ende des 12. oder Anfang des 13. Jahrhunderts entsprechen. Sie werden mittig unterteilt durch eine rundbogige Arkade aus einem kräftigen Gurtbogen, dessen Kanten in Rundstäbe aufgelöst sind und der auf kräftigen halbrunden Diensten steht, die abgestuften Wandpfeilern vorgelagert sind. Die Dienste sind mit pflanzlich skulptierten Kapitellen, mehrfach profilierten Kämpfern und Basen, auf kantigen Plinthen, die mit Eckspornen dekoriert sind. Die Kreuzrippen haben fast quadratische im Westjoch scharfkantige Querschnitte, deren Unterseiten im Ostjochs mit je drei Rundstäben profiliert sind und sich in kaum breiteren runden Schlusssteinen treffen. Sie stehen beidseitig der Dienste auf je zwei schlankeren Diensten in Rückversätzen der Wandpfeiler, die etwa 2/3 so hoch sind wie die dicken Dienste und ähnlich ausgerüstet sind. Da sich in den östlichen Raumecken eine Kreuzrippe, eine Schildbogenrippe und ein Blendarkadenbogen treffen stehen diese auf jeweils drei dieser kleineren Dienste. Die Schildbogenrippe an der Ostwand ist mit einem Zickzackmuster dekoriert, die Kante der Blendarkade ist in einen Rundstab aufgelöst. Der verhältnismäßig hohe Saal wird über zwei rundbogige Fenster in der Südwand erhellt, die außen von drei Strebepfeilern abgestützt wird. Das Refektorium wird aus dem Kreuzgang über eine rundbogige Tür unmittelbar neben der Westwand erschlossen, deren Seiten mit Säulchen dekoriert sind. In der Westwand ist nahe der Außenwand eine Tür in die benachbarte Küche ausgespart, die kurze Verbindungswege von der Kochstelle zum Verzehr im Speisesaal gewährleistete.
Die Außenwände teils auch Trennwände der folgenden Räume und des ganzen Westflügels werden auf das 17. Jahrhundert datiert und sind dementsprechend damalige Rekonstruktionen der in den Religionskriegen zerstörten Bauwerke.
Hinter der Westwand des Refektoriums folgt in gleicher Raumtiefe eine kleine Küche auf deren Nordwand sich noch der recht tiefe und hohe offene Kamin befindet. Sie wird von einem Kreuzgratgewölbe überdeckt und von einem Fenster in der Südwand belichtet. Sie wird erschlossen über eine Tür in ihrer Westwand.
Hinter dieser folgt ein weiterer Durchgang zwischen dem Kreuzgang und den Gärten, die wie auch heute südlich und unterhalb des Klosters liegen.
Die Südwestecke der Konventsgebäude enthält einen Raum, in dem man noch die Spuren des ehemaligen Brotbackofens finden kann. Die Zugangstür im Durchgang verschafft einen kurzen Transportweg des gebackenen Brotes über die Küche zum Verzehr im Refektorium.

#### Westflügel
Der wohl immer erdgeschossige Westflügel besaß in Verlängerung der Südgalerie des Kreuzgangs einen weiteren Durchgang, mit einem Eingang, der gegen Ende des 19. Jahrhunderts stark renoviert worden ist. Es wird vermutet, dass dieser einmal der Haupteingang des Klosters gewesen ist. Der weitere Saal zwischen dem Durchgang und der Kirche ist teilweise in den anstehenden Fels gestemmt worden, und dementsprechend deutlich niedriger als der Kreuzgang. Er wird von einem angespitzten Tonnengewölbe überdeckt. Er blieb bis auf die Außenwand weitgehend erhalten und war wohl immer Vorrats- und Wirtschaftsbereich. Man betritt ihn über die Zugangstür am nördlichen Ende der Westgalerie. Innen noch zu findenden ehemaligen Wandanschlüsse in Form von Verzahnungen sind Nachweise für die im 16. wenn nicht sogar im 17. Jahrhundert vorgenommenen Unterteilungen in mehrere Räume. Hier soll es noch eine Eingangstür aus der Renaissance und die Reste eines klassischen Treppenhauses geben.

#### Weitere Gebäude
Im Südosten des Klosters sieht man noch Ruinen von Wohnbauten aus dem 16., 17. und 18. Jahrhundert. Gegen Südwesten folgen schließlich entlang des ursprünglichen Zugangswegs die alten Wirtschaftsgebäude (17. bis 19. Jahrhundert) Sie wurden in den 1980er-Jahren für eine neue kleine benediktinische Gemeinschaft instand gesetzt, die diesen hoch gelegenen Ort mit neuem Leben erfüllt.
Parallel und mit reichlich Abstand zum Westflügel verläuft ein mehr als doppelt so langer zweigeschossiger Trakt, der in drei Abschnitten entsprechend dem abfallenden Gelände abgestuft und mit Satteldächern eingedeckt ist. An dessen südlichem Ende schwenkt ein weiterer großvolumiger dreigeschossiger Baukörper im rechten Winkel und in etwa doppelter Breite nach Osten ab. Zwischen diesem und dem Südflügel des Klosters befinden sich ausgedehnte Grünflächen und Gärten in deren Zentrum eine Art Kreuzgang angelegt ist. Die bekannten Quellen geben keine Auskünfte über Art und Aufgabe dieser Einrichtungen, die vermutlich im 20. Jahrhundert erbaut worden sind.

## Mosaikfußböden

### Übersicht

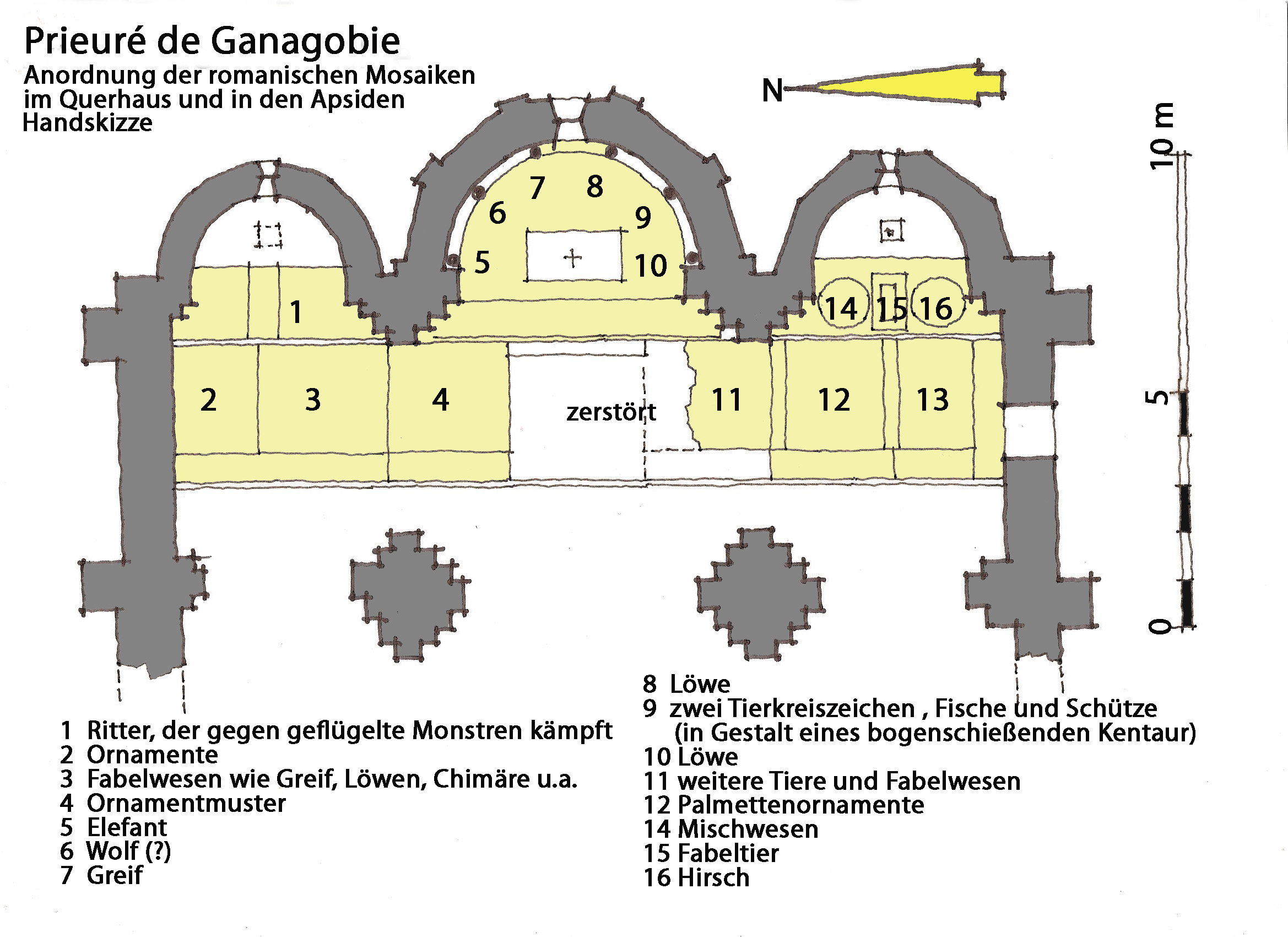
Priorat von Ganagobie, Mosaiken-Anordnung, Handskizze

Die Kirche des Priorates von Ganagobie bietet in ihrem heutigen Zustand ein Ensemble von Bodenmosaiken, die in ihrer Ausdehnung und ihrem ikonographischen Reichtum sicher die bedeutendsten Frankreichs sind.
Der Mosaikbodenbelag bedeckt die Chorapsis bis auf die Altaraussparung vollständig, den querhausseitigen Teil der Seitenapsiden, auf 1,60/1,70 Meter Tiefe, und den Streifen in ganzer Breite des östlichen Querschiff, ursprünglich eine Gesamtfläche von gut 70 Quadratmetern, wovon heute zirka zehn Quadratmeter in der Vierung des zweiten Querschiffs vollständig verschwunden sind.
Das Mosaik befindet sich auf zwei verschiedenen Bodenniveaus, die beide etwas höher liegen, als der übrigen Fußboden der Kirche. Schiffseitig begrenzt eine senkrechte Steinumrandung die Mosaiken der ersten Ebene, die die erste über die ganze Querschiffbreite durchgehende Stufe zu den Apsiden in 20 Zentimeter Höhe bildet. Die zweite Ebene liegt in der Mittelapsis 24 Zentimeter, in der nördlichen Apsis 13 und in der südlichen 17 Zentimeter höher als die erste. Diese Stufen werden wieder mit Steinplatten senkrecht begrenzt. Im mittleren Bereich der Chorapsis hat man noch eine Zwischenstufe mit 12 Zentimetern Höhe vorgelegt.
Im 19. Jahrhundert waren die Mosaiken nicht mehr bekannt, da sie vollständig von Schutt und Trümmern bedeckt waren. Zwischen 1897 und 1898 wurden sie von den Benediktinerpatres Dom Gauthey, Gibbal und Santin wiederentdeckt. Neben Fotografien fertigten sie von den Mosaiken Pausen in natürlicher Größe. Nach diesen genauen Dokumentierungen fertigte M.F. Rigault unter Leitung von Jean-Claude Rochette ein Modell in einem Viertel der natürlichen Größe. Dieses Modell steht heute im Refektorium. Als kluge Vorsichtsmaßnahme, deckte man sie danach wieder mit einer Erdschicht ab. Erst nach Fertigstellung der Renovierungsarbeiten am Chorhaupt im Jahr 1975 förderte man sie erneut zutage, löste sie vom Untergrund und brachte sie in die Restaurierungswerkstätten der Denkmalbehörde in Périgueux. Seit 1985 befinden sie sich wieder an ihrem angestammten Platz.

### Apsiden

#### Mittelapsis
Inmitten der Chorapsis stand einst der Hochaltar, der offensichtlich verlorengegangen ist. Er war wohl ähnlich den Altären in den Abteilkirchen von Sénanque, Silvacane oder Lure. Das vollständig erhaltene Mosaik umgab den Altar auf allen Seiten. Im Westen begrenzen es genau behauene Steine, die einen Falz bilden, an den es anschließt.
Vor dem Altar entwickelt sich in einem langgestreckten Rechteck ein dichtes unregelmäßiges weißes und schwarzes Geflecht, das sich gut vom roten Untergrund abhebt.
In der Apsisrundung entfaltet sich ein Zug recht großer Fabelwesen, die weiß umrandet und überwiegend schwarz gefleckt sind – die Fische sind rot gesprenkelt – und an den Seiten aus einem roten, oder in Achse der Apsis schwarzen Untergrund hervortreten. Alle stehen mit der linken Körperseite zum Betrachter gewandt, und ihr Vorderkörper weist nach auswärts.
Von links nach rechts sind es:
- Nr. 5: In einem weißen Kreisring mit 1,10 Metern Durchmesser, der von schwarzen Steinchen begrenzt ist, steht ein unglücklich proportionierter Elefant, auf den Hufen eines Stieres vor dem Kreisring. Elefanten waren den damaligen Künstlern im Westen lediglich von mündlichen Überlieferungen, Skizzen, Stoffen oder Elfenbeinschnitzereien bekannt, so dass derartige Missgestaltungen normal waren. Sein Rüssel hängt zwischen den Stoßzähnen eines Wildschweins wie eine Zunge heraus, die Ohren sind unnatürlich klein. Der Dickhäuter trägt auf seinem Rücken ein Haus mit zwei Fenstern, daneben ein Turm mit Fenstern und Zinnen die an die Baldachine erinnern, die damals Elefanten trugen, in denen sich orientalisch Prinzen verbargen.
- Nr. 6: Es folgt ein katzenartiges mähnenloses Tier, vielleicht ein Löwe, der sich um sich selbst gedreht hat (siehe Stellung der Hinterpfoten) um sich in die vorderen Pfoten zu beißen. Es handelt sich um eine Haltung der Aggressivität oder des Spiels, die man auch bei den geflügelten Tieren im nördlichen Querschiffarm findet.
- Nr. 7: Ein prächtiger, edler Greif mit einem Löwenkörper und Flügeln an den Schultern und einem prächtigen nach hinten gewandten Adlerkopf, mit einem Reiherbusch. Dabei scheint er sich mit dem Schnabel in die Spitze des linken Flügels zu beißen. Seine rechte Vorderpfote ist erhoben, und sein Schweif kringelt sich unter den Hinterbeinen hindurch über den Rücken durch sein Fell hindurch auf die andere Seite des Rückens und endet in einer buschigen Quaste.
- Nr. 8: Ein katzenartiges Tier, wahrscheinlich ein Löwe, in heraldischer, majestätischer Haltung mit geöffnetem Maul und boshaft gefletschten Zähnen, zum Zubiss bereit, mit einem Schweif, der dem des Greifen ähnelt, dessen Quast aber einer stilisierten Blütenknospe gleicht.
- Nr. 9.1: Zwei Fische übereinander in unterschiedlicher Länge streben als einzige nach rechts (innen).
- Nr. 9.2: Eine Kentaur, mit nacktem menschlichen Oberkörper, diabolischen Kopf, spitzen Ohren oder Hörnern und einem vierbeinigen Körper, mit Hufen eines Stieres. Er wendet seinen Oberkörper nach hinten, hält in der Linken einen Bogen, den er mit der Rechten spannt und mit dem Pfeil auf das nächste Wesen zielt. Eine Kante aus toten Steinchen betont den Köcher am Gürtel um seine Taille.
- Nr. 10: Das letzte Fabelwesen steht wieder in einem Kreisring, bleibt aber mit seinen Pfoten im Kreis. Es ist ein katzenartiges Tier, die angedeuteten Längsstreifen lassen jedenfalls keinen Tiger vermuten. Seine offenen Augen sind dem Betrachter zugewandt, sein Maul mit den gefletschten Zähnen ist grimmig geöffnet. Sein Schweif ist ähnlich dem des Greifen gewunden.
- Diese Tiergestalten werden noch ergänzt von einer schlangenförmigen Palmette und einer Art salomonischen Knoten, Motive, denen man auch den Reiherbusch des Greifen, die Blütenknospen ähnlichen Enden der Tierschweife und vielleicht auch die Fische zugesellen kann.

Der Löwe, die Fisch und der Schütze erinnern an Tierkreiszeichen. Aber insgesamt teilt sich die vollendet ausgewogene Komposition in drei Szenen,davon jede mit einem Katzentier: links der Löwe mit dem Elefanten, in der Mitte der Löwe mit dem Greif und rechts der Löwe mit dem Kentaur.
Um die Peripherie der Chorapsis verläuft in etwa 11–13 cm Höhe ein schwarzer mit roten Borten gesäumter Streifen, mit einer lateinischen Inschrift in Majuskeln. Sie lautete
ME PRIOR ET FIERI BERTRANNE IVBES ET HABERI ET PETRVS VRGEBAT TRVTBERTI MEQ: REGEBAT
deutsch: „Prior Bertrand, du hast angeordnet, mich zu schaffen; Pierre Trutbert förderte und leitete meine Ausführung“.
Mit diesem Distichon werden der Auftraggeber und die Ausführung dieses Werks dokumentiert. Es besagt, dass Prior Bertrand diesen prächtigen Bodenbelag in Auftrag gegeben hat und dass Pierre Trutbert die Arbeiten ausgeführt hat.

#### Seitenapsiden
In den beiden Seitenapsiden bedecken die romanischen Mosaiken den vorderen querschiffseitigen Teil des Fußbodens. Vorne und hinten begrenzt ihn eine dekorative Einrahmung, die vorne eine Kalksteinstufe einfasst und sich hinten gegen eine andere, nicht mehr vorhandene 15 Zentimeter höheren Stufe abstützte. In diesem hinteren Teil stand je ein Tischaltar, der auf einem Mittelpfeiler ruhte.
Nördliche Seitenapsis
Die schöne Komposition dieser Apsis ist voller Leben und Realismus. Sie besteht aus drei nebeneinander gelegten Tafeln, einer schmalen mittleren und zwei breiten äußeren.

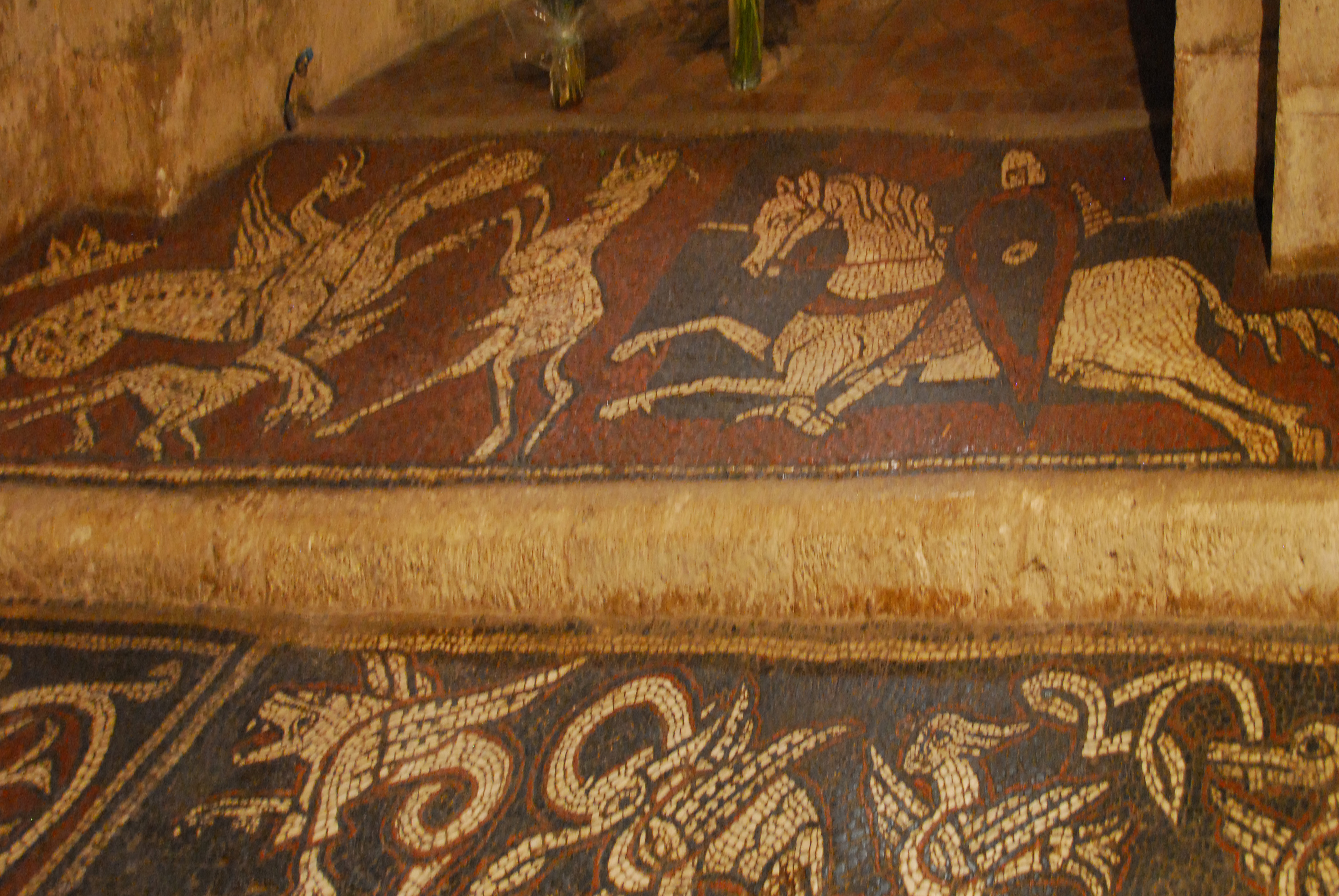
Prieuré de Ganagobie, Mosaik Nr. 1 + 3

- Nr. 1.1: Im rechten Abschnitt greift ein Ritter in Rüstung auf seinem weißen Pferd in schnellem Galopp nach links reitend an. Die Szene spielt sich auf schwarzem und roten Hintergrund ab. Mähne und Schweif des Pferdes sind detailliert dargestellt. Er trägt eine lange horizontal rot-weiß gestreifte Tunika, sehr spitze mit Schnallen verzierte Schnabelschuhe mit Sporen. Sein Kopf schützt ein tief herunter gezogener Helm, während sein Körper gänzlich hinter einem oben halbrunden und unten zugespitzter Langschild verborgen ist. Der weiße Schild besitzt eine rote Umrandung und in der Mitte einen runden weißen Buckel mit einem schwarzen Fleck. Der Ritter hält den Schild zusammen mit den roten Zügeln mit dem linken Arm. Die lange weiße in seiner Rechten ist auf die Fabeltiere gerichtet, um sie zu verjagen. Die Zügel des Pferdegeschirrs sind mit dem Zaumzeug mit gebogenem roten Bügel verbunden. Den roten Sattel hält am Hals des Reittieres ein Brustschild und zwei schwarze Bauchgurte.

- Nr. 1.2: In der Szene der rotgrundigen Mitteltafel hat sich ein teuflisches Ungeheue auf seinen Hinterpranken aufgerichtet hat, in weiß auf rotem Grund. Ein nach links gewandter Körper mit vier schlanken Beinen und einem langen Schwanz, ist wahrscheinlich der eines Bocks, bei dem die Rippen vorstehen und das Geschlechtsteil betont ist. Er hält die zierlichen Vorderbeine vor seinem Körper fast senkrecht aufwärts. Der Kopf hat Teufelshörner, ein monströs deformiertes Gesicht, ein weit vorgeschobenes Kinn und eine Stupsnase, er scheint ein Lächeln anzudeuten.
- Nr. 1.3: Der linke Teil dieser reichen Komposition stellt, ebenfalls in weiß mit schwarzer Umrahmung auf rotem Grund ein Ungeheuer dar, Chimäre und Drache zugleich, das nach rechts zum Teufel hin strebt. Der Vorderkörper des Tieres stellt einen geflügelten Löwen mit langem Hals und der Hinterkörper eine Art Schlange dar, die am Ende ihres gewundenen Körpers den Kopf einer Hydra trägt. Die Vorderpranken sind gewaltig. Seine Linke ist aufwärts gereckt. Die an den Schultern angewachsenen Flügel scheinen zum Fluge bereit zu sein. Zwischen den Flügeln erhebt sich vom Rücken des Untieres ein langer nach vorn gebogener Hals eines Ziegenbocks mit nach hinten gekrümmten Hörnern. Eine Chimäre ist ein derartiges Ungeheuer mit drei Köpfen, das der Held Bellerophon mit Hilfe seines geflügelten Rosses Pegasus tötete. Unterhalb und zwischen den Klauen des Ungeheuers strebt ein hundeähnlicher Vierbeiner, wohl ein Fuchs, mit langem Schwanz nach vorne, der von der Chimäre geschützt wird und der den Satyr anzubellen scheint.[1]

Südliche Seitenapsis
In dieser Seitenapsis entwickelt sich ähnlich der in der nördlichen eine dreigeteilte Szenerie auf schwarzem und roten Untergrund.
- Nr. 15: Ein schlankes hochkant gestelltes Rechteck (0,82 × 1,49 Meter) wird von einem breiten Rahmen umschlossen, mit weißem gewundenen Laubwerk auf schwarzem Grund. Darin erhebt sich weiß auf rotem Grund ein Stier mit zwei Körpern und einem Kopf. Ein riesiger scheußlicher unförmiger Menschenkopf in Frontalansicht verschlingt mit weit geöffnetem Mund die beiden Schwänze des Stieres.

- Nr. 14: Linkerhand erscheint in einem Kreisring mit 1,80 Meter Durchmesser ein Mischwesen im Körper eines Straußen mit buschigem Schwanz mit einem scheußlichen Frauenkopf mit rotem Reiherbusch, vielleicht eine Harpyie. Diese reitet auf einem Vogel nach rechts, mit dem Hals eines Schwans oder Straußes. Ihre Füße an langen Beinen stecken in gut erkennbaren Schuhen. Alles in Weiß auf schwarzem Grund. An den Kreisring schließt unten ein Schlangenkopf an, der zur Mitte gewandt ist.

- Nr. 16: Rechterhand im gleichen Kreisring mit Schlangenkopf läuft ein prächtiger Hirsch und hoch aufragendem Geweih von rechts nach links. Er ist offensichtlich von einem in seinem Hals steckenden Pfeil verwundet.

Die Zwischenräume der drei Szenen werden von pflanzlichem und tierischen Dekor gefüllt. Ganz links ein schöner Greif, ganz recht eine Stute in Vorderansicht, die mit ihrem Fohlen spielt, das wegen seiner lange Ohren eher wie ein Esel aussieht.

### Östliches Querschiff
Den überwiegenden Teil dieser Querschiffs unmittelbar vor den drei Apsiden bedeckt ein Fußbodenmosaik wie ein kostbarer Teppich, dem man in ganzer Länge vor den Altären ausgerollt hat. Es setzt sich zusammen aus sieben großen rechteckigen bis quadratischen Abschnitten, die abwechseln geometrisch oder erzählend ohne jede Symmetrie dekoriert sind und die alle von schmalen weißen Rahmen umgeben sind. Nicht alle Abschnitte sind zusätzlich von breiteren mit Flechtmustern dekorierten ganz oder teilweise begrenzt. Die je drei äußeren Felder werden über der ersten Stufe von einem breiten Band begrenzt, das mit unterschiedlichen geschlungenen geometrischen Flechtmustern dekoriert ist. Dieses Band wird von schmalen weißen Bändern begrenzt und an den Abschnittsgrenzen quer markiert.

#### Nördlicher Querschiffarm
Die ersten beiden Felder neben der Nordwand zeigen auf der Vorderkante eine solche Dekoration über ihre Gesamtbreite mit zehn sich wiederholenden Motiven. Das 4,50 × 0,50 Meter große Flechtband ist weiß und schwarz gerandet, die Motive stehen auf rotem oder schwarzem und rotem Grund. Das Band bildet jeweils einen Kreisring der vom folgenden durch eine Art gedrehten Knoten getrennt oder verbunden wird. In diese Ringe sind jeweils in Form vierblättriger Blütenrosetten gleiche endlose Bänder eingeflochten die den Kreisring viermal umschließen. Das Band über die zehn Ringe ist ebenfalls endlos.

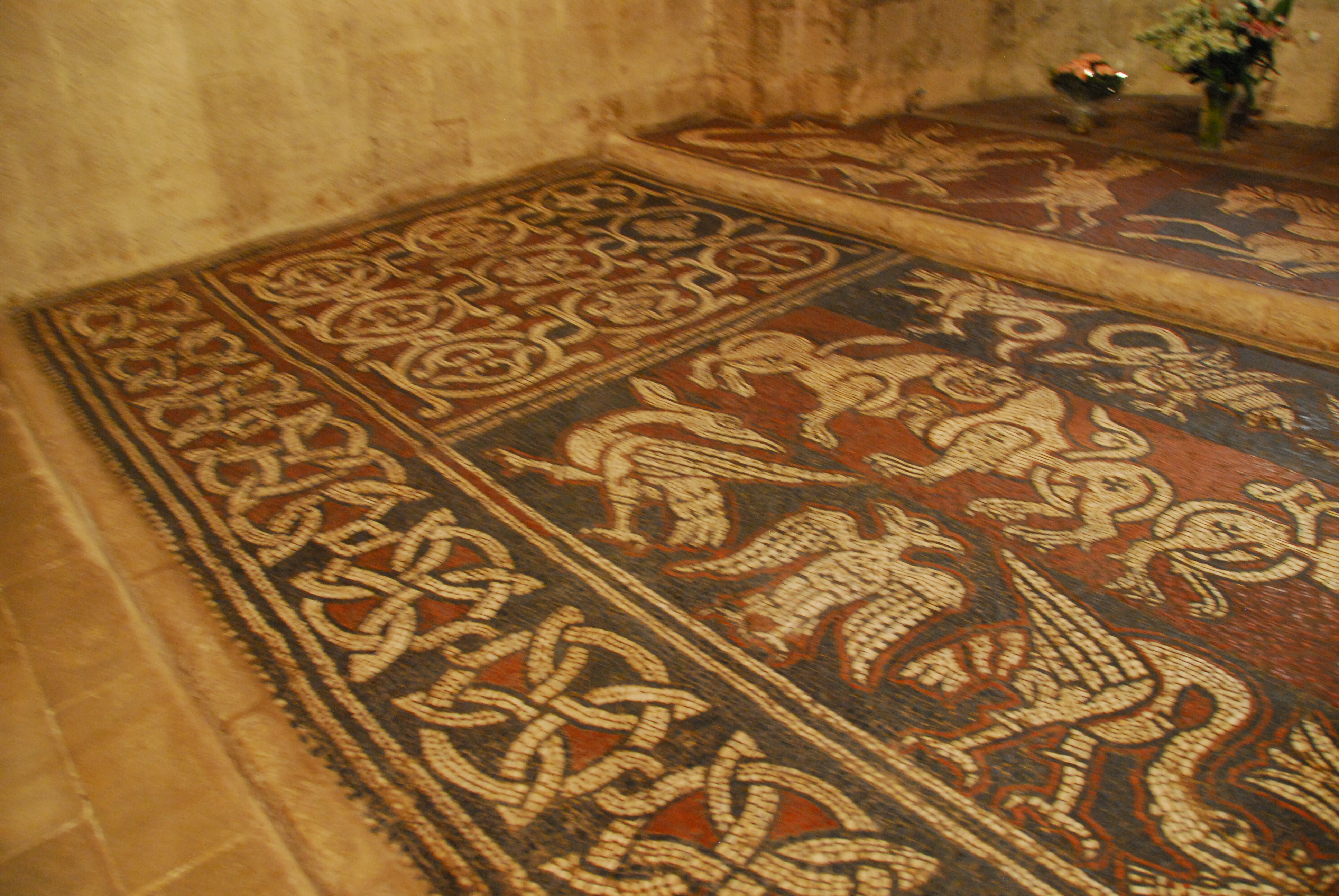
Prieuré de Ganagobie, Mosaik Nr. 2 + 3

- Nr. 2: Im linken leicht rechteckigen und kleineren Feld, 1,15 × 1,96 Meter groß, ohne den vorgenannten breiten Randstreifen, findet sich ein Rankenwerk, das sich über die gesamte Fläche gleichmäßig verteilt, aus weißen, schwarz gerandeten Ranken auf drei Viertel rotem und einem Viertel schwarzen Grund. Eine endlose Ranke umschließt insgesamt drei mal drei = neun große Kreise, die untereinander mit kleineren gedrehten Knoten getrennt oder verbunden sind. Jede ringförmige Ranke weist an vier diagonal gegenüber liegenden Stellen jeweils eine gekringelte Sprosse auf, die die freien Partien zwischen den Kreisen füllen. Bis dahin sind alle zehn Motive sehr ähnlich. Bis auf die unteren drei sind die Füllungen der Kreise aber unterschiedlich gestaltet. Bis auf das obere mittlere unsymmetrische Motiv einer Glockenblume in Seitenansicht, sind alle anderen symmetrisch in zwei gleiche Hälften geteilt, mit einer mal senkrechten und mal waagerechten Symmetrieachse. Es handelt sich jeweils um pflanzliches Sprossenwerk.

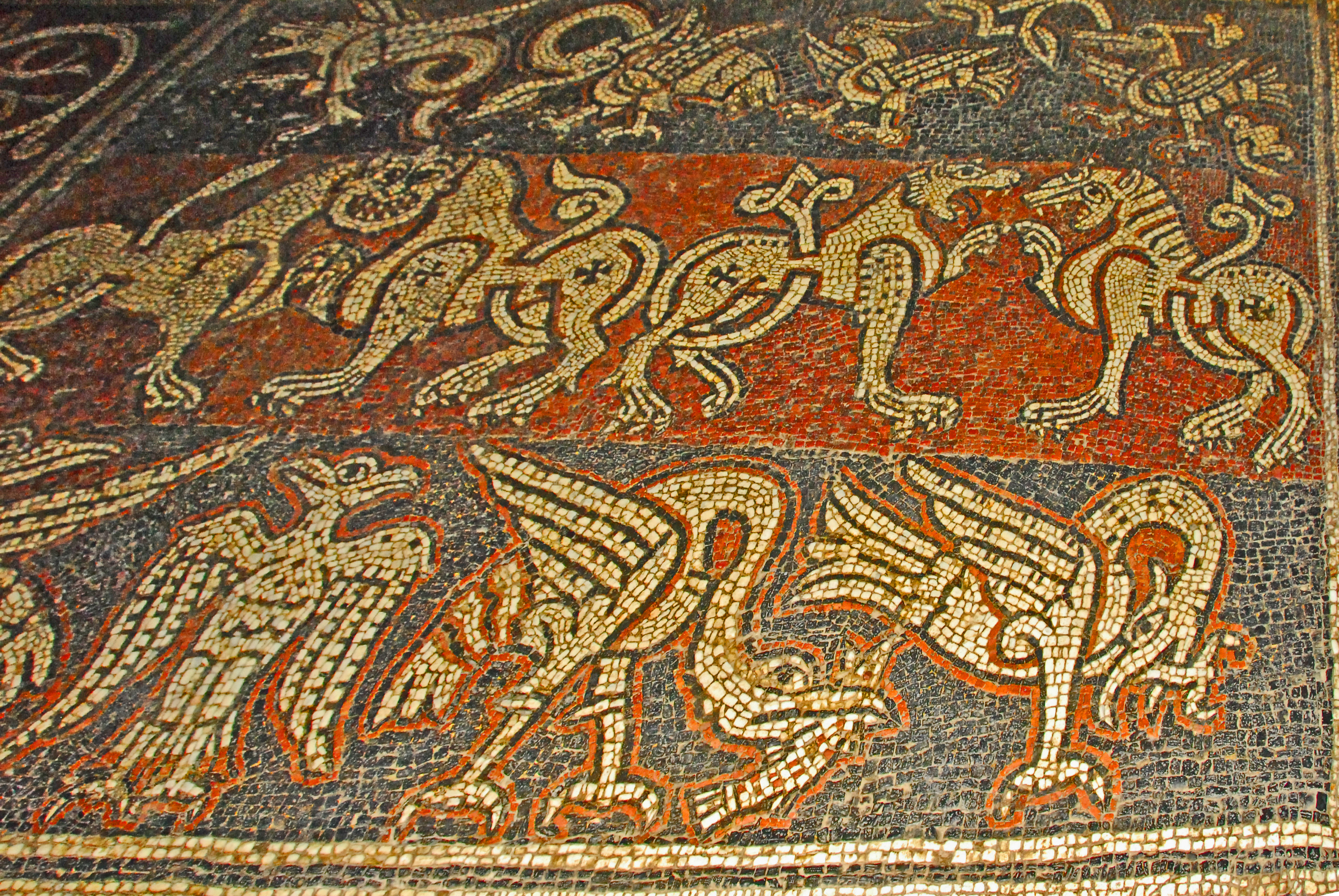
Prieuré de Ganagobie, Mosaik Nr. 3

- Nr. 3: Im folgenden größeren und rechteckigen Feld rechts daneben, 2,86 × 2,03 Meter groß, tummeln sich in drei parallele Registern auf zwei schwarzen und einem mittleren roten Grund drei mal vier = zwölf recht lebensvolle weiße Ungeheuer mit Umrandungen aus schwarzen Linien. Auf den schwarzen Untergründen folgt der schwarzen noch eine rote Umrandung.
- Nr. 3.1–3.4: Im oberen Streifen sind vier kleine geflügelte Ungeheuer zu sehen, die alle mehr oder wenige verrenkt nach links streben.
- Nr. 3.1:Das erste ist eine Art Drachen mit dem Kopf und Schwanz eines Krokodils vorne auf Krallenfüßen trippelnd. Aus dem Maul des sorgsam gezeichnete Reptilienkopfes hängt eine rote Zunge zwischen den gefletschten spitzen Zähnen hervor.
- Nr. 3.2: Das zweite ist ein Raubvogel mit kräftigen Krallen. Er besitzt einen ungewöhnlich langen Hals, den so weit zu biegen versteht, dass er sich mit seinem starken Schnabel oberhalb der Schulter in ihn beißen kann. Die Flügel hält er weit ausgebreitet. Sein Kopf wird von einem Federbusch gekrönt.
- Nr. 3.3; Das dritte ist ein Sirenenvogel mit menschlichem Kopf und zerzaustem Kopfhaar oder -gefieder oder eine Harpyie mit ausgebreiteten Schwingen und breit gefächertem Schwanz.
- Nr. 3.4: Das vierte ist ein weiterer Vogel, aber mit einem langen kräftigen Schnabel und einem hohen Reiherbusch auf dem Kopf. Er hält einen Ranke im Schnabel, die am Ende so dekoriert ist, wie er bei etlichen Löwen dieser Mosaiken zu finden ist. Vielleicht hat er sich auch einen solchen stibitzt.
- Nr. 3.5–3.8: Im mittleren Streifen präsentieren sich in heraldischer Pose vier Löwen, jeweils paarweise gegenüberstehend, die linke oder rechte Körperseite dem Betrachter zugewandt. Vor allem die Körper der beiden linken sind kräftig und schwer. Die Löwen halten alle die Vorderpfote auf der abgewandten Körperseite empor und die haben den gekringelten Schweif zwischen ihren Hinterbeinen hindurch und dann am mittleren Körper vorbei aufwärts gerichtet. Das Schwanzende endet bei dreien in einem dekorativ zugerichteten buschigen Quast. Bei allen scheint der Schweif seitlich in das Fell durch zwei Schnitte hindurchgeführt und so gehalten zu sein. Wohl gemeint haben aber die Bildhauer, dass der Schwanz von den Fellhaaren gehalten werden. Ein seltsames Detail findet sich auf den Hinter- und bei einem auch auf dem Vorderschenkel von dreien der Löwen. Es handelt sich um ein schwarzes Tatzen- oder Templerkreuz (sicher kein Krückenkreuz). Das könnte darauf hindeuten, dass das Kloster Ganagobie damals gute Kontakte zu den Tempelrittern pflegte. Vielleicht sollten diese staken Löwen gute Löwen symbolisieren, so wie die Tempelritter im Heiligen Land.
- Nr. 3.5 + 3.6: Die beiden linken Löwenkörper haben einen gemeinsamen Kopf, wie es häufig auf den Ecken romanischer Kapitelle anzutreffen ist, der mit geöffneter Schnauze und gebleckten Zähnen frontal zum Betrachter gerichtet ist.
- Nr. 3.7 + 3.8: Die beiden rechten Löwen stehen sich fauchend mit aufgerissener Schnauze und gebleckten Zähnen gegenseitig an.
- Nr. 3.9–3.12: Auf dem unteren Streifen sind nur Vögel dargestellt.
- Nr. 3.9: Der erste eilt ausladenden Schrittes nach links, wobei er seinen Kopf nach hinten wendet. Er besitzt einen langen Schnabel und trägt am Hinterkopf einen langen Federbusch.
- Nr. 3.10: Der zweite ist ein heraldischer Adler, der mit weit geöffneten Schwingen frontal zum Betrachter steht. Der Körper trägt aber einen Kopf mit zwei Schnäbeln zu den Seiten hin und mittig dazwischen frontal ein einziges Auge.
- Nr. 3.11: Es folgt ein weiterer Vogel ähnlich dem ersten, jedoch nach rechts strebend. Sein Hals ist tief hinunter gebeugt und in seinem Schnabel hält er einen soeben gefangenen Fisch.
- Nr: 3.12: Der vierte und letzte Vogel steht auch nach rechts gewandt auf dem rechten Bein und zwickt sich mit dem Schnabel in den linken Fuß.[1]

#### Vierung des östlichen Querschiffs
Wahrscheinlich hat der mutwillig im Jahr 1794 herbeigeführte Einsturz des ehemaligen Glockenturms diesen Teil des Mosaiks dauerhaft beschädigt. Trotzdem lassen sich in diesem Bereich die drei Bildfelder unterscheiden. Das mittlere und mit 2,80 × 2,06 Metern größte, vielleicht auch das mit dem schönsten Dekor, ist jedoch gänzlich verschwunden.

Prieuré de Ganagobie, Mosaik Nr. 4

- Nr. 4: Das linke Bildfeld, 2,52 × 2,05 Meter groß, wird seitlich und oben von einem etwa zwanzig Zentimeter breiten Rahmen umschlossen, der innen und außen von weißen und schwarzen Linien begleitet wird, und eine durchlaufenden eine weiße eng gedrehte Spirale zeigt. Der vordere 50 Zentimeter breite Streifen ist mit einem weitgehend zerstörten Ranken und Blütenwerk dekoriert. Das Bildfeld selber ist mit einem Rankenwerk ähnlich dem des nördlichsten Feldes ausgefüllt. Wieder formen weiße Rankenbänder, mit schwarzen Rändern, auf rotem und rosa Untergrund, sechs vollständige Kreisringe und am rechten Rand noch drei Drittelkreise, die alle untereinander mit kleinen gedrehten Knoten verbunden oder getrennt sind. In diese Kreise wachsen im oberen Bereich von beiden Seiten nach unten gebogene Rankensprossen hängend hinein, von denen jeweils ein Blattfächer, aus einem sichelförmigen, einem mandelförmigen und einem fast runden Blatt mit einem kleinen schwarzem Loch, nach auswärts gerichtet sind. Auf den ersten Blick erscheinen diese Ornamente wie stilisierte Gesichter mit dicken Nasen und schielenden Augen unter der Stirne. Die Zwickel zwischen den Kreisornamenten sind mit Blütenrosetten von Margueriten geschmückt, in den Zwickeln an den Rahmen sind es dreiblättrige Blattfächer.

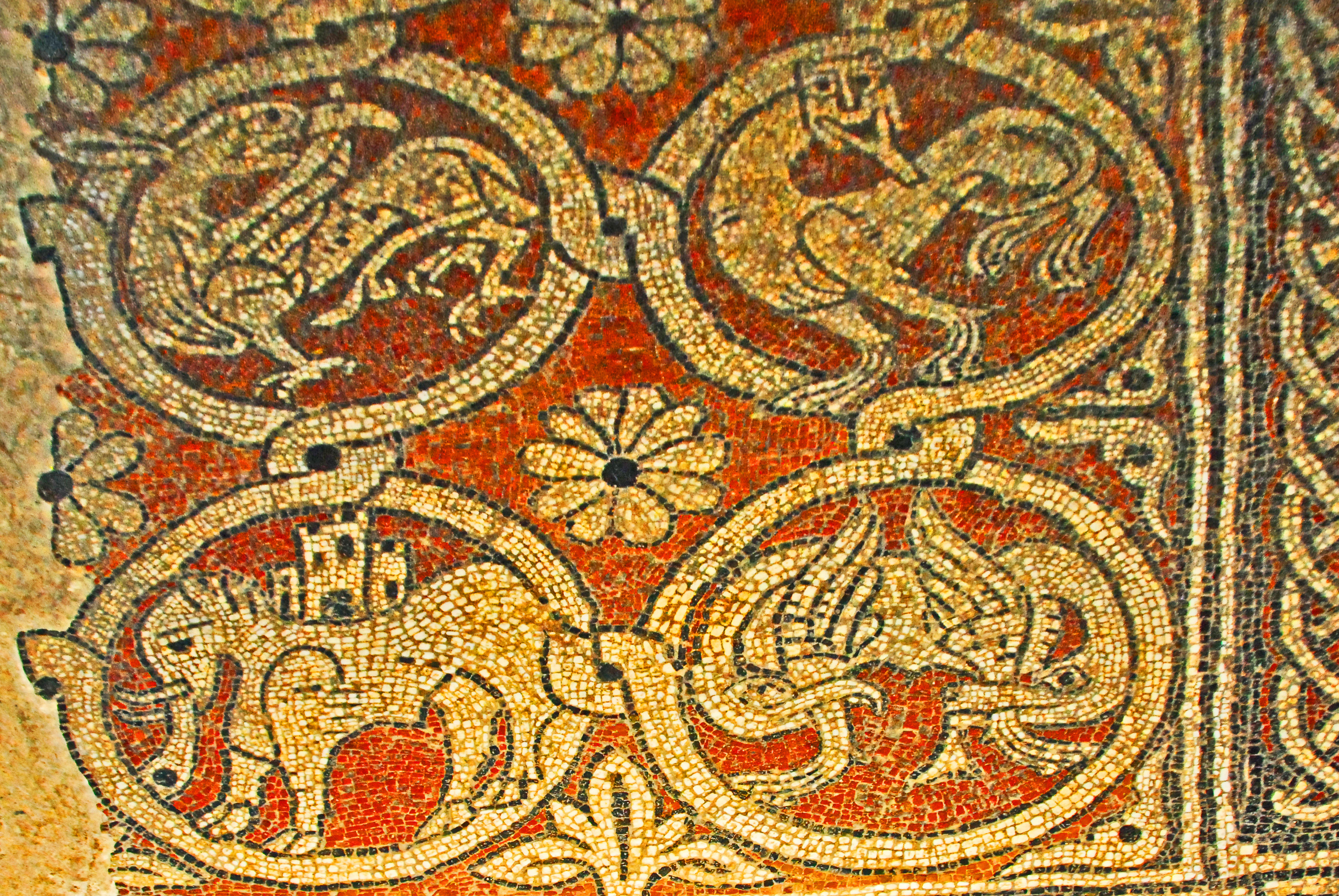
Prieuré de Ganagobie, Mosaik Nr. 11

- Nr. 11: Das rechte Bildfeld ist mit 1,55 × 2,05 Metern etwa zu zwei Dritteln erhalten, und wird ähnlich wie das linke, von breiten Rahmen mit gedrehten und durchwirkten Ranken eingerahmt. Im Bildfeld selbst gibt es wieder die weißen schwarz gerandeten Ranken auf rotem Untergrund, die Kreisringe mit 72 Zentimetern Durchmesser bilden, vier vollständige und oben zwei halbe, die untereinander mit gedrehten Knoten verbunden oder getrennt sind. Die Halbkreise enthalten stilisierte Blütenrosetten, die in den ganzen Kreisringen könnten wie folgt gedeutet werden:
- Nr. 11.1: oben links: Ein Greif, ein geflügeltes Mischwesen aus einem schlanken Löwenkörper und einem Vogelkopf, an vier Beinen Vogelkrallen, auf dem Hinterkopf einen mandelförmigen Federbusch. Das nach links strebende Tier hat seinen Kopf nach hinten gewandt und öffnet seinen kräftigen Krummschnabel um in die Spitzen seines Flügels zu beißen. Der Schwanz windet sich zwischen den Hinterbeinen durch und entlang seinem linken Oberschenkel nach vorne, wo er sich in zwei Blätter aufspaltet.
- Nr. 11.2: Oben rechts: Ein Mischwesen aus einem Katzen- oder Löwenkörper nach links strebend, auf Pranken mit langen Zehen. Sein Hals ist nach hinten gedreht mit einem viereckigen Kopf, dessen menschliches Gesicht mit Katzenohren obenauf in Frontalansicht zu sehen ist. Der Schwanz des Tieres windet sich wieder zwischen den Hinterbeinen seitlich des Körpers nach oben, vom Fell gehalten und spaltet sich dort Ypsilonartig auf, eine Art stilisierte Hand, die den menschlichen Mund weit geöffnet spreizt.
- Nr. 11.3: unten links: Ein Elefant, der sich nach links wendet. Er trägt wieder eine „Burg“ auf seinem Rücken, ähnlich der Szene in der nicht weit entfernten Mittelapsis.
- Nr. 11.4: unten rechts: Ein Ungeheuer aus einem frontal gesehenen gemeinsamen Körper auf zwei Beinen auf Pranken mit langen Zehen und zwei aufgerichteten Flügeln. Beidseitig des Körpers kommen hinter den Flügeln lange abwärts gebogene Hälse hervor, links mit einem Vogelkopf mit Krummschnabel und rechts mit einem Raubtierkopf, die beide in je ein Bein des Mischwesens beißen.

Ähnlich wie beim Bildfeld links sind in den Zwickeln zwischen den Kreisringen Margueritenrosetten und an den Rahmen Blattfächer eingefügt.

#### Südlicher Querschiffarm
In diesem liegen zwei unterschiedlich große Bildfelder, symmetrisch zu denen im nördlichen Querschiffarm.

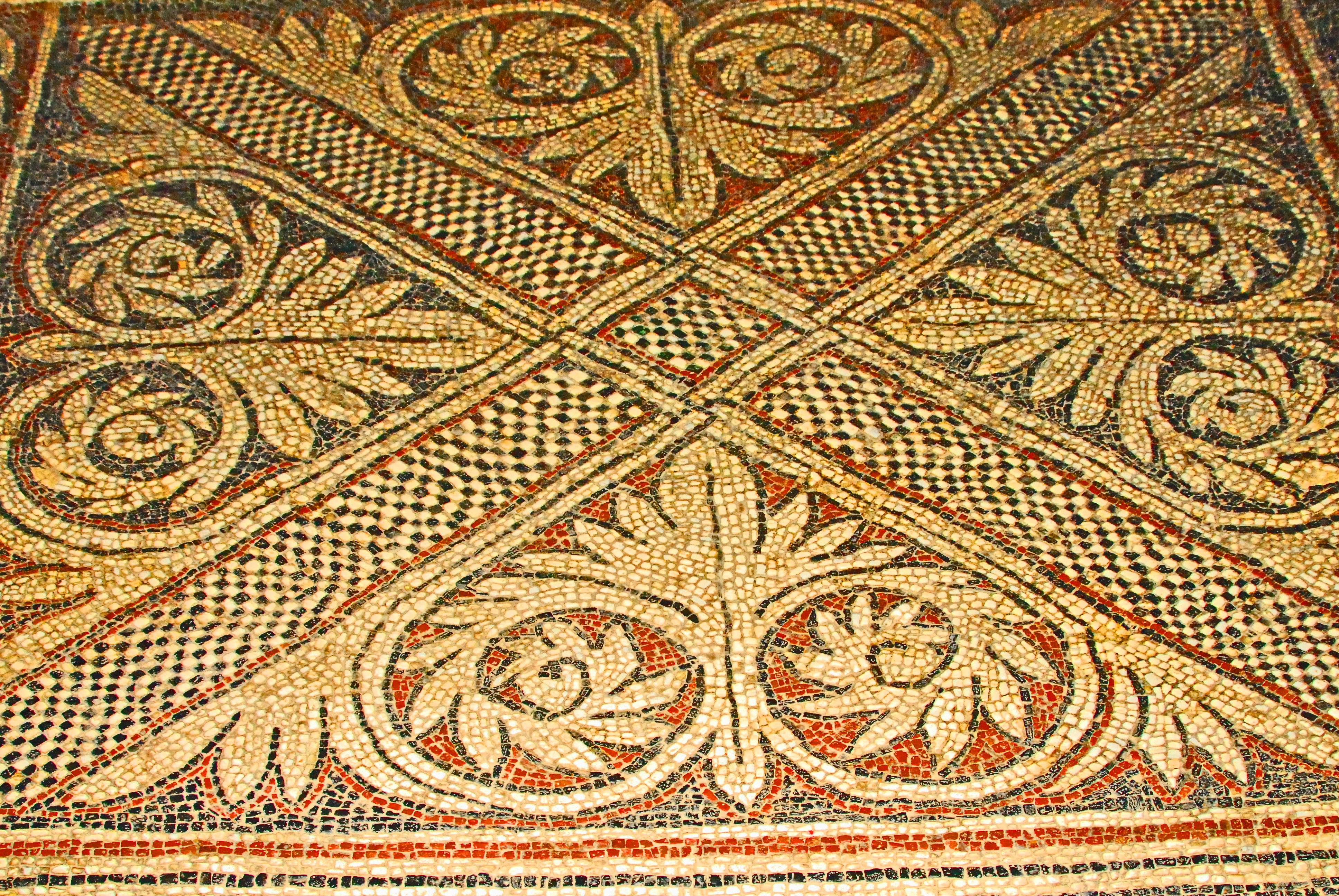
Prieuré de Ganagobie, Mosaik Nr. 12

- Nr. 12: Das linke leicht rechteckige Feld, zwischen zwei vertikalen Streifen aus dreifachem Flechtwerk, ist 2,15 × 2,05 Meter groß und zeigt auf rotem und schwarzem Untergrund ein großes breitarmiges Andreaskreuz, dessen Arme exakt in den Ecken der Fläche enden, mit einer Füllung aus schwarzen und weißen Steinchen, im Schachbrettmuster angeordnet, die sich auch im Zentrum des Kreuzes finden. Die Arme werden beidseitig begleitet von jeweils zwei weißen, schwarz gerandeten Bändern oder Ranken, die auswärts wachsen. Die inneren enden mit den Kreuzarmen in dreifachen Blattfächern. Die inneren folgen der Rundung des äußeren Fächerblatts und enden in gemeinsamen an den Spitzen zusammengewachsenen großen Palmetten deren äußere Blätter sich als weitere Blattfächer eng aufrollen. Mit diesem Blattwerk sind alle Dreiecke zwischen den Kreuzarmen gänzlich ausgefüllt.

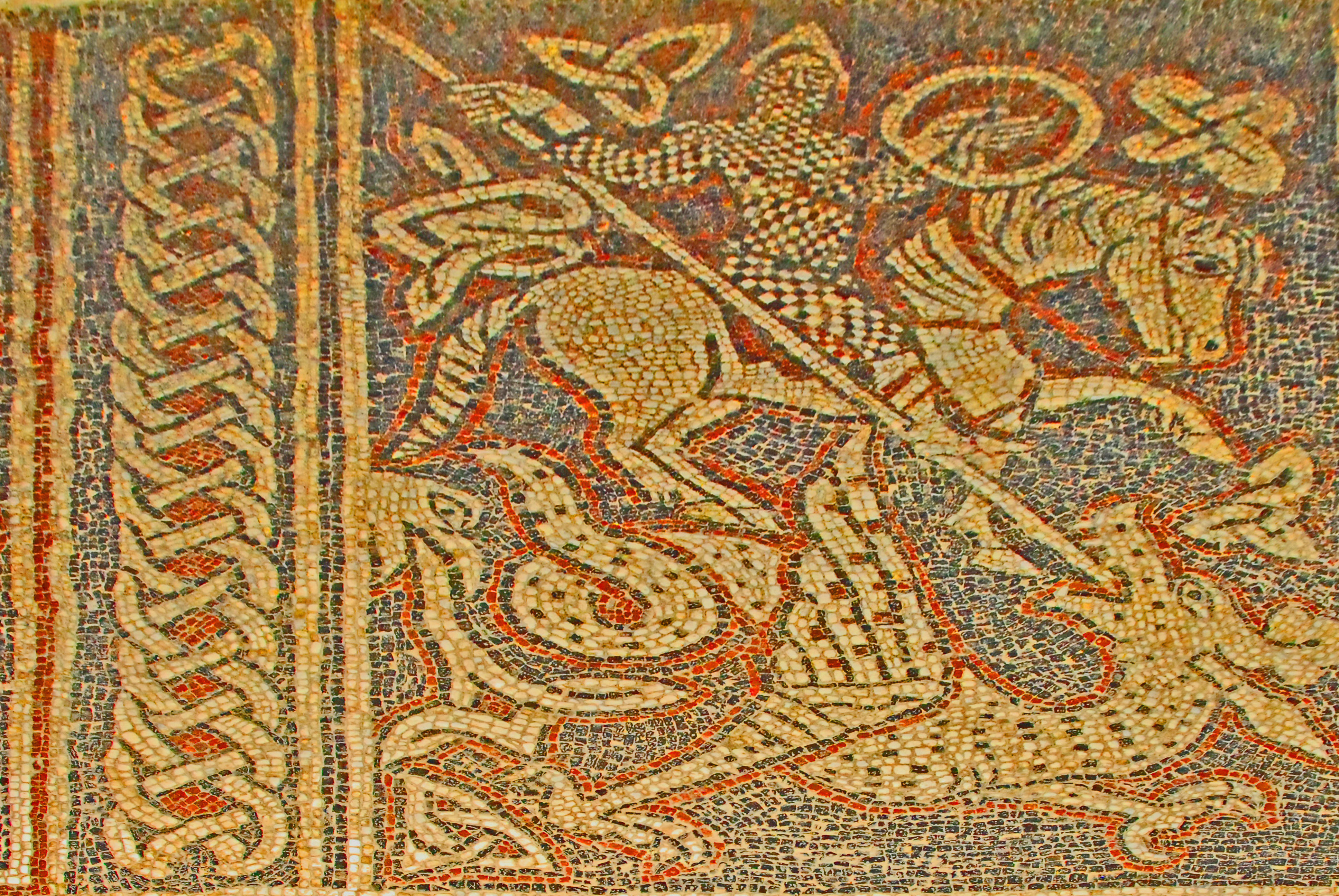
Prieuré de Ganagobie, Mosaik Nr. 13

- Nr. 13: Im rechten, 1,35 × 2,08 Meter großen Feld findet sich eine schön figürlich gestaltete Szene, in weiß mit schwarzen Rändern auf schwarzem Grund. Die schwarzen Ränder werden außenseitig von roten Linien begleitet. Im oberen Teil der Komposition reitet ein Ritter, zweifellos der heilige Georg, auf einem Schimmel nach rechts und besiegt, mit dem Oberkörper zum Betrachter gewandt, den unter ihm sich wälzenden Drachen. Er ist in eine Kettenrüstung mit aufgeweiteten Ärmeln gekleidet, die bis über die Knie hinunterreicht, und den unteren Teil des Gesichts abdeckt. Der kegelförmigen Helm deckt auch rückseitig seinen Hals ab. Das schwarz-weiße Schachbrettmuster betont die Maschen des Panzers. Mit der Linken hält er die roten Zügel und einen kleinen kreisrunden Rundschild mit weißem Rand, von dem man die Innenseite mit dem Griff sieht. Mit der Rechten, die er weit nach hinten hochhält, hat er die lange weiße Lanze ergriffen, mit der er in das weit geöffnete Maul des Drachen mit spitzen Zähnen stößt. Das Pferd hält seine Hinterbeine eng beieinander, hingegen es den vorderen rechten Huf hoch erhoben hält. Sein Schweif ist umwickelt. Das Pferd scheint schwerer als das in der nördlichen Seitenapsis zu sein, mit einem geringer ausgewogenen Volumen. Die Haltegurte, Steigbügelriemen und runden Steigbügel des rot-weißen und rot umrandeten Sattels sind detailliert herausgearbeitet.

Unter dem Pferd windet sich der geflügelte Drache mit dem Kopf eines Löwen, den Flügeln und Krallen eines Adlers und dem Hinterteil einer Schlange, in weiß mit schwarzen und roten Flecken. Die Lanzenspitze hat den ganzen Kopf durchdrungen und ragt am Hinterkopf heraus. Ein Reiherbusch lässt das Tier vornehmer erscheinen. Die frei gebliebenen Flächen der Hauptszene wird mit einigen stilisierten Motiven gefüllt und vervollständigt die ausgewogene Komposition. Sie gleichen denen der Hauptapsis, wie etwa der salomonische Knoten, schlangenförmige Palmetten und Blüten. Auf dem unteren linken Rand schaut ein Vogelkopf mit Krummschnabel hervor, in dem er ein Gebilde hält, das einigen Schwanzenden von hier dargestellten Löwen und Monstern gleicht.
Der südliche Rand des letzten Bildfeldes wird von einem doppelten Flechtband begrenzt, weiß auf schwarzem Grund und mit roter Untermalung. Das schon im nördlichen Querschiffarm 50 Zentimeter breite Band setzt sich im südlichen weiter fort. Vor dem Andreaskreuz findet sich ein achtfaches Flechtwerkband und bildet eine geschlossene weiße Matte auf schwarzem Grund mit roten Punkten. Rechts davon verflicht sich ein Motiv lockerer Kettenlinien mit vertikalen und horizontalen Spindeln mit schachbrettartigem Füllwerk.

### Technik
Die Mosaiken von Ganagobie unterscheiden sich beträchtlich von antiken Werken, sowohl in ihrem Stil, wie auch in ihrer Gestaltung. Die Steinchen sind keine Würfel mehr, deren Dimensionen 15 × 15 Millimeter nicht überschreiten, sondern Pyramidenstümpfe, deren Abmessungen sich den jeweiligen Erfordernissen anpassen. Sie sind bis auf wenigen Ausnahmen größer: von 15 × 23 bis 25 × 30 Millimeter. Ihre Oberseiten sind meist rechteckig, aber nie quadratisch. Wie die Mauersteine besitzen sie einen Fortsatz um das Einsetzen zu erleichtern. Schließlich steht der rustikalen Gestaltung der Details – die Oberflächen zeigen gewisse Reliefs – der Gesamteindruck einer vollendeten Komposition gegenüber.
Folgende Farben beherrschen die Bilder:
- Weiß: des feinen hin und wieder graubläulich getönten Marmors, der aus der Gegend von Embrun stammt. Man verwendet ihn für die meisten Tiermotive und Flechtbänder.
- Rot,: des Sandsteins aus örtlichen Steinbrüchen, das besonders bei den Untergründen Anwendung findet. Bei schwarzen Untergründen wird er als zweiten Umrandung der schwarzen Umrisse der weißen Flächen eingesetzt.
- Schwarz: auch ein Material aus der Gegend, und zwar Lias aus dem Tal der Sasse, als Untergründe, um die Konturen der Tier- und Pflanzenmotive zu betonen, aber auch um Tiergestalten hervorzuheben.
- Rosa: sind die ganz kleinen Backsteinwürfel, im Mittel 8 × 10 Millimeter, die ausschließlich als Untergrund für die Schmuckmotive im Querschiff vorkommen.
- Grün: sind ganz selten vorkommende Marmorwürfel, so etwa im Zentrum des Andreaskreuzes, die aus dem Hochtal von Ubaye stammen. Manchmal wechseln grüne und schwarze Würfel ab.
- Gelb: sind einige Steinchen aus Marmor, die sich verschiedentlich unter die weißen mischen, so etwa in der Südapsis.

Ohne Zweifel hieß der Meister, der die Darstellungen entworfen und ausgeführt hat, Pierre Trutbert. Er schuf die Mosaiken nach den Abmessungen und Formen der vorgefundenen Bodenflächen und gestaltete eine großartige und prächtige Komposition. In den Mittel- und Südapsis sind alle Motive einmalig und der Künstler stellt sie ausgewogen nebeneinander. Der Kampf des Ritters gegen die Ungeheuer in der Nordapsis ist aus verschiedenartigen aber sehr glücklich vereinigten Elementen geschaffen. Besonders gelungen sind die Gliederungen der Tafeln mit Bänderwerk in untereinander verknotete Kreisringe, in die sich die Tiere und Monster geschmeidig hineinbiegen.

### Versuche einer Datierung
Wenn es gelänge, die Entstehungsdaten der Bodenmosaike genau zu bestimmen, so ergäbe sich daraus zugleich die Erbauungszeit der damit geschmückten Kirche, zumindest in dem betroffenen Bauabschnitt des Chors und der Querschiffe. Zwei Dokumente bringen Licht in die leidenschaftlich diskutierte Datierung, nämlich die Inschrift der Hauptapsis, mit einigen zeittypischen Schriftzeichen, andererseits die ungewöhnlich reiche Ikonographie der Mosaiken.

#### Inschrift in der Rundung der Hauptapsis
Die bedeutungsvolle Inschrift nennt nicht nur den Meister, der sie entwarf und mit seinen Leuten fertiggestellt hat, einen Pierre Trutbert, der sonst nirgendwo auftaucht, sondern auch den damaligen Prior Bertrand, der Entwurf und Ausführung veranlasste. Man muss eigentlich annehmen, dass der letzte irgendwelche schriftliche Hinweise in den Dokumenten der Priorates oder der Diözese Sisteron hinterlassen hat. Es ist aber bekannt, dass die alten Archive von Ganagobie im 16. Jahrhundert verbrannt sind, und was davon verblieb, nur aus zweiter Hand bekannt ist, besonders von Jean Columbi, einem Jesuiten aus Manosque. Als Hauptquellen verbleiben dementsprechend das Cartulaire de Clunny und vereinzelte Schriftstücke der Diözese Sisteron. Man kennt nur wenige der Priore des Mittelalters.
Bertrand war damals ein sehr gebräuchlicher Name und es gibt auch verschiedenen Priore von Ganagobie mit diesem Namen.
So etwa Prior Bertrand unter Abt Pierre le Vénérable (1122–1156), nach einem heute nicht mehr vorhandenen Dokument von Columbi, dessen Glaubwürdigkeit keinen Zweifel zulässt.
Ein weiterer Prior Bertrand wird mit dem Datum 1173 in Zusammenhang gebracht. In dem Jahr verhandelte er mit dem Grafen von Forcalquier Guillaume III. (erhaltenes Originaldokument). Dieser Prior wird als der Auftraggeber der Mosaiken angenommen.
Die genauen Untersuchungen des Bauwerks besonders die von Fräulein D. Foy über den Stil der Glasfenster, die sie in der Mitte des 12. Jahrhunderts ansiedelt, berechtigen zur Annahme, dass man die Mosaiken um die Mitte oder im dritten Viertel des 12. Jahrhunderts fertiggestellt hat.
Auch die Inschrift der Mittelapsis, mit der Verwendung bestimmter Buchstabenformate, eckig oder rund, Kapitälchen, und Unziale oder Buchstaben mit Häkchen oder Sporn, und andere Besonderheiten verweist etwa auf die gleiche Datierung hin, um die Mitte des 12. Jahrhunderts oder kurz danach.
Die Namenforschung trifft in der Provence des 11. Jahrhunderts auf keine Familiennamen, wie der hier genannte Petrus Trutbert, ist aber ab Beginn des 12. Jahrhunderts allgemein üblich. Den Namen Trutbert gibt es hier schon seit der karolingischen Zeit, so auch für Mosaizisten, Bischöfe und Grafen wie auch im 11. Jahrhundert für die berühmteste Familie in Apt.

#### Ikonografie
Der Schmuck der Mosaikböden enthält neben Rankenwerk, Geflechte, Palmetten und gewöhnlichen Tieren auch Fabel- und Mischwesen.
Diese Ungeheuer bestehen aus zwei oder mehreren Wesen, Symbole der Sünde, die ihren Körper selbst verunstalten. Ihre Schwänze enden häufig in stilisierten Blüten oder gespaltenen Quasten. Vorderkörper menschlicher oder tierischer Wesen, voller Bewegung und Geschmeidigkeit, wie aus den illustrierten Bestiarien mittelalterlicher oder antiker Herkunft. Die Ungeheuer scheinen geradewegs aus der Fabelwelt des Orients zu stammen, der die Menschen des 12. Jahrhunderts faszinierte.
Die Phantasietiere sind vor allem Dekorationen, die rein stilistisch dem Orient eng verbunden sind, den man durch Stoffe, Teppiche und Schnitzereien kannte, die durch die Kreuzzüge im ganzen Westen Einzug fanden. Diese dienten als Vorbilder für Bildhauer und Mosaizisten, da sich die zweidimensionale Flächigkeit und Vielfarbigkeit der Stoffe sich besonders gut ins Mosaik übertragen lassen. So etwa die lebhaften Farben, die Themenwahl, der dichte, geometrische oder schematisierte Dekor, vor allem die Fabelwesen, allein in den Kreisringen der Rankenbänder, einander ansehend oder mit den Hinterkörpern gegeneinander gestellt, in starrer Haltung oder in voller Bewegung, ornamentale Motive. Es handelt sich um eine in allen Stellungen geschmeidig biegende, außergewöhnliche Fauna in einer üppig wuchernden Flora, deren Bedeutung jeder kannte, deren Sinn man aber heute vielfach nicht mehr erfassen kann.
- In der Nordapsis jagt der Ritter mit seiner Lanze die Ungeheuer, den Satyr und die Chimäre, eine Szene, die die Christianisierung des heidnischen Themas vom Bellerophon, der die Chimäre bekämpft.
- In der Südapsis ist der Hirsch das Sinnbild Christi, wie auch rechts davon die über ihr Junges wachende Stute.
- Im nördlichen Querschiffarm befindet sich eine lange Reihe Fabelwesen.
- Am Ende des südlichen Querschiffarms besiegt der Ritter den Drachen mit der Lanze, ein Werkzeug der göttlichen Gerechtigkeit, und mit dem runden Schild als Nimbus des Triumphators. Dieses letzte Bildfeld mit klarer Symbolik erinnert an die durch die Kreuzzüge populäre Legende, in der der heiligen Georg, ein römischer Offizier, den Drachen niedersticht und ihn tötet, dem man eigentlich eine junge Prinzessin opfern wollte. Der heldenhaft, gegen das Ungeheuer siegreiche georg wurde deshalb zum Patron der Kreuzfahrer. Im Zusammenhang mit den Kreuzzügen muss man wohl auch die Tatzenkreuze auf den Schenkeln der Löwen sehen, die für den Orden der Kreuzritter stehen.
- Die Mittelapsis mit ihren Katzen (Löwen), dem Elefanten, Greif und Kentaur, wirkt überwiegend dekorativ. Diese königlich wirkenden Tiere sind Symbole der Stärke und Wachsamkeit erscheinen hier als Wächter des Allerheiligsten auf dem Hochaltar.

Die Ikonografie hilft vielleicht auch das Entstehungsdatum einzukreisen. Die Gewandung und Ausrüstung der Ritter wie auch das Pferdegeschirr sind mit ähnlichen Darstellungen auf Siegeln aus der ersten Hälfte und der Mitte des 12. Jahrhunderts zu vergleichen.
Die genaue Erforschung dieser Mosaike erlaubt seine Entstehungszeit auf die Mitte oder das dritte Viertel des 12. Jahrhunderts anzunehmen.